# Coupe du monde de football 2006
Vous lisez un « article de qualité » labellisé en 2009.
Navigation
Corée du Sud-Japon 2002 Afrique du Sud 2010

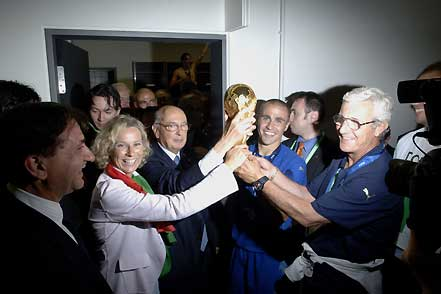
Les Italiens célèbrent leur quatrième titre mondial.

La Coupe du monde de football 2006 est la dix-huitième édition de la Coupe du monde de football et s'est déroulée du 9 juin au 9 juillet 2006 en Allemagne, qui a été choisie en juin 2000 pour l'organiser.
De décembre 2003 à novembre 2005, les sélections nationales de 198 pays participent à une phase de qualification, dans le but de désigner les 31 équipes pouvant prendre part au tournoi final en compagnie de l'Allemagne, qualifiée d'office en tant que pays organisateur.
La compétition est remportée par l'Italie, qui bat en finale la France aux tirs au but. Zinédine Zidane, élu meilleur joueur de ce Mondial, se distingue de manière ambivalente lors de la finale au stade olympique de Berlin, son tout dernier match, en marquant le premier but sur penalty d'une panenka, puis en recevant un carton rouge lors de la prolongation après avoir donné un coup de tête au torse de Marco Materazzi. Ce dernier est un acteur central du match, provoquant la faute sur Florent Malouda pour le penalty français, égalisant de la tête pour l'Italie en première mi-temps, avant d'être un des tireurs qui réussissent à marquer lors de la séance de tirs au but pour offrir à l'Italie son quatrième titre mondial.
L'Allemagne prend la troisième place devant le Portugal. Le Brésil, champion du monde en titre et favori de l'épreuve,, est éliminé au stade des quarts de finale par la France. Sur le plan sportif, le tournoi est marqué par le retour à une domination des « grandes équipes européennes et sud-américaines » : alors que la précédente coupe du monde de 2002 avait vu des équipes d'Asie, d'Amérique du Nord et d'Afrique aller relativement loin dans la compétition (jusqu'en quart et demi-finale), tous les quart-de-finalistes de l'édition 2006 sont européens ou sud-américains et tous les anciens vainqueurs de la compétition sauf l'Uruguay sont présents en quarts de finale.
Le tournoi 2006 est suivi dans le monde entier et sa couverture médiatique confirme que la Coupe du monde de football est l'événement sportif le plus important de la planète à côté des Jeux olympiques. La vente des droits de diffusion et le sponsoring contribuent à la réussite économique de la compétition. La Coupe du monde 2006 est aussi un énorme succès populaire en Allemagne, où elle est surnommée Sommermärchen (conte de fées d'été), et elle donne également une image très positive du pays à l'étranger,,,.

## Préparation de l'événement
Après la désignation du pays organisateur en 2000, un comité d'organisation allemand est créé pour préparer la tenue de la Coupe du monde 2006 en Allemagne. Douze stades sont construits ou rénovés pour l'occasion. En 2005, l'organisation de la Coupe des confédérations 2005 en Allemagne sert, en dehors de l'aspect sportif, également de préparation à la Coupe du monde qui se déroule un an plus tard.

### Désignation du pays organisateur

Logo de la candidature allemande

La volonté de la Fédération allemande de football (Deutscher Fußball-Bund, DFB) d'organiser la Coupe du monde en Allemagne remonte à novembre 1992. La fédération et son président Egidius Braun entament alors la promotion dans le pays d'une telle candidature. Fin 1996, Franz Beckenbauer donne son accord pour devenir ambassadeur de la candidature allemande. Il prend en 1998 la présidence du comité de candidature et c'est en cette qualité qu'il transmet au président de la FIFA Sepp Blatter, le 26 novembre 1998, la déclaration d'intentions officielle de la fédération allemande pour l'organisation de la Coupe du monde 2006.
Aux côtés du DFB, quatre autres fédérations prétendent à l'organisation de l'événement. Il s'agit des fédérations de l'Afrique du Sud, de l'Angleterre, du Brésil et du Maroc. Les fédérations de l'Égypte, du Ghana et du Nigeria, initialement candidates à l'organisation du tournoi, se retirent du processus d'attribution pour ne pas diluer les candidatures africaines.
| Fédérations candidates | 1er tour | 2e tour | 3e tour |
| ---------------------- | -------- | ------- | ------- |
| Allemagne              | 10       | 11      | 12      |
| Afrique du Sud         | 6        | 11      | 11      |
| Angleterre             | 5        | 2       | -       |
| Maroc                  | 3        | -       | -       |
| Brésil                 | -        | -       | -       |
| Total des votes        | 24       | 24      | 23      |

Le 6 juillet 2000, le comité exécutif de la FIFA se réunit à Zurich pour désigner le pays hôte de la Coupe du monde 2006. Le Brésil se retire trois jours avant le vote. Pour la première fois, il faut plus d'un tour de scrutin pour désigner le pays hôte. Le Maroc et l'Angleterre sont éliminés lors du premier et du deuxième tour respectivement. L'Allemagne, qui termine première à chaque tour, est finalement choisie aux dépens de l'Afrique du Sud au troisième tour de scrutin par douze voix contre onze et une abstention.
Cette nomination de l'Allemagne comme pays hôte de la phase finale 2006 face à l'Afrique du Sud favorite fait naître une polémique. Charles Dempsey, un membre néo-zélandais du comité exécutif de la FIFA, donne en effet aux deux premiers tours de scrutin son vote à l'Afrique du Sud, conformément aux instructions de la Confédération du football d'Océanie à laquelle il appartient, puis il s'abstient lors du troisième tour décisif, entraînant la victoire allemande par une voix d'écart. S'il avait voté pour l'Afrique du Sud au dernier tour, les deux derniers pays se seraient ainsi retrouvés à égalité avec douze voix chacun. Dans un tel cas de figure, une victoire de l'Afrique du Sud aurait été probable, puisque la désignation du vainqueur serait revenue au président de la FIFA, Sepp Blatter,, qui était favorable à la candidature africaine,,. Tout comme huit autres membres du comité exécutif, Dempsey avait reçu la veille du vote un fax lui promettant une pendule à coucou et du jambon de la Forêt-Noire. Après le vote, le magazine allemand Titanic se dénonce comme étant l'auteur de cette mauvaise blague. Quant à lui, Dempsey explique son abstention par la pression insupportable à laquelle il fut soumis lors du vote.
À la suite de cet incident, la FIFA décide que l'organisation de la compétition se fera dorénavant par rotation entre les continents. Ainsi, il est décidé que la Coupe du monde 2010 sera organisée par un pays africain, en l'occurrence l'Afrique du Sud. La FIFA revient par la suite sur ce mode de désignation par rotation et décide en octobre 2007 que seules seront exclues de l'organisation d'une Coupe du monde les confédérations ayant accueilli les deux dernières éditions de la compétition.
En juin 2015, l'hebdomadaire allemand Die Zeit révèle que l'Allemagne aurait acheté l'organisation du Mondial 2006 grâce à une série d'investissements en Asie visant à obtenir le soutien des responsables de la Fifa de ce continent. Le groupe pharmaceutique Bayer et le fabricant automobile Volkswagen auraient investi en Thaïlande et en Corée du Sud. Daimler aurait injecté de l'argent dans Hyundai car le fils du fondateur du constructeur automobile coréen siège au conseil d'administration de la Fifa. Et le gouvernement de Gerhard Schröder aurait acquis le vote de l'Arabie saoudite en échange de lance-roquettes,. Le Spiegel donne lui une version un peu différente des faits. Selon sa propre enquête, la Fédération allemande de Football se serait assurée d'obtenir les voix de quatre personnes du comité exécutif de la FIFA au moment du vote, au moyen d'argent issu d'un mécanisme financier opaque.

### Comité d'organisation

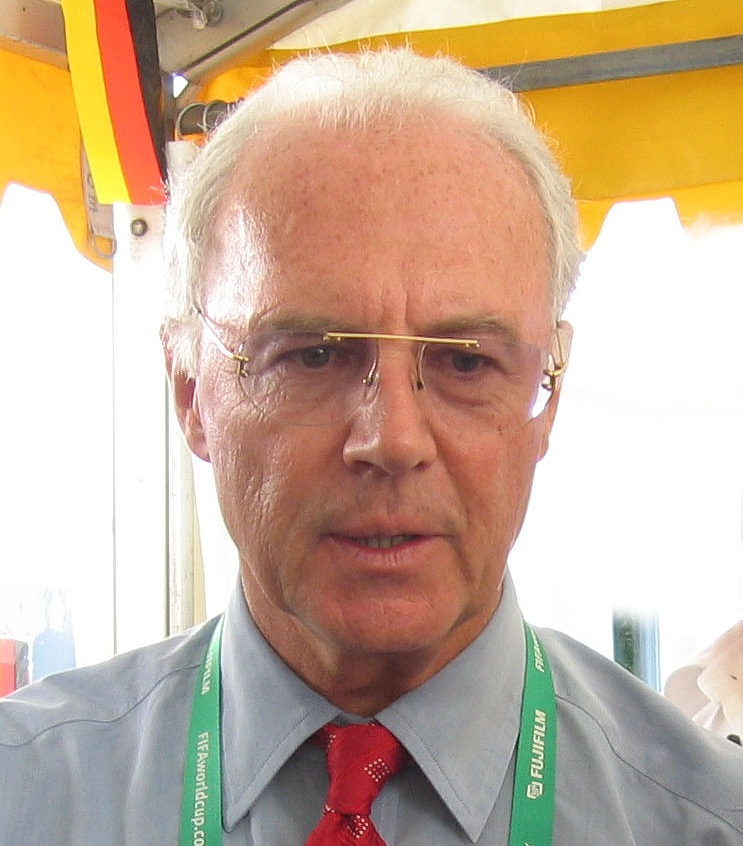
Le président du comité d'organisation Franz Beckenbauer

L'organisation du tournoi 2006 est confiée par la FIFA à la fédération allemande de football (DFB) et à son comité d'organisation de la Coupe du monde FIFA Allemagne 2006. Le président du comité d'organisation allemand est Franz Beckenbauer, qui exerce les fonctions de responsable du projet, représentant de l'événement et responsable des relations avec la FIFA,.
Le comité d'organisation comporte trois vice-présidents exécutifs. Le premier vice-président Horst R. Schmidt est chargé de l'hébergement des équipes, du tourisme, des cérémonies d'ouverture et de clôture, de l'organisation du tournoi et des questions organisationnelles relatives à la sécurité et aux transports. Le vice-président Wolfgang Niersbach s'occupe du marketing, du tirage au sort, des relations avec la presse, de la communication et de l'accréditation. Les domaines de compétences du troisième vice-président, Theo Zwanziger, président de la fédération allemande de football, se concentre sur les affaires juridiques, les finances, la gestion du personnel de la Coupe du monde et diverses questions d'organisation.
Les activités du comité d'organisation sont contrôlées par un conseil de surveillance de dix membres. Le comité est aussi conseillé par la commission des sports du Bundestag, notamment sur les questions de commercialisation touristique du tournoi.
Le champion du monde 1990 et sélectionneur de l'équipe d'Allemagne Jürgen Klinsmann exerce la fonction d'ambassadeur international de la Coupe du monde en compagnie de Rudi Völler, champion du monde 1990 et directeur sportif du Bayer Leverkusen, Oliver Bierhoff, champion d'Europe 1996 et manager de l'équipe d'Allemagne, et Karl-Heinz Rummenigge, champion d'Europe 1980 et président du Bayern de Munich.
La structure chargée de faire le lien avec le comité d'organisation allemand au sein de la FIFA est la commission d'organisation de la Coupe du monde FIFA Allemagne 2006. Cette commission de la FIFA est présidée par l'ancien président de l'UEFA Lennart Johansson et le vice-président est l'Argentin Julio Grondona.

### Villes et stades retenus
| \| Hambourg Hanovre Berlin Gelsenkirchen Dortmund Leipzig Cologne Francfort Kaiserslautern Nuremberg Stuttgart Munich \| Sites de la Coupe du monde 2006 |
| Hambourg Hanovre Berlin Gelsenkirchen Dortmund Leipzig Cologne Francfort Kaiserslautern Nuremberg Stuttgart Munich                                       |

Douze villes allemandes et douze stades sont sélectionnés pour accueillir les rencontres. Les villes de Brême, Mönchengladbach, Düsseldorf et Leverkusen ont vu leur candidature rejetée. Sur les douze stades sélectionnés, dix sont construits ou reconstruits pour la tenue de la Coupe du monde en Allemagne.
Parmi les stades retenus, seul le Zentralstadion de Leipzig se situe dans l'ancienne République démocratique allemande (RDA), le stade olympique de Berlin étant situé dans l'ancien Berlin-Ouest. Une raison de cet état de fait est que très peu de clubs de l'ex-RDA disputent régulièrement la Bundesliga, le championnat allemand de première division, condition essentielle pour pouvoir rentabiliser un investissement dans un grand équipement tel qu'un stade de football. L'investissement nécessaire pour avoir un stade apte à accueillir une Coupe du monde est en effet important en raison des critères sévères imposés par la FIFA en matière de sécurité, de technique et d'infrastructures.
Une autre raison est le mode de financement des stades de la Coupe du monde 2006 qui repose essentiellement sur un financement privé. Les grandes entreprises allemandes capables de soutenir la création ou la rénovation d'un stade étant principalement implantées dans les anciens Länder, il est alors logique que les rencontres du tournoi se disputent principalement dans ces régions. Pour garantir qu'au moins une ville de l'ex-RDA puisse disposer d'un stade aux normes de la Coupe du monde, l'État fédéral et le Land de Saxe prennent en charge presque exclusivement le financement du Zentralstadion de Leipzig, l'État fédéral y participant à hauteur de 51,1 millions d'euros.
Après la fin des travaux, certains nouveaux stades sont nommés ou renommés selon la pratique du naming d'après une société sponsor, comme le RheinEnergieStadion de Cologne ou le Signal Iduna Park de Dortmund. Ces stades sont cependant rebaptisés de manière neutre pour la durée de la compétition car la FIFA interdit toute mention de sponsors autres que les sponsors officiels de la compétition. Ces noms neutres sont du type FIFA World Cup Stadium en anglais, ou FIFA WM-Stadion en allemand, suivi du nom de la ville.
Les stades ne comportent que des places assises et leur capacité est réduite pour les matchs du tournoi. Le nombre de places est réduit pour pouvoir disposer d'une réserve de sécurité et pour ne pas avoir à utiliser des sièges offrant une visibilité réduite.
Sources FIFA et der-wmticker.de.
Le Stade olympique de Berlin, Olympiastadion en allemand, est reconstruit pour un coût total de 242 millions d'euros avec un financement public à hauteur de 196 millions d'euros. La décision de rénover le stade plutôt que de le détruire est prise le 26 mai 1998 par le sénat allemand. Le chancelier Gerhard Schröder lance officiellement les travaux de rénovation le 3 juillet 2000. La pelouse est abaissée de 2,65 mètres et 76 loges sont créées. Le match d'inauguration du stade reconstruit a lieu le 8 septembre 2004 entre l'Allemagne et le Brésil. Le club résident est le Hertha Berlin. La capacité totale du stade est réduite de 74 176 à 72 000 places pour les quatre matchs de poule et le quart de finale qu'il accueille. La capacité est même limitée à 69 000 places à l'occasion de la finale. La moyenne de spectateurs sur les six rencontres disputées au Stade olympique est de 71 500.
Le RheinEnergieStadion de Cologne est reconstruit pour un montant de 119 millions d'euros, la ville de Cologne payant 25,7 millions d'euros et le reste étant financé par le propriétaire. Le club évoluant dans cette enceinte est le FC Cologne. Pendant la Coupe du monde, le stade est renommé en FIFA WM-Stadion Köln et sa capacité de 46 134 places est réduite à 45 000. Le stade fait le plein pour les cinq matchs du tournoi qu'il accueille.
Le stade du Borussia Dortmund, le Signal Iduna Park, est reconstruit pour un coût de 46 millions d'euros dont 5 millions d'euros provenant d'un programme fédéral de modernisation. Pendant le tournoi, le nom est modifié en FIFA WM-Stadion Dortmund et la capacité initiale de 67 000 places est limitée à 65 000. En moyenne, 64 660 spectateurs assiste aux six rencontres, dont une demi-finale, qui se jouent à Dortmund.
La Commerzbank-Arena, le stade situé à Francfort, est entièrement reconstruite pour 126 millions d'euros. Le club résident est l'Eintracht Francfort. Le stade, renommé FIFA WM-Stadion Frankfurt, accueille quatre rencontres de groupe et un quart de finale. La capacité passe de 48 132 places à 48 000 pour ces matchs, qui sont suivis par une moyenne de 48 000 spectateurs.

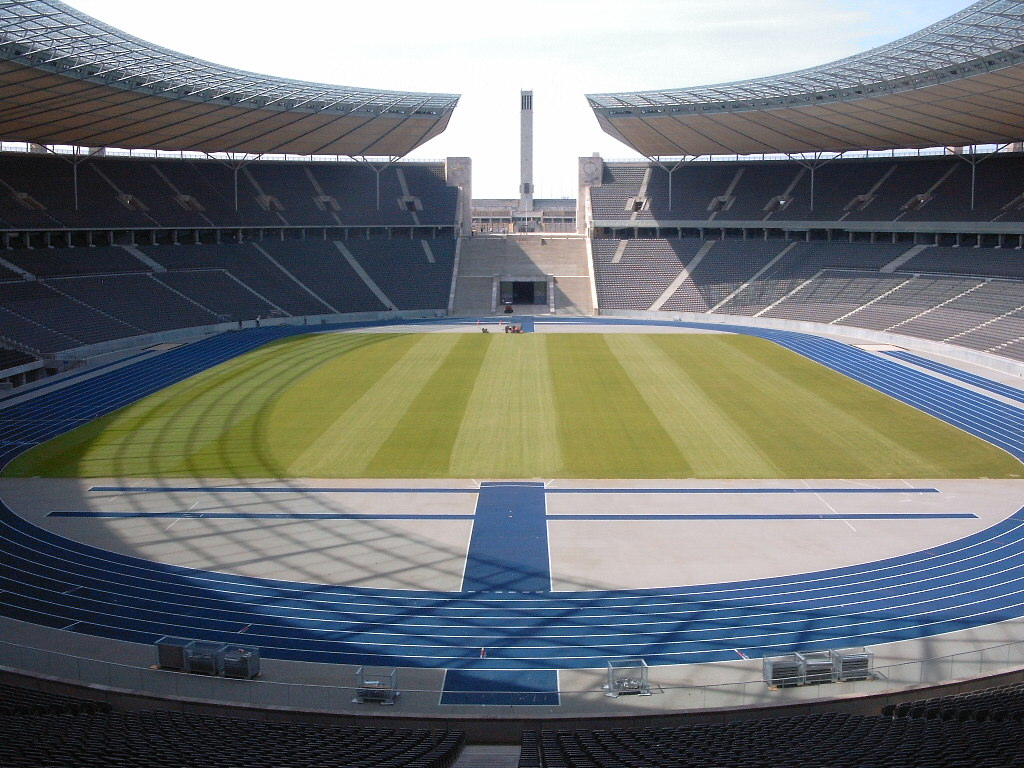
Stade olympique de Berlin
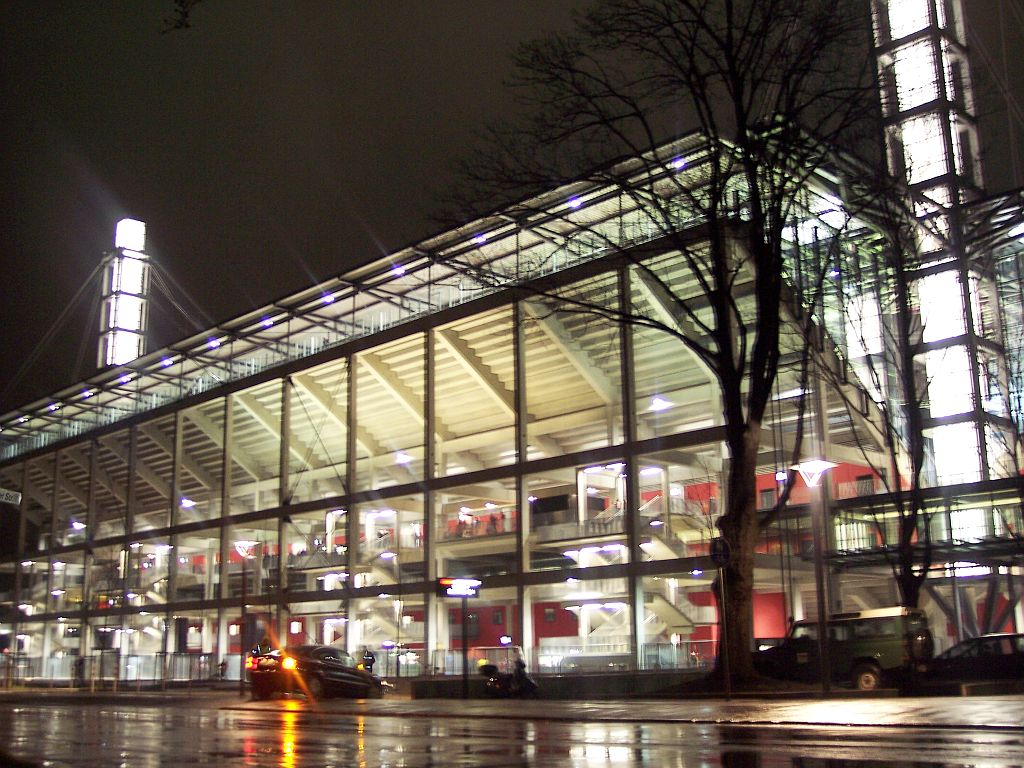
FIFA WM-Stadion Cologne
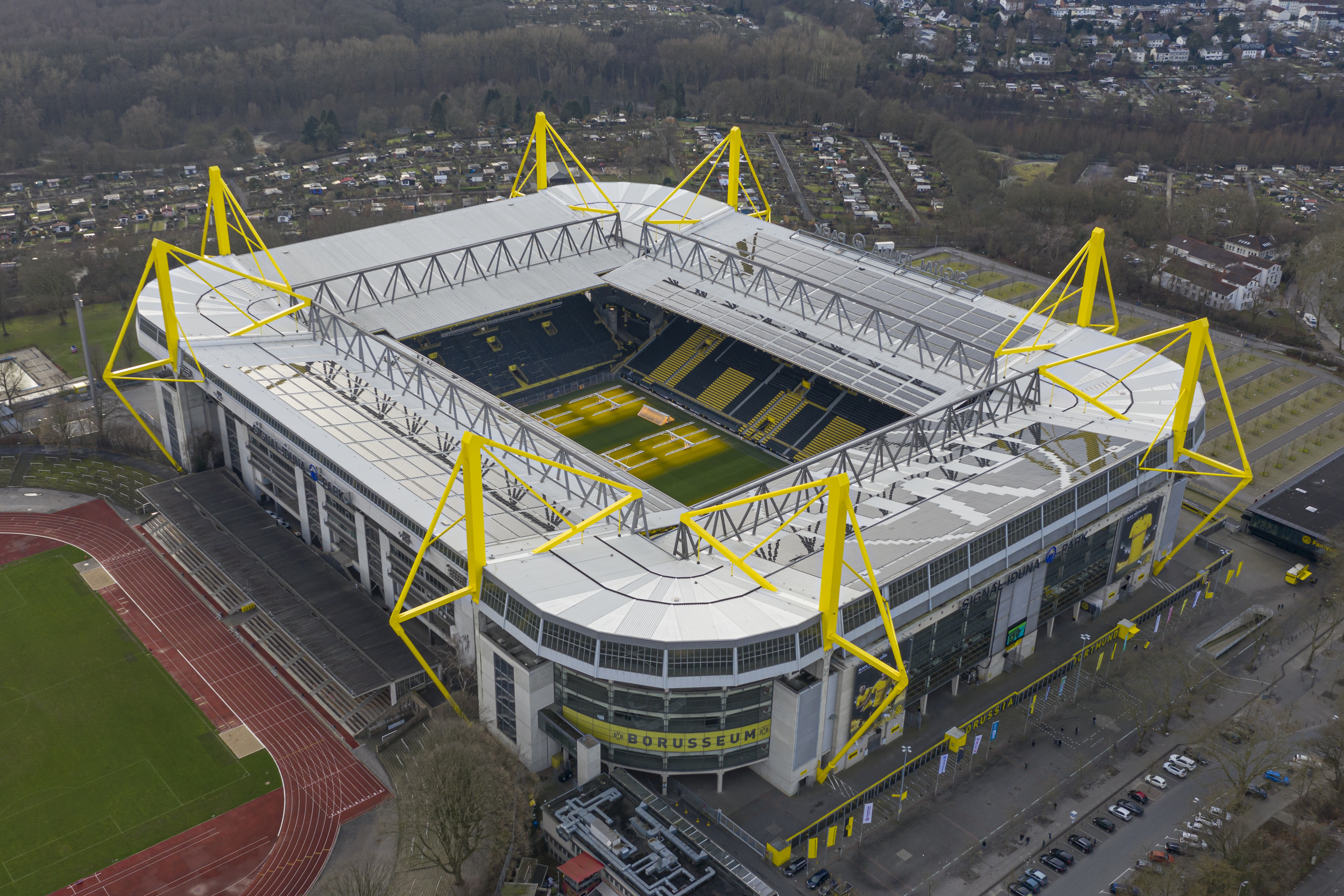
FIFA WM-Stadion Dortmund

La Veltins-Arena, stade de Schalke 04 situé à Gelsenkirchen, est construite à partir de 1998 pour 191 millions d'euros, dont 10 millions de la ville et 5 millions provenant des supporters. La capacité en configuration Coupe du monde est réduite de 53 804 places à 50 000. Le stade, renommé FIFA WM-Stadion Gelsenkirchen, est plein pour les cinq matchs du tournoi.
L'AOL Arena, renommé en 2008 HSH Nordbank Arena, est le stade du Hambourg SV. Il est entièrement construit à neuf pour 97 millions d'euros. La capacité de 51 055 places est réduite à 50 000 pour la compétition. Une moyenne de 49 896 spectateurs assistent aux cinq matchs du tournoi qui se déroulent dans ce stade renommé pour l'occasion FIFA WM-Stadion Hamburg.
L'AWD-Arena est le stade situé à Hanovre utilisé par le club du Hanovre 96. Il est reconstruit pour 64 millions d'euros. Pour les cinq rencontres du mondial qui y sont disputées, le stade est renommé FIFA WM-Stadion Hanover et sa capacité réduite de 44 652 à 43 000 places, ce qui est aussi l'affluence moyenne.
Le Fritz-Walter-Stadion, stade du FC Kaiserslautern, est rénové et agrandi à 48 500 places pour la somme de 49 millions d'euros. Sa capacité est réduite à 46 000 places pour accueillir cinq matchs du tournoi, qui font tous le plein de spectateurs.

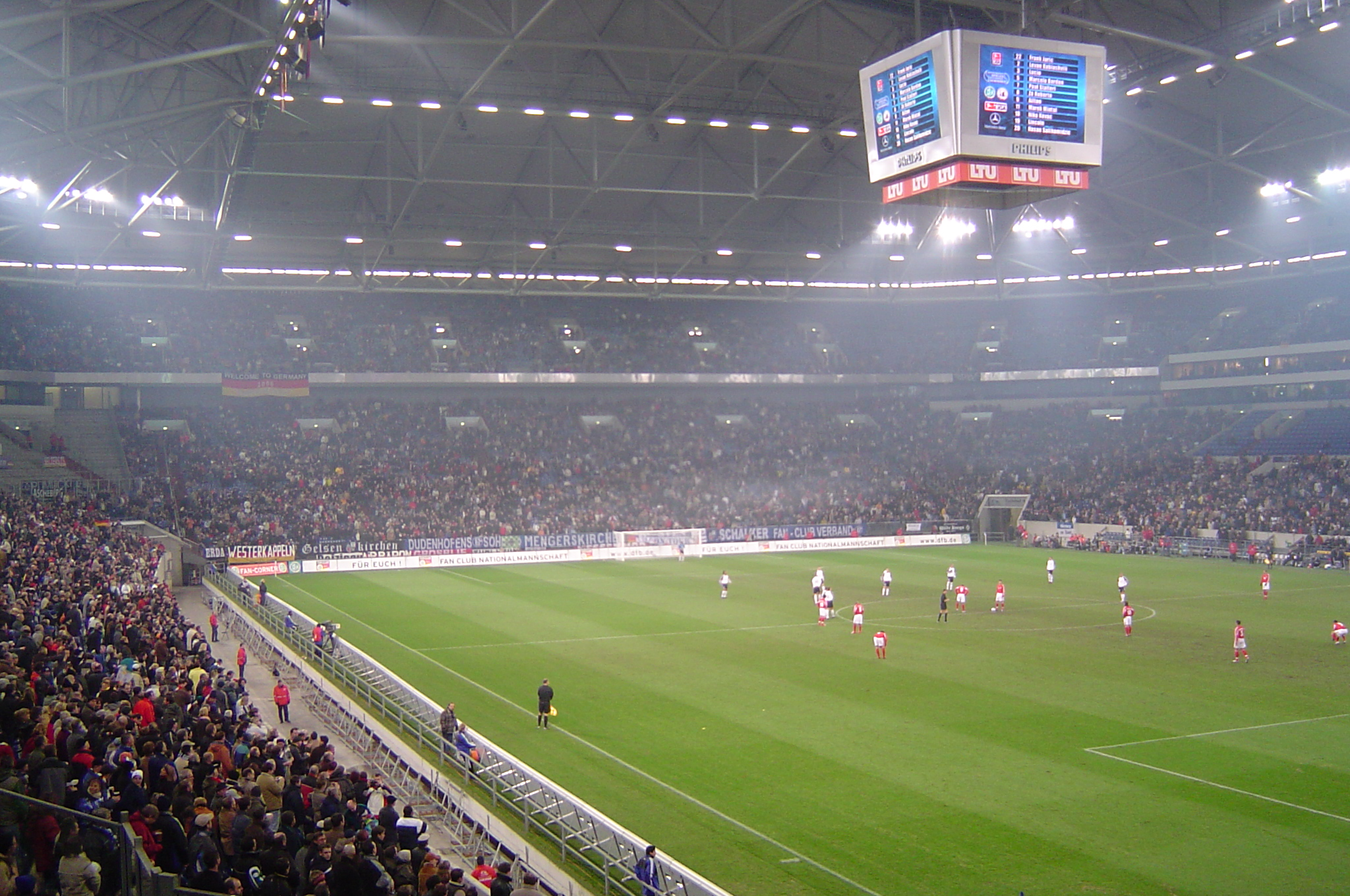
FIFA WM-Stadion Gelsenkirchen
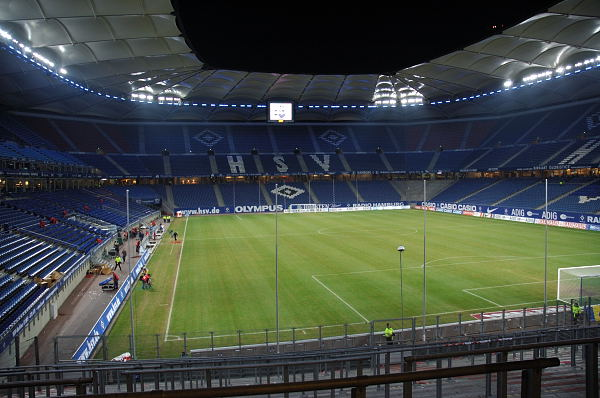
FIFA WM-Stadion Hambourg
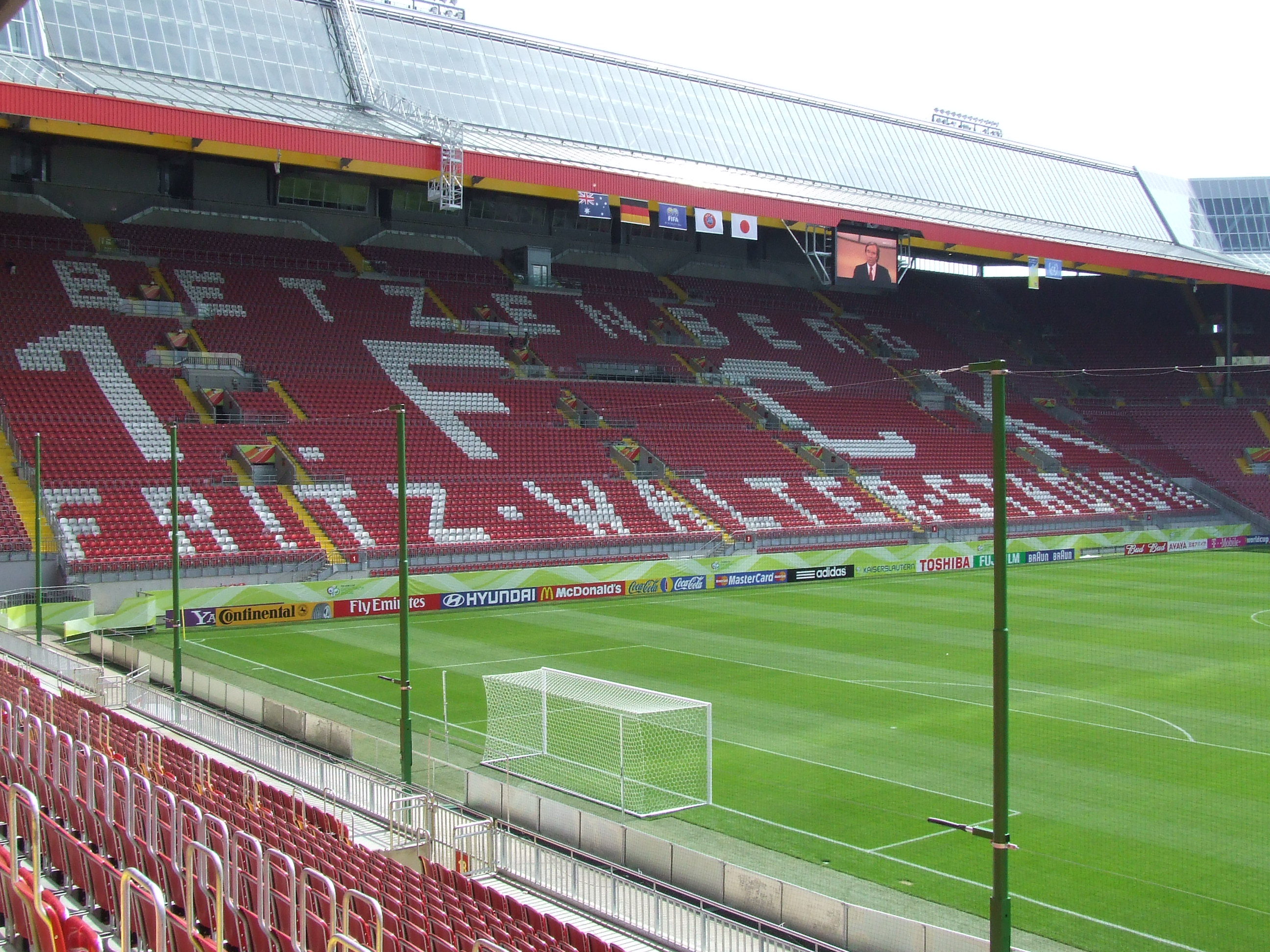
Fritz-Walter-Stadion (Kaiserslautern)

Le Zentralstadion de Leipzig, stade du FC Sachsen Leipzig, est entièrement remis à neuf pour 91 millions d'euros. Sa capacité est réduite de 44 199 à 43 000 places pour les cinq matchs du tournoi qui y sont disputés devant 42 000 spectateurs de moyenne.
L'Allianz Arena est construit par les deux clubs du Bayern de Munich et de Munich 1860 qui se partagent le coût de 280 millions d'euros. D'une capacité de 66 016 places, il offre 66 000 places pendant les six matchs de Coupe du monde, dont une demi-finale. Le stade, qui est toujours plein pendant la compétition, est renommé en FIFA WM-Stadion München pour la durée de l'événement.
Le stade du FC Nuremberg, le Frankenstadion, est reconstruit pour 56 millions d'euros pour pouvoir accueillir cinq matchs de la compétition. Il présente une moyenne maximale de 41 000 spectateurs après réduction de la capacité de 41 926 à 41 000 places.
Le Gottlieb-Daimler-Stadion, renommé en 2008 Mercedes-Benz Arena, est le stade du VfB Stuttgart. Il est modernisé pour la somme de 52 millions d'euros. Le stade accueille six matchs, dont le match pour la troisième place. Sa capacité passe de 54 267 à 52 000 places pour une moyenne de 52 000 spectateurs.

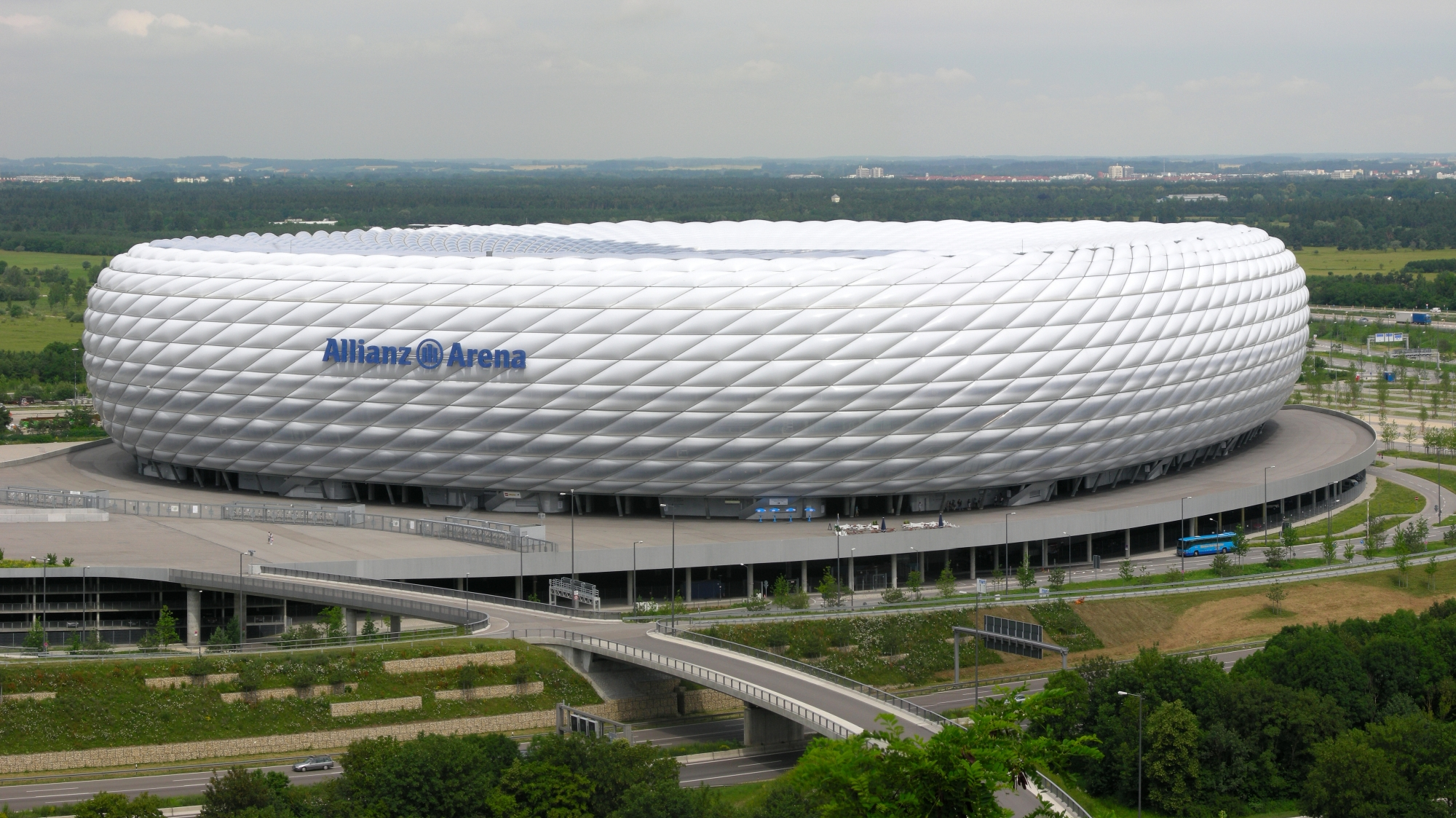
FIFA WM-Stadion Munich
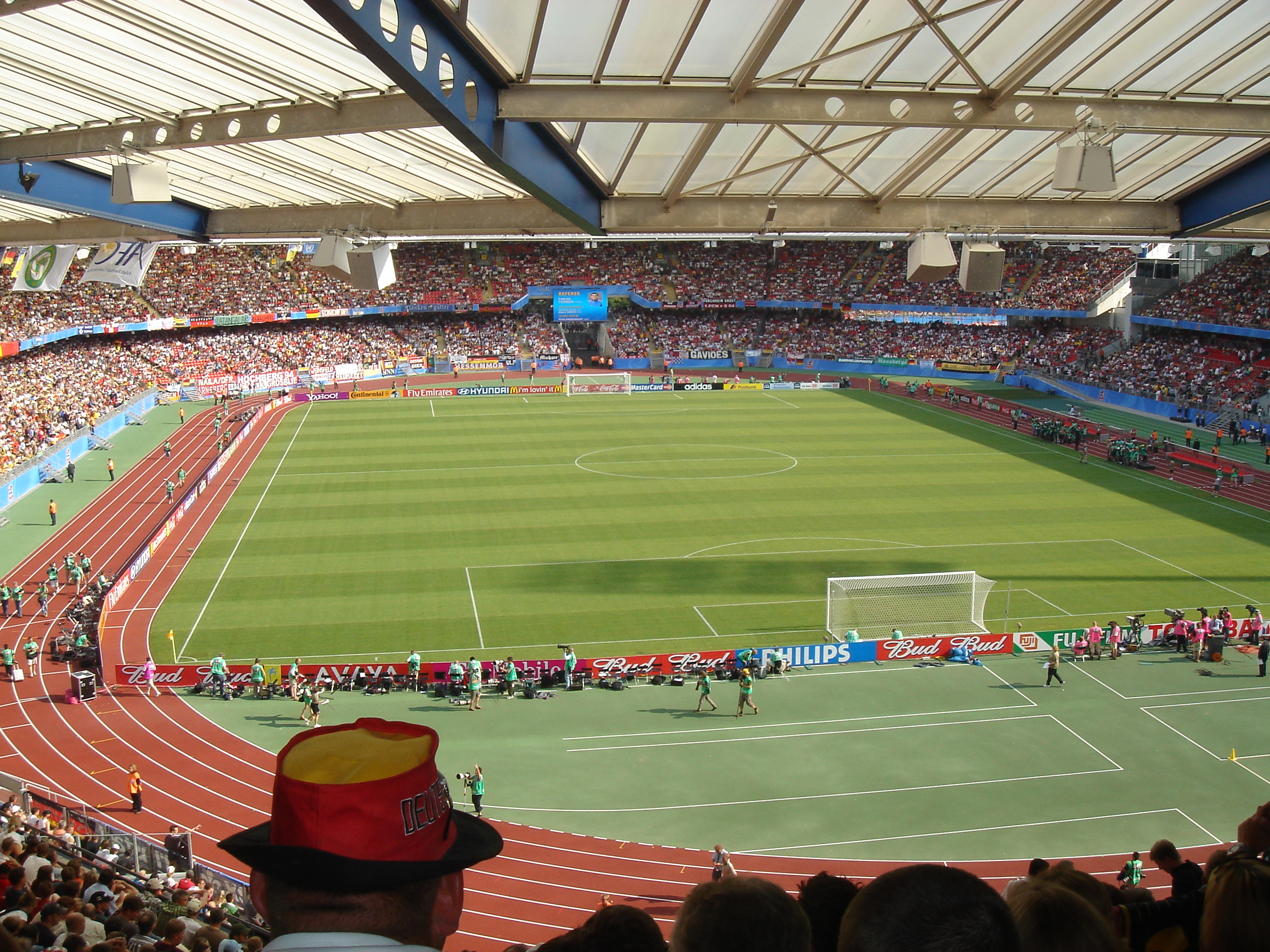
Frankenstadion (Nuremberg)
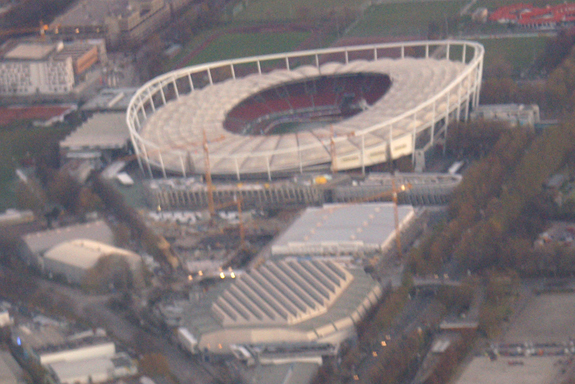
Gottlieb-Daimler-Stadion (Stuttgart)

### Coupe des confédérations

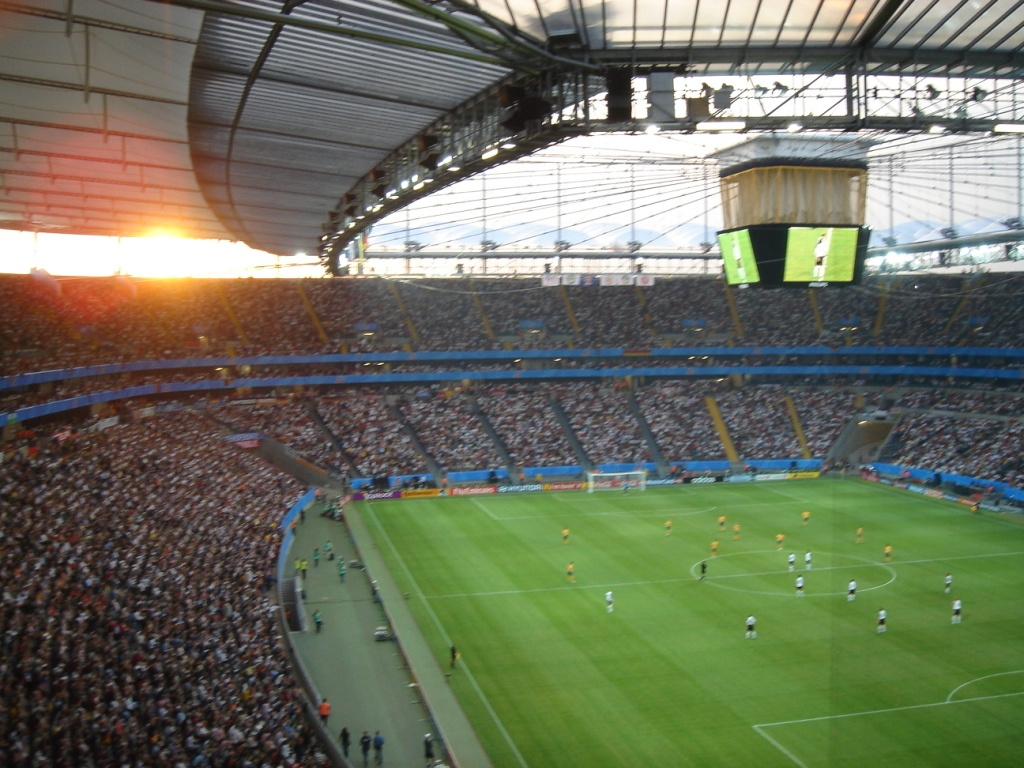
Match d'ouverture de la Coupe des confédérations à Francfort

La Coupe des confédérations 2005 qui se tient en Allemagne du 15 au 29 juin 2005 sert de préparation grandeur nature pour l'organisation de la Coupe du monde 2006. Huit équipes participent à cette Coupe, parmi lesquelles l'Allemagne en tant que nation hôte, le Brésil (champion du monde 2002), l'Argentine (finaliste de la Copa América 2004) et l'Australie, la Grèce, le Japon, le Mexique et la Tunisie, vainqueurs respectivement de la Coupe d'Océanie 2004, de l'Euro 2004, de la Coupe d'Asie des nations 2004, de la Gold Cup 2003 et de la Coupe d'Afrique des nations 2004. Le Brésil bat en finale l'Argentine sur le score de 4 à 1 et empoche la prime de 2,3 millions d'euros attribuée au vainqueur.
La compétition se déroule dans les stades rénovés ou reconstruits de Cologne, Francfort, Hanovre, Leipzig et Nuremberg, qui sont également retenus pour le mondial. Les rencontres de la Coupe des confédérations permettent de tester et de vérifier le fonctionnement des installations et des infrastructures au cours d'une compétition internationale. Les dispositifs d'alerte et de sécurité de la Coupe du monde ainsi que la coopération entre les services de l'État fédéral, des Länder, et des agences Interpol, Eurojust et Europol peuvent également être testés grandeur nature.
Les billets d'entrée dans les stades sont équipés pour la première fois de puces de radio-identification. Le contrôle des données enregistrées sur ces puces est testé au stade du Waldstadion de Francfort, inauguré après rénovation à l'occasion du match d'ouverture de la Coupe des confédérations et renommé Commerzbank-Arena le 1er juillet 2005. Cette technique de contrôle des données est partiellement utilisée pendant la Coupe du monde 2006 pour vérifier l'identité des personnes et empêcher les reventes de billets au marché noir.

## Acteurs de la Coupe du monde

### Équipes qualifiées
Trente-deux équipes participent à la compétition. L'Allemagne est qualifiée d'office en tant que pays organisateur. Les 31 autres équipes présentes à la Coupe du monde 2006 se qualifient en passant par une phase qualificative préliminaire. Pour la première fois, l'équipe championne du monde en titre n'est pas qualifiée d'office pour la phase finale : le Brésil participe ainsi à la phase qualificative de la zone sud-américaine.
Sept équipes participent pour la première fois à une phase finale de la Coupe du monde : l'Angola, la Côte d'Ivoire, le Ghana, la Tchéquie, le Togo, Trinité-et-Tobago et l'Ukraine. Le record de débutants est détenu par la Coupe du monde 1934 (la deuxième) avec dix nouvelles équipes.
L'Australie est membre de la Confédération asiatique de football depuis le 1er janvier 2006 mais représente la Confédération d'Océanie car elle s'est qualifiée via les éliminatoires de la zone océanienne.
Le pays de la Serbie-et-Monténégro n'existe plus depuis l'indépendance du Monténégro proclamée le 3 juin 2006. L'équipe de Serbie-et-Monténégro dispute néanmoins la compétition avec des joueurs des deux républiques car ce sont les fédérations nationales membres des confédérations continentales, et non les pays, qui présentent les équipes nationales en Coupe du monde. L'hymne du « pays » jouée pendant la Coupe du monde est Hej Sloveni, l'hymne de la Serbie-et-Monténégro (et auparavant celui de l'ex-Yougoslavie). Pour son dernier match de préparation face à l'Uruguay, le 27 mai 2006 à Belgrade, seul l'hymne uruguayen est joué.
Ce fut également la première Coupe du monde depuis 1982 à présenter des équipes des six confédérations.
| Carte                                          | Europe (UEFA) 14 places dont une au pays hôte | Amérique du Sud (CONMEBOL) 4 places                                                                                       | Afrique (CAF) 5 places |
| ---------------------------------------------- | --- | --- | --- |
| Équipes qualifiées pour la Coupe du monde 2006 | Allemagne PO : 16e phase finale Italie : 16e phase finale Angleterre : 12e phase finale Espagne : 12e phase finale France : 12e phase finale Suède : 11e phase finale Pays-Bas : 8e phase finale Suisse : 8e phase finale Pologne : 7e phase finale Portugal : 4e phase finale Croatie : 3e phase finale Serbie-et-Monténégro : 2e phase finale Tchéquie : 1re phase finale Ukraine : 1re phase finale | Brésil T : 18e phase finale Argentine : 14e phase finale Paraguay : 7e phase finale Équateur : 2e phase finale            | Tunisie : 4e phase Angola : 1re phase finale Côte d'Ivoire : 1re phase finale Ghana : 1re phase finale Togo : 1re phase finale |
| Océanie (OFC) 1 place                          | Allemagne PO : 16e phase finale Italie : 16e phase finale Angleterre : 12e phase finale Espagne : 12e phase finale France : 12e phase finale Suède : 11e phase finale Pays-Bas : 8e phase finale Suisse : 8e phase finale Pologne : 7e phase finale Portugal : 4e phase finale Croatie : 3e phase finale Serbie-et-Monténégro : 2e phase finale Tchéquie : 1re phase finale Ukraine : 1re phase finale | Amérique du Nord, Centrale et Caraïbes (CONCACAF) 4 places                                                                | Asie (AFC) 4 places |
| Australie : 2e phase finale                    | Allemagne PO : 16e phase finale Italie : 16e phase finale Angleterre : 12e phase finale Espagne : 12e phase finale France : 12e phase finale Suède : 11e phase finale Pays-Bas : 8e phase finale Suisse : 8e phase finale Pologne : 7e phase finale Portugal : 4e phase finale Croatie : 3e phase finale Serbie-et-Monténégro : 2e phase finale Tchéquie : 1re phase finale Ukraine : 1re phase finale | Mexique : 13e phase finale États-Unis : 8e phase finale Costa Rica : 3e phase finale Trinité-et-Tobago : 1re phase finale | Corée du Sud : 7e phase finale Arabie saoudite : 4e phase finale Iran : 3e phase finale Japon : 3e phase finale                |

### Joueurs
| Joueurs | Clubs                                           |
| ------- | ----------------------------------------------- |
| 15      | Arsenal                                         |
| 14      | Chelsea                                         |
| 13      | Milan AC                                        |
| 12      | Juventus Turin, Manchester United               |
| 11      | FC Barcelone, Bayern Munich, Olympique lyonnais |
| 10      | Real Madrid                                     |

Chaque équipe emmène un groupe de 23 joueurs en Allemagne, ce qui fait un total de 736 footballeurs.
Le plus jeune d'entre eux est l'attaquant anglais Theo Walcott, 17 ans au début de la compétition. Il passe la totalité des cinq rencontres de son équipe sur le banc des remplaçants. Le plus âgé est le gardien tunisien Ali Boumnijel, 40 ans au début de la compétition, il dispute les trois matchs de son équipe. L'âge moyen des joueurs présents est de 27 ans et 5 mois. L'équipe la plus jeune est celle du Ghana avec 25 ans et 2 mois, devant celles de Suisse, du Togo et de l'Angleterre qui ont respectivement 6, 7 et 8 mois de plus. Trinité-et-Tobago et la France présentent les groupes de joueurs les plus âgés avec respectivement 29 ans 5 mois et 29 ans 2 mois de moyenne.
Le joueur le plus lourd est l'attaquant tchèque Jan Koller avec 100 kg. Il fait également partie des joueurs les plus grands de la compétition en compagnie d'un autre attaquant Nikola Žigić de l'équipe de Serbie-et-Monténégro, et du gardien australien Željko Kalac qui tous les trois mesurent 2,02 mètres. Le plus petit gabarit est le milieu Mohammad Al-Shalhoub, 59 kg, au sein d'une équipe saoudienne qui est le poids plume de la compétition avec 70 kg de moyenne par joueur.
Quatre joueurs rejoignent pendant la Coupe du monde le cercle des footballeurs à cent sélections en équipe nationale. Il s'agit de l'Italien Fabio Cannavaro, du Néerlandais Philip Cocu, du Serbe Savo Milošević et du Sud-Coréen Lee Woon-jae. Fabio Cannavaro obtient sa centième sélection lors de la finale du tournoi.
Le club d'Arsenal est celui qui compte le plus de joueurs sélectionnés pour la Coupe du monde avec quinze joueurs devant le Chelsea avec quatorze joueurs. Dans les autres principaux championnats européens, ce sont les clubs du Milan AC, du FC Barcelone, du Bayern Munich et de l'Olympique lyonnais qui envoient le plus de joueurs au Mondial 2006.

### Arbitres

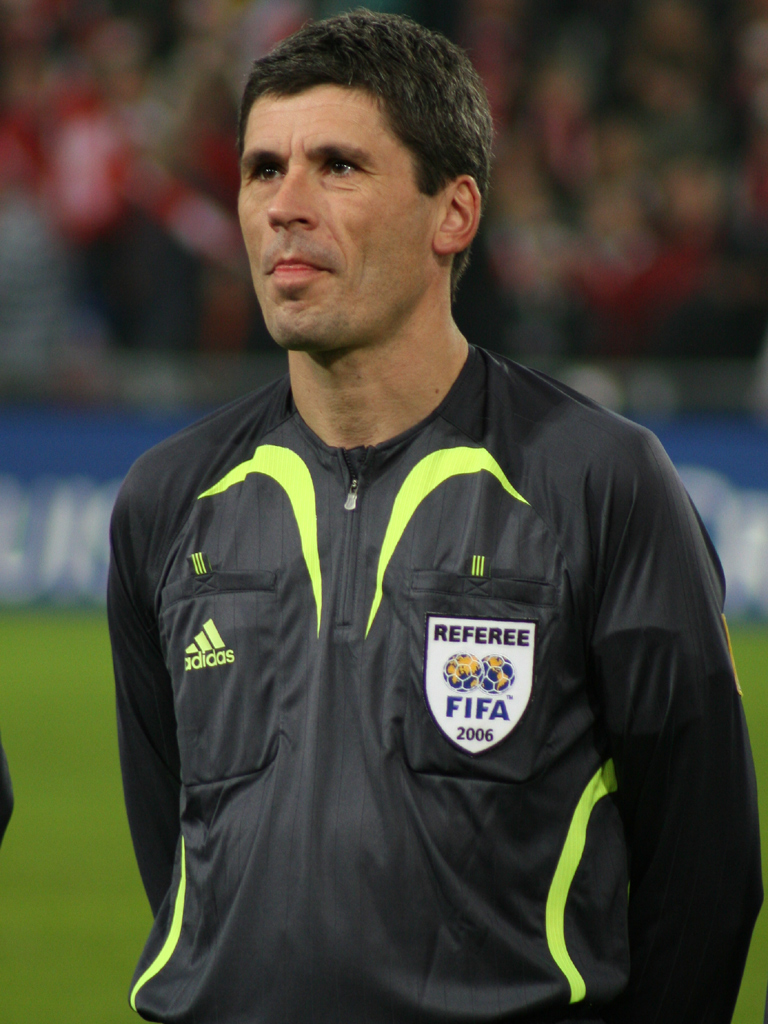
L'arbitre Markus Merk

Le 31 mars 2006, la commission des arbitres de la FIFA nomme, parmi une présélection de 44 noms, 23 arbitres de nationalités différentes pour participer à la Coupe du monde 2006. Sept autres arbitres sont également sélectionnés au sein d'un groupe dit « de soutien et de développement », ce groupe ayant pour but de pouvoir suppléer un arbitre titulaire en cas de blessure ou maladie par exemple.
Trois des 23 arbitres initialement sélectionnés sont par la suite remplacés par trois membres du groupe de soutien et de développement. Le Guatémaltèque Carlos Batres est remplacé par le Mexicain Marco Rodriguez en raison d'une blessure insuffisamment guérie. Le grec Kýros Vassáras et l'Espagnol Manuel Mejuto Gonzalez sont eux retirés de la liste initiale parce que certains de leurs assistants ne satisfont pas à des tests physiques. Ils sont remplacés par Roberto Rosetti et Luis Medina Cantalejo. La nouvelle liste, dévoilée le 8 mai 2006, comprend 23 arbitres de 21 nationalités différentes dont deux Italiens et deux Mexicains. Le groupe de soutien et de développement, amputé de trois membres, est alors renforcé par l'arbitre américain Kevin Stott.
Peu avant le début du tournoi, le 13 mai 2006, l'Italien Massimo De Santis est retiré de la liste des nommés en raison de son implication dans l'affaire des matchs truqués du Calcio pour laquelle il est suspendu quatre ans et demi,. Un autre nommé, le Jamaïcain Peter Prendergast, ne participe pas non plus à la compétition en raison d'une blessure au genou. Ces deux arbitres ne sont pas remplacés pour la Coupe du monde. Ce sont ainsi 21 arbitres qui dirigent les 64 matchs du tournoi, la fédération mexicaine étant la seule ayant deux arbitres qui dirigent des matchs du tournoi.
Un groupe dit de soutien et de développement regroupe cinq arbitres de champ et de dix assistants destinés à entrer en jeu au cas où un arbitre titulaire serait blessé ou malade. Ces arbitres remplaçants ne dirigent aucune rencontre pendant le tournoi. Des membres du groupe de soutien participent néanmoins à des rencontres de la Coupe du monde en tant qu'assistant ou quatrième arbitre.
Les deux tableaux suivants listent les 21 arbitres titulaires et les arbitres de soutien. Pour chaque arbitre sont indiqués les deux assistants respectifs et le nombre de matchs dirigés pendant la compétition. La nationalité des assistants n'est indiquée que si elle diffère de celle de l'arbitre principal.
| Arbitre               | Assistant 1                  | Assistant 2            | Matchs |
| --------------------- | ---------------------------- | ---------------------- | ------ |
| Essam Abd El Fatah    | Dramane Dante ()             | Mamadou Ndoye ()       | 1      |
| Carlos Amarilla       | Amelio Andino                | Manuel Bernal          | 3      |
| Benito Archundia      | José Ramirez                 | Hector Vergara ()      | 5      |
| Massimo Busacca       | Francesco Buragina           | Mathias Arnet          | 3      |
| Coffi Codjia          | Celestin Ntagungira ()       | Aboudou Aderodjou      | 2      |
| Frank De Bleeckere    | Peter Hermans                | Walter Vromans         | 4      |
| Horacio Elizondo      | Dario Garcia                 | Rodolfo Otero          | 5      |
| Valentin Ivanov       | Nikolay Golubey              | Evgueni Volnin         | 3      |
| Toru Kamikawa         | Yoshikazu Hiroshima          | Kim Dae Young ()       | 3      |
| Jorge Larrionda       | Walter Rial                  | Pablo Fandino          | 4      |
| Shamsul Maidin        | Prachya Permpanich ()        | Eisa Ghuloum ()        | 3      |
| Luis Medina Cantalejo | Victoriano Giraldez Carrasco | Pedro Medina Hernandez | 4      |
| Markus Merk           | Christian Schraer            | Jan-Hendrik Salver     | 3      |
| Lubos Michel          | Roman Slysko                 | Martin Balko           | 4      |
| Graham Poll           | Philip Sharp                 | Glenn Turner           | 3      |
| Eric Poulat           | Lionel Dagorne               | Vincent Texier         | 2      |
| Marco Rodríguez       | Jose Luis Camargo            | Leonel Leal ()         | 2      |
| Roberto Rosetti       | Christiano Copelli           | Alessandro Stagnoli    | 4      |
| Oscar Ruiz            | Fernando Tamayo ()           | José Navia             | 1      |
| Mark Shield           | Nathan Gibson                | Ben Wilson             | 2      |
| Carlos Simon          | Aristeu Tavares              | Ednilson Corona        | 3      |

| Arbitre          | Assistant 1       | Assistant 2               | Matchs |
| ---------------- | ----------------- | ------------------------- | ------ |
| Khalil Al Ghamdi | Hamdi Al Kadri () | Fathi Rabati ()           | 0      |
| Carlos Chandia   | Christian Julio   | Rodrigo Gonzalez          | 0      |
| Jerome Damon     | Enock Molefe      | Justice Yeboah ()         | 0      |
| Mohamed Guezzaz  | Brahim Djezzar () | Jean-Marie Endeng Zogo () | 0      |
| Kevin Stott      | Chris Strickland  | Gregory Barkey            | 0      |

### Liste des capitaines
| Pays            | Nom                |
| --------------- | ------------------ |
| Allemagne       | Michael Ballack    |
| Angleterre      | David Beckham      |
| Angola          | Fabrice Akwa       |
| Arabie saoudite | Sami al-Jaber      |
| Argentine       | Juan Pablo Sorín   |
| Australie       | Mark Viduka        |
| Brésil          | Cafu               |
| Costa Rica      | Luis Marín         |
| Côte d'Ivoire   | Cyril Domoraud     |
| Croatie         | Niko Kovač         |
| Équateur        | Iván Hurtado       |
| Espagne         | Raúl               |
| États-Unis      | Claudio Reyna      |
| France          | Zinédine Zidane    |
| Ghana           | Stephen Appiah     |
| Iran            | Ali Daei           |
| Italie          | Fabio Cannavaro    |
| Japon           | Tsuneyasu Miyamoto |
| Mexique         | Rafael Marquez     |
| Paraguay        | Carlos Gamarra     |
| Pays-Bas        | Edwin van der Sar  |
| Pologne         | Jacek Bąk          |
| Portugal        | Luís Figo          |
| Corée du Sud    | Lee Woon-jae       |
| Togo            | Jean-Paul Abalo    |
| Tunisie         | Riadh Bouazizi     |

## Tirage au sort
Préalablement au tirage au sort des groupes, les trente-deux équipes sont réparties le 6 décembre dans quatre chapeaux en fonction de critères sportifs (pour que les meilleures nations ne se rencontrent pas au premier tour), et de critères géographiques (pour éviter de concentrer des équipes d'une même confédération dans un groupe). Le premier chapeau comprend huit têtes de série, dont l'Allemagne en tant que pays hôte de la compétition. Les sept autres têtes de série sont choisies selon un classement combinant le classement mondial de la FIFA des trois années précédant le tirage au sort et les résultats obtenus lors des deux éditions précédentes de la Coupe du monde, en 1998 et 2002.
Les trois autres chapeaux sont principalement définis par des critères géographiques. Le deuxième chapeau comprend ainsi les équipes des confédérations africaine, sud-américaine et océanienne. À noter que l’Australie représente l’Océanie bien qu'elle ait rejoint l'AFC le 1er janvier 2006. Le troisième chapeau comprend huit nations européennes. Le quatrième chapeau regroupe les sélections des confédérations d'Amérique du Nord et d'Asie. La Serbie-et-Monténégro, dernière des neuf équipes européennes qui ne figurent pas dans les têtes de série, est placée dans un chapeau spécial.
| Chapeau 1                                                                                              | Chapeau 2                                                                                                   | Chapeau 3                                                                                            | Chapeau 4 |
| --- | --- | --- | --- |
| Allemagne (19) Angleterre (10) Argentine (9) Brésil (1) Espagne (5) France (8) Italie (13) Mexique (4) | Angola (57) Australie (42) Côte d'Ivoire (32) Équateur (39) Ghana (48) Paraguay (33) Togo (61) Tunisie (21) | Croatie (23) Pays-Bas (3) Pologne (29) Portugal (7) Tchéquie (2) Suède (16) Suisse (35) Ukraine (45) | Arabie saoudite (34) Corée du Sud (29) Costa Rica (26) États-Unis (5) Iran (23) Japon (18) Trinité-et-Tobago (47) |
| Allemagne (19) Angleterre (10) Argentine (9) Brésil (1) Espagne (5) France (8) Italie (13) Mexique (4) | Angola (57) Australie (42) Côte d'Ivoire (32) Équateur (39) Ghana (48) Paraguay (33) Togo (61) Tunisie (21) | Croatie (23) Pays-Bas (3) Pologne (29) Portugal (7) Tchéquie (2) Suède (16) Suisse (35) Ukraine (45) | Chapeau spécial                                                                                                   |
| Allemagne (19) Angleterre (10) Argentine (9) Brésil (1) Espagne (5) France (8) Italie (13) Mexique (4) | Angola (57) Australie (42) Côte d'Ivoire (32) Équateur (39) Ghana (48) Paraguay (33) Togo (61) Tunisie (21) | Croatie (23) Pays-Bas (3) Pologne (29) Portugal (7) Tchéquie (2) Suède (16) Suisse (35) Ukraine (45) | Serbie-et-Monténégro (44)                                                                                         |

Le tirage au sort de la phase finale de la Coupe du monde est effectué le 9 décembre 2005 à Leipzig. L'Allemagne et le Brésil sont préalablement affectés respectivement dans les groupes A et F. C'est la dernière fois que le tenant du titre est affecté à un groupe avant le tirage.
Le tirage est effectué de telle façon que deux équipes du même continent, trois pour l'Europe, ne peuvent se rencontrer au premier tour. Ainsi pour éviter une confrontation sud-américaine dans un groupe du premier tour, le Paraguay et l’Équateur ne peuvent être mis dans le même groupe que les têtes de série brésilienne et argentine. De même afin d'éviter que plus de deux équipes européennes se retrouvent dans le même groupe, la Serbie-et-Monténégro (chapeau spécial) est affectée dans un groupe ayant pour tête de série soit le Brésil, l'Argentine ou le Mexique.
Après le tirage au sort, les médias allemands, anglais, français et espagnols se félicitent des adversaires obtenus et voient déjà leur équipe en huitième de finale. Le groupe C est qualifié de « relevé » par le sélectionneur des Pays-Bas Marco van Basten et de « groupe de la mort » par les médias de Serbie-et-Monténégro.
| Groupe A                                                  | Groupe B                                                        | Groupe C                                                                | Groupe D                                                   |
| --------------------------------------------------------- | --------------------------------------------------------------- | ----------------------------------------------------------------------- | ---------------------------------------------------------- |
| Allemagne (19) Costa Rica (26) Pologne (29) Équateur (39) | Angleterre (10) Paraguay (33) Trinité-et-Tobago (47) Suède (16) | Argentine (9) Côte d'Ivoire (32) Serbie-et-Monténégro (44) Pays-Bas (3) | Mexique (4) Iran (23) Angola (57) Portugal (7)             |
| Groupe E                                                  | Groupe F                                                        | Groupe G                                                                | Groupe H                                                   |
| Italie (13) Ghana (48) États-Unis (5) Tchéquie (2)        | Brésil (1) Croatie (23) Australie (42) Japon (18)               | France (8) Suisse (35) Corée du Sud (29) Togo (61)                      | Espagne (5) Ukraine (45) Tunisie (21) Arabie saoudite (34) |

## Déroulement de la phase finale
Les rencontres du tournoi se disputent selon les lois du jeu, qui sont les règles du football définies par l'International Football Association Board (IFAB).

### Premier tour
Format et règlement
Au premier tour, les 32 équipes sont réparties en huit groupes de quatre équipes. Chaque groupe se dispute sous la forme d'un championnat : chaque équipe rencontre une fois ses trois adversaires. Les deux premiers de chaque poule se qualifient pour les huitièmes de finale. Le système suivant d'attribution de points est appliqué :
3 points pour un match gagné; 1 point pour un match nul; 0 point pour un match perdu.
Lorsque des équipes se retrouvent à égalité de points, elles sont classées et départagées suivant :
1. la meilleure différence de buts ;
2. le plus grand nombre de buts marqués ;
3. le plus grand nombre de points obtenus dans les matchs entre équipes concernées ;
4. la meilleure différence de buts dans les matchs entre équipes concernées ;
5. le plus grand nombre de buts marqués dans les matchs entre équipes concernées ;

Si, à l'issue de la dernière journée, le départage des équipes à égalité dans un groupe est impossible suivant les critères ci-dessus et qu'une place qualificative ou le placement dans le tableau final est en jeu, alors un tirage au sort est effectué.

#### Groupe A

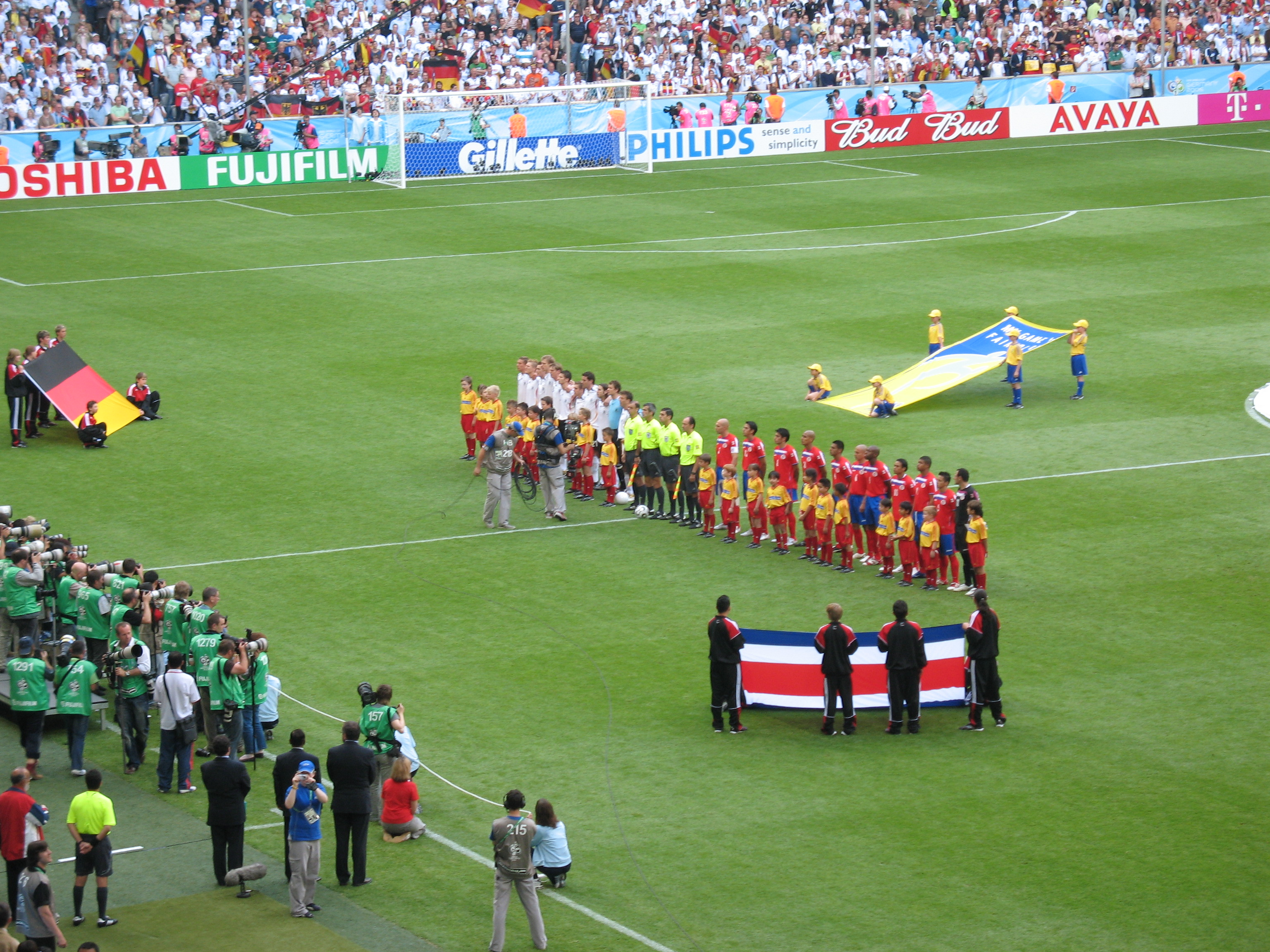
Match d'ouverture Allemagne-Costa Rica

L'Allemagne remporte le match d'ouverture contre le Costa Rica par 4 à 2. Le défenseur allemand Philipp Lahm ouvre le score par un débordement sur le côté gauche du terrain suivi d'un tir depuis l'angle de la surface dans la lucarne opposée. Dans la deuxième rencontre, la Pologne est favorite mais s'incline face à l'Équateur sur le score de 2 à 0. Le Costa Rica et la Pologne perdent également leur deuxième match, ce qui les élimine de la compétition. Lors de la dernière journée les deux équipes déjà qualifiées, l'Équateur et l'Allemagne, se rencontrent pour déterminer le vainqueur du groupe. L'Allemagne remporte cette confrontation par 3 à 0 et termine premier du groupe A devant l'Équateur.
|   | Équipe     | Pts | J | G | N | P | BP | BC | Diff |
| - | ---------- | --- | - | - | - | - | -- | -- | ---- |
| 1 | Allemagne  | 9   | 3 | 3 | 0 | 0 | 8  | 2  | 6    |
| 2 | Équateur   | 6   | 3 | 2 | 0 | 1 | 5  | 3  | 2    |
| 3 | Pologne    | 3   | 3 | 1 | 0 | 2 | 2  | 4  | -2   |
| 4 | Costa Rica | 0   | 3 | 0 | 0 | 3 | 3  | 9  | -6   |

| 9 juin  | Allemagne  | 4-2 | Costa Rica |
| 9 juin  | Pologne    | 0-2 | Équateur   |
| 14 juin | Allemagne  | 1-0 | Pologne    |
| 15 juin | Équateur   | 3-0 | Costa Rica |
| 20 juin | Équateur   | 0-3 | Allemagne  |
| 20 juin | Costa Rica | 1-2 | Pologne    |

#### Groupe B

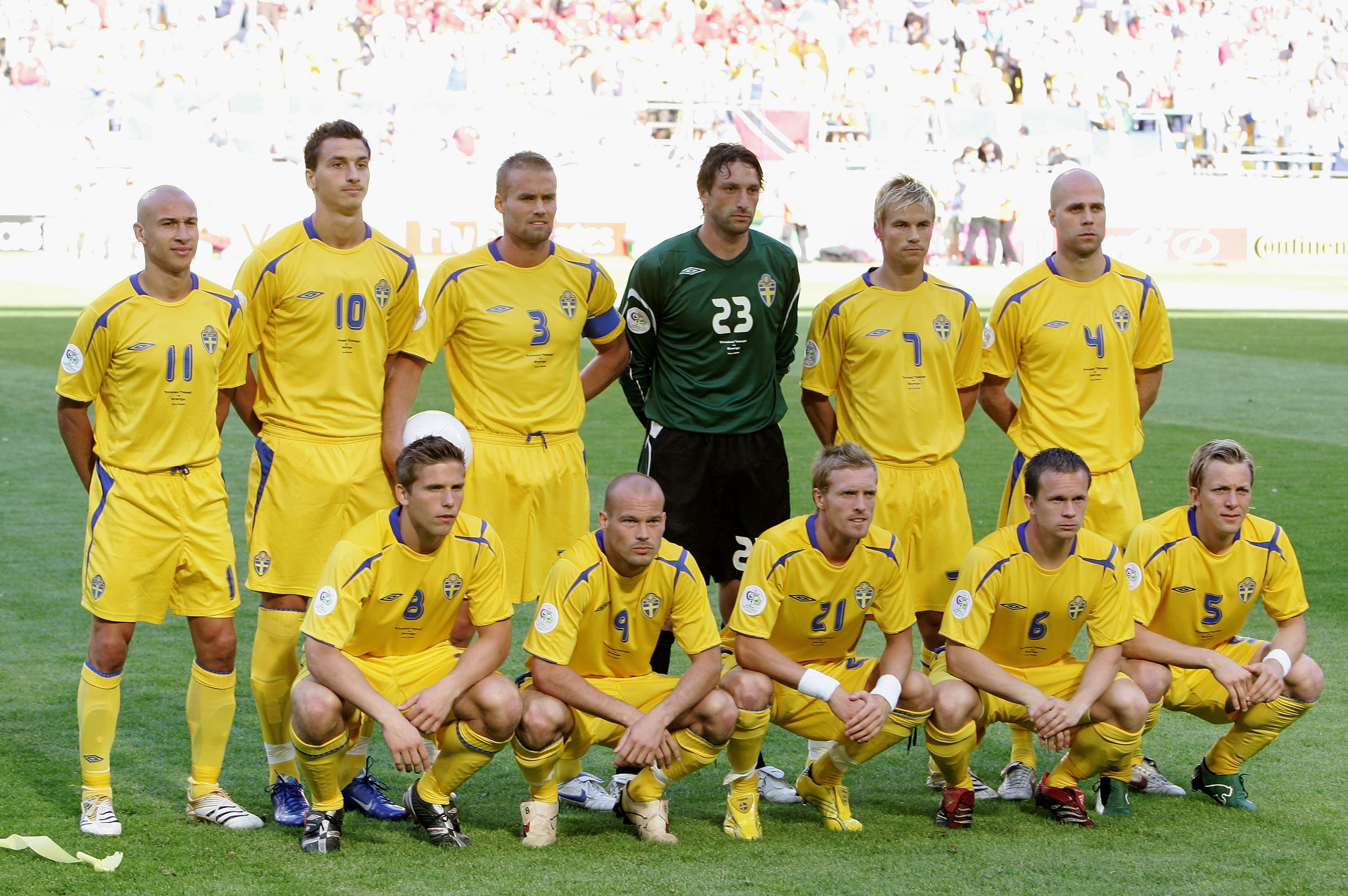
Équipe de Suède avant le match contre Trinité-et-Tobago le 10 juin

L'équipe d'Angleterre, favorite du groupe, commence son tournoi en battant difficilement le Paraguay sur un but contre leur camp des Sud-Américains. Dans l'autre match de la première journée, la Suède et Trinité-et-Tobago, dont c'est la première participation à la Coupe du monde, se séparent sur le score de 0 à 0. La Suède est favorite de ce match mais ne peut inscrire le moindre but. Sur une des rares occasions des Trinidadiens, l'attaquant Cornell Glen frappe la barre transversale des Suédois. Les deux équipes européennes gagnent leur deuxième match en jouant à nouveau de manière peu convaincante. La Suède se qualifie lors de sa troisième rencontre en obtenant un match nul 2 à 2 contre l'Angleterre, déjà qualifiée. Le Suédois Marcus Allbäck inscrit le 2 000e but de l'histoire de la coupe du monde à la 51e minute de la rencontre contre les Anglais.
|   | Équipe            | Pts | J | G | N | P | BP | BC | Diff |
| - | ----------------- | --- | - | - | - | - | -- | -- | ---- |
| 1 | Angleterre        | 7   | 3 | 2 | 1 | 0 | 5  | 2  | 3    |
| 2 | Suède             | 5   | 3 | 1 | 2 | 0 | 3  | 2  | 1    |
| 3 | Paraguay          | 3   | 3 | 1 | 0 | 2 | 2  | 2  | 0    |
| 4 | Trinité-et-Tobago | 1   | 3 | 0 | 1 | 2 | 0  | 4  | -4   |

| 10 juin | Angleterre        | 1-0 | Paraguay          |
| 10 juin | Trinité-et-Tobago | 0-0 | Suède             |
| 15 juin | Angleterre        | 2-0 | Trinité-et-Tobago |
| 15 juin | Suède             | 1-0 | Paraguay          |
| 20 juin | Suède             | 2-2 | Angleterre        |
| 20 juin | Paraguay          | 2-0 | Trinité-et-Tobago |

#### Groupe C
Dans le groupe C, considéré comme le plus difficile du premier tour de la compétition, l'Argentine et les Pays-Bas remportent leurs deux premiers matchs. Lors de son deuxième match, l'Argentine offre notamment un « festival de buts » en battant 6 à 0 la Serbie-et-Monténégro. L'Argentine et les Pays-Bas sont ainsi déjà qualifiés avant se rencontrer au cours de la troisième et dernière journée du groupe : les deux équipes se séparent sur un match nul 0 à 0 ce qui permet aux Argentins de devancer les Néerlandais grâce à une meilleure différence de buts. À chacun de ses matchs, la Côte d’Ivoire se retrouve rapidement menée 2 à 0. En jouant de manière convaincante, elle parvient néanmoins à réduire le score à 2 à 1 contre l'Argentine et les Pays-Bas, et à battre la Serbie-et-Monténégro par 3 à 2 pour prendre la troisième place du groupe,.
|   | Équipe               | Pts | J | G | N | P | BP | BC | Diff |
| - | -------------------- | --- | - | - | - | - | -- | -- | ---- |
| 1 | Argentine            | 7   | 3 | 2 | 1 | 0 | 8  | 1  | 7    |
| 2 | Pays-Bas             | 7   | 3 | 2 | 1 | 0 | 3  | 1  | 2    |
| 3 | Côte d'Ivoire        | 3   | 3 | 1 | 0 | 2 | 5  | 6  | -1   |
| 4 | Serbie-et-Monténégro | 0   | 3 | 0 | 0 | 3 | 2  | 10 | -8   |

| 10 juin | Argentine            | 2-1 | Côte d'Ivoire        |
| 11 juin | Serbie-et-Monténégro | 0-1 | Pays-Bas             |
| 16 juin | Argentine            | 6-0 | Serbie-et-Monténégro |
| 16 juin | Pays-Bas             | 2-1 | Côte d'Ivoire        |
| 21 juin | Pays-Bas             | 0-0 | Argentine            |
| 21 juin | Côte d'Ivoire        | 3-2 | Serbie-et-Monténégro |

#### Groupe D

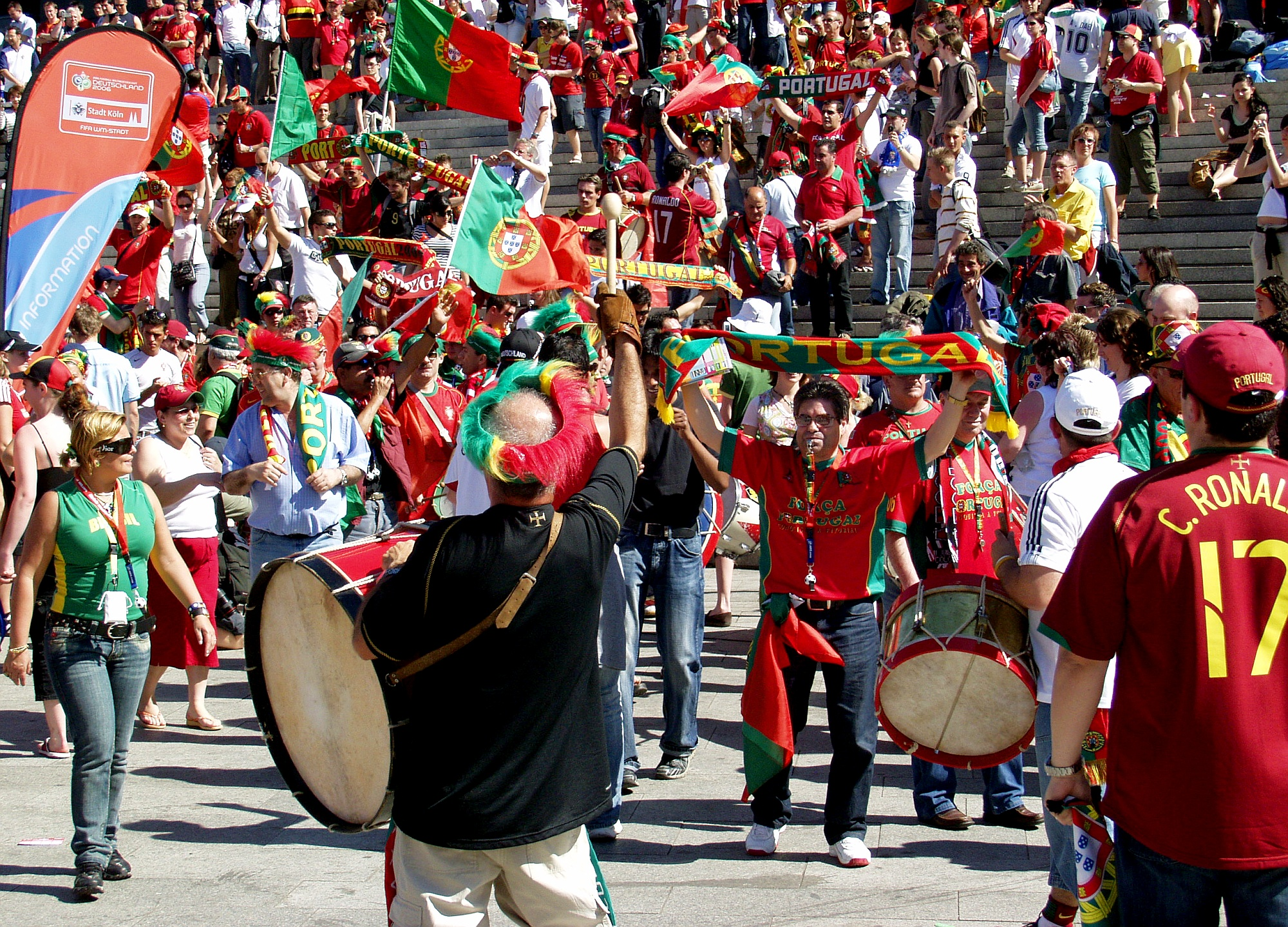
Supporters portugais le 11 juin, jour du match Portugal-Angola

Lors de la première journée du groupe D, le Mexique rencontre l'Iran. Les premières occasions sont iraniennes par l'intermédiaire de l'attaquant Vahid Hashemian. À la 28e minute c'est cependant le Mexicain Omar Bravo qui ouvre le score à la suite d'un coup franc. Les Iraniens égalisent mais en fin de rencontre le Mexique réussit à marquer deux fois pour remporter le match. Le match Angola-Portugal est particulier puisque l'Angola est une ancienne colonie portugaise. Le Portugal marque d'entrée par Pedro Miguel Pauleta et se contente d'une victoire 1 à 0 face à une solide équipe de l'Angola. Le Portugal se qualifie dès son deuxième match en battant l'Iran. Le Mexique et l'Angola font un match nul 0 à 0 et peuvent tous les deux se qualifier lors de la dernière journée. Le Mexique perd lors de la dernière journée face au Portugal et doit compter sur un faux-pas de l'Angola pour rester dans le tournoi. Le joueur angolais Flávio réussit à inscrire le premier but de son pays en Coupe du monde à la 60e minute du match contre l'Iran. L'Angola est alors virtuellement qualifié et peut réaliser l'exploit de se qualifier pour les huitièmes de finale lors de sa première participation à la Coupe du monde. En fin de rencontre l'Angola se fait néanmoins rejoindre au score par l'Iran 1 à 1, ce qui qualifie le Mexique,.
|   | Équipe   | Pts | J | G | N | P | BP | BC | Diff |
| - | -------- | --- | - | - | - | - | -- | -- | ---- |
| 1 | Portugal | 9   | 3 | 3 | 0 | 0 | 5  | 1  | 4    |
| 2 | Mexique  | 4   | 3 | 1 | 1 | 1 | 4  | 3  | 1    |
| 3 | Angola   | 2   | 3 | 0 | 2 | 1 | 1  | 2  | -1   |
| 4 | Iran     | 1   | 3 | 0 | 1 | 2 | 2  | 6  | -4   |

| 11 juin | Mexique  | 3-1 | Iran     |
| 11 juin | Angola   | 0-1 | Portugal |
| 16 juin | Mexique  | 0-0 | Angola   |
| 17 juin | Portugal | 2-0 | Iran     |
| 21 juin | Portugal | 2-1 | Mexique  |
| 21 juin | Iran     | 1-1 | Angola   |

#### Groupe E

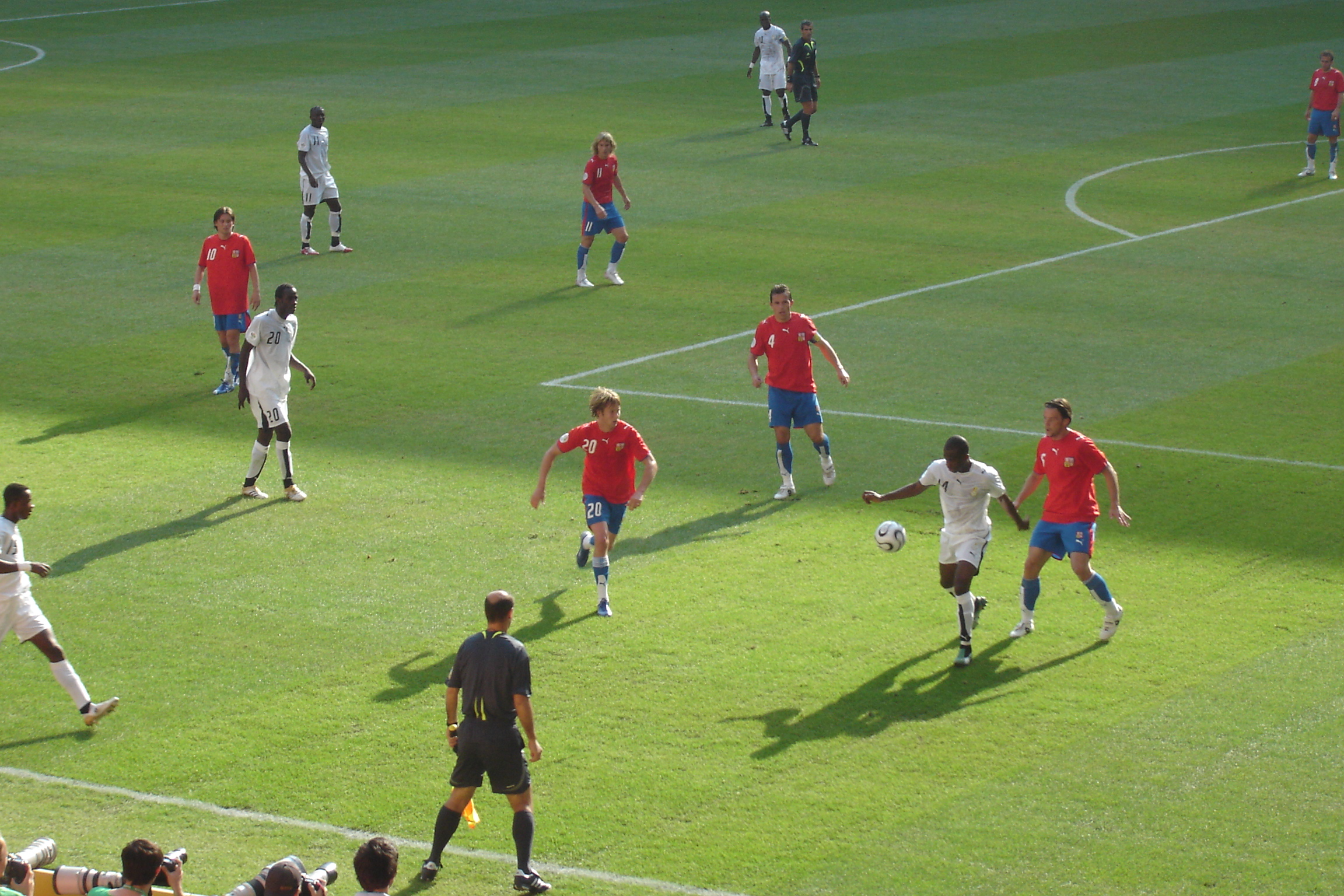
Rencontre Ghana-Tchéquie le 17 juin

L'Italie gagne son premier match contre une équipe du Ghana entreprenante mais trop maladroite. La Tchéquie réussit aussi son entame de tournoi en battant largement les États-Unis par 3 à 0. L'Italie et les États-Unis font ensuite match nul 1 partout dans un match engagé où trois joueurs sont expulsés. Ce partage des points permet aux Américains de rester en course pour la qualification. Lors de son deuxième match, le Ghana réalise un match très solide face aux Tchèques et remporte la rencontre 2 à 0, ce qui constitue une surprise. Malgré un bon premier match, la République tchèque se fait éliminer de la compétition en perdant son dernier match contre l'Italie. Le match entre le Ghana et les États-Unis est décisif pour la qualification. Le Ghanéen Haminu Dramani ouvre le score à la 22e à la suite d'une perte de balle du milieu américain Claudio Reyna. Dans une fin de première mi-temps animée, Clint Dempsey égalise d'une frappe puissante depuis la ligne des six mètres avant que les Ghanéens ne reprennent l'avantage 2 à 1 sur un penalty. Le score n'évolue plus en seconde mi-temps et l'équipe du Ghana parvient à se qualifier en compagnie de l'Italie,.
|   | Équipe     | Pts | J | G | N | P | BP | BC | Diff |
| - | ---------- | --- | - | - | - | - | -- | -- | ---- |
| 1 | Italie     | 7   | 3 | 2 | 1 | 0 | 5  | 1  | 4    |
| 2 | Ghana      | 6   | 3 | 2 | 0 | 1 | 4  | 3  | 1    |
| 3 | Tchéquie   | 3   | 3 | 1 | 0 | 2 | 3  | 4  | -1   |
| 4 | États-Unis | 1   | 3 | 0 | 1 | 2 | 2  | 6  | -4   |

| 12 juin | Italie     | 2-0 | Ghana      |
| 12 juin | États-Unis | 0-3 | Tchéquie   |
| 17 juin | Italie     | 1-1 | États-Unis |
| 17 juin | Tchéquie   | 0-2 | Ghana      |
| 22 juin | Tchéquie   | 0-2 | Italie     |
| 22 juin | Ghana      | 2-1 | États-Unis |

#### Groupe F

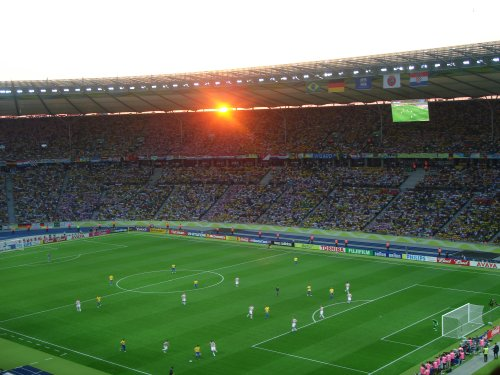
Rencontre Brésil-Croatie du 13 juin

Dans la première journée du groupe F, le Brésil bat 1 à 0 une bonne équipe croate sur un but de Kaká, qui à la 44e minute de jeu frappe le ballon dans la lucarne après s'être défait de deux adversaires aux abords de la surface de réparation. Dans le match Australie - Japon, c'est le Japonais Shunsuke Nakamura qui ouvre le score mais les Australiens parviennent à reprendre la domination du match pour retourner le score dans les dix dernières minutes et s'imposer 3 à 1. Il s'agit de la première victoire en Coupe du monde d'une équipe de la confédération océanienne. Le Brésil se qualifie dès son deuxième match en battant l'Australie. Parallèlement, le Japon et la Croatie se séparent sur un match nul. L'Australie, le Japon et la Croatie se disputent la deuxième place qualificative lors de la dernière journée. La Croatie est virtuellement qualifiée pour les huitièmes de finale en menant deux fois au score 1 à 0 puis 2 à 1 face à l'Australie. Dans une fin de match agitée, marquée par trois expulsions et où la Croatie évoluera pendant trois minutes avec un joueur en trop sur le terrain, les Australiens égalisent de façon méritée à 2 à 2. Ce résultat qualifie l'Australie pour le tour suivant puisque dans l'autre rencontre, le Brésil bat le Japon 4 à 1.
|   | Équipe    | Pts | J | G | N | P | BP | BC | Diff |
| - | --------- | --- | - | - | - | - | -- | -- | ---- |
| 1 | Brésil    | 9   | 3 | 3 | 0 | 0 | 7  | 1  | 6    |
| 2 | Australie | 4   | 3 | 1 | 1 | 1 | 5  | 5  | 0    |
| 3 | Croatie   | 2   | 3 | 0 | 2 | 1 | 2  | 3  | -1   |
| 4 | Japon     | 1   | 3 | 0 | 1 | 2 | 2  | 7  | -5   |

| 12 juin | Australie | 3-1 | Japon     |
| 13 juin | Brésil    | 1-0 | Croatie   |
| 18 juin | Brésil    | 2-0 | Australie |
| 18 juin | Japon     | 0-0 | Croatie   |
| 22 juin | Japon     | 1-4 | Brésil    |
| 22 juin | Croatie   | 2-2 | Australie |

#### Groupe G

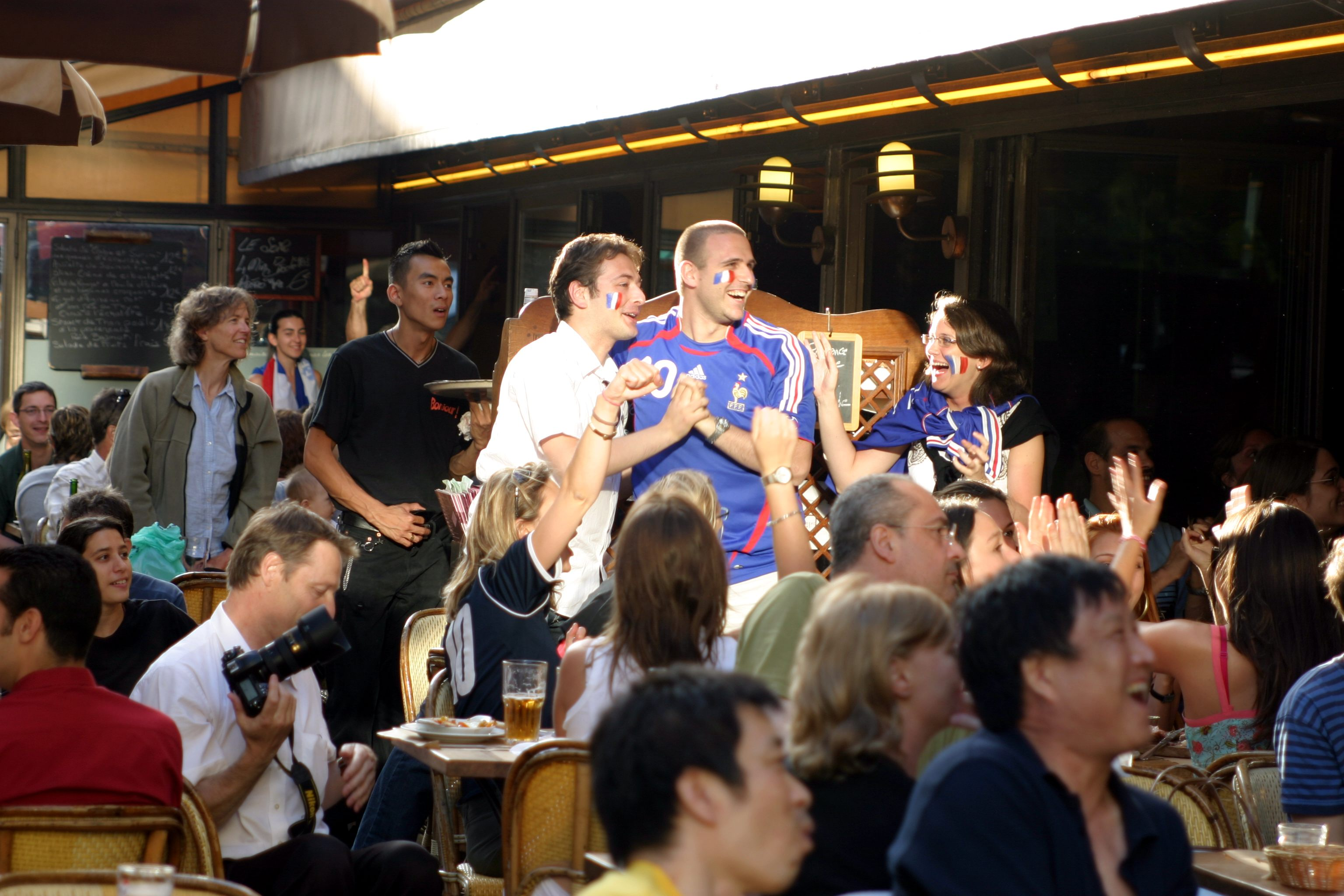
Supporters de l’équipe de France.

La France et la Suisse, les deux favorites du groupe G, se rencontrent sous une « chaleur accablante » dès la première journée. Les deux équipes restent prudentes et disputent un match tactique qui se termine sur le score de 0 à 0, un penalty aurait pu être sifflé en faveur des Français (pour une main de Patrick Müller) mais l'arbitre Valentin Ivanov en a décidé autrement. La Corée du Sud quant à elle parvient à battre le Togo 2 à 1. Contre la Corée du Sud, le Français Thierry Henry ouvre le score de près à la 9e minute de jeu après une première frappe contrée de Sylvain Wiltord. Les Coréens égalisent en fin de match à la 81e par l’intermédiaire de Park Ji-sung, qui devance le gardien français Fabien Barthez après une remise de la tête de l’attaquant Cho Jae-jin. Après son match nul initial contre la France, la Suisse dispute deux matchs solides contre le Togo et la Corée et obtient deux victoires qui lui assurent la première place du groupe. La France obtient également sa qualification pour le second tour en assurant une victoire 2 à 0 face au Togo sur des buts inscrits en seconde mi-temps par Patrick Vieira et Thierry Henry,,.
|   | Équipe       | Pts | J | G | N | P | BP | BC | Diff |
| - | ------------ | --- | - | - | - | - | -- | -- | ---- |
| 1 | Suisse       | 7   | 3 | 2 | 1 | 0 | 4  | 0  | 4    |
| 2 | France       | 5   | 3 | 1 | 2 | 0 | 3  | 1  | 2    |
| 3 | Corée du Sud | 4   | 3 | 1 | 1 | 1 | 3  | 4  | -1   |
| 4 | Togo         | 0   | 3 | 0 | 0 | 3 | 1  | 6  | -5   |

| 13 juin | France       | 0-0 | Suisse       |
| 13 juin | Corée du Sud | 2-1 | Togo         |
| 18 juin | France       | 1-1 | Corée du Sud |
| 18 juin | Togo         | 0-2 | Suisse       |
| 23 juin | Togo         | 0-2 | France       |
| 23 juin | Suisse       | 2-0 | Corée du Sud |

#### Groupe H

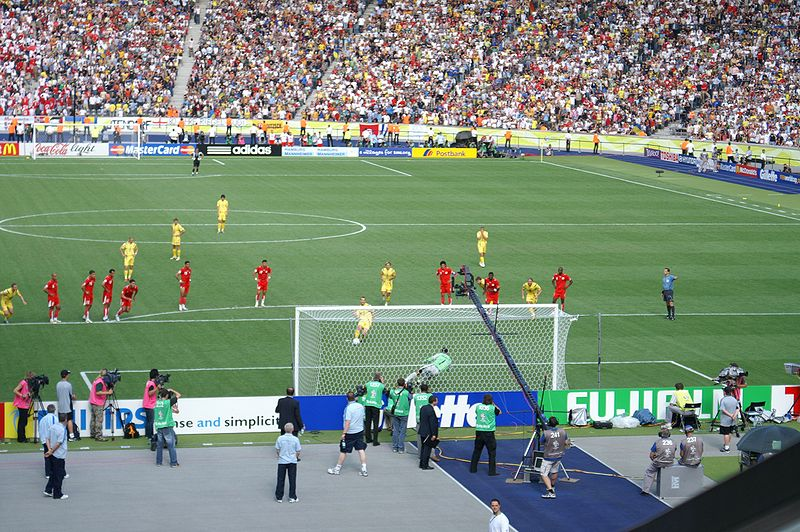
Andri Chevtchenko tire un penalty lors de Ukraine-Tunisie.

Une équipe d'Espagne convaincante remporte logiquement son premier match 4 à 0 face à l'Ukraine, l'autre favori du groupe H. Les deux outsiders, la Tunisie et l'Arabie saoudite, se séparent sur le score de 2 partout dans un match « ouvert ». Lors de la deuxième journée du groupe, l'Ukraine se rassure en battant 4 à 0 l'Arabie saoudite. Dans le même temps, l'Espagne gagne difficilement contre la Tunisie 3 à 1 grâce à des buts inscrits en fin de rencontre de Raúl et Fernando Torres. L'Espagne étant déjà qualifiée, le sélectionneur Luis Aragonés fait jouer des remplaçants contre l'Arabie saoudite. La sélection espagnole gagne ce match 1 à 0 et est rejointe en huitièmes de finale par l'Ukraine, qui bat de son côté la Tunisie 1 à 0 grâce à un but du Ballon d'or 2004 Andri Chevtchenko.
|   | Équipe          | Pts | J | G | N | P | BP | BC | Diff |
| - | --------------- | --- | - | - | - | - | -- | -- | ---- |
| 1 | Espagne         | 9   | 3 | 3 | 0 | 0 | 8  | 1  | 7    |
| 2 | Ukraine         | 6   | 3 | 2 | 0 | 1 | 5  | 4  | 1    |
| 3 | Tunisie         | 1   | 3 | 0 | 1 | 2 | 3  | 6  | -3   |
| 4 | Arabie saoudite | 1   | 3 | 0 | 1 | 2 | 2  | 7  | -5   |

| 14 juin | Espagne         | 4-0 | Ukraine         |
| 14 juin | Tunisie         | 2-2 | Arabie saoudite |
| 19 juin | Espagne         | 3-1 | Tunisie         |
| 19 juin | Arabie saoudite | 0-4 | Ukraine         |
| 23 juin | Arabie saoudite | 0-1 | Espagne         |
| 23 juin | Ukraine         | 1-0 | Tunisie         |

### Tableau final
|  | Huitièmes de finale      | Huitièmes de finale         |            |                        | Quarts de finale       | Quarts de finale |   |  | Demi-finales         | Demi-finales         |  |  | Finale             | Finale             |
|  | Huitièmes de finale      | Huitièmes de finale         |            |                        | Quarts de finale       | Quarts de finale |   |  | Demi-finales         | Demi-finales         |  |  | Finale             | Finale             |
|  |                          |                             |            |                        |                        |                  |   |  |                      |                      |  |  |                    |                    |
|  | 24 juin à Munich         | 24 juin à Munich            |            |                        | 30 juin à Berlin       | 30 juin à Berlin |   |  | 4 juillet à Dortmund | 4 juillet à Dortmund |  |  | 9 juillet à Berlin | 9 juillet à Berlin |
|  | 24 juin à Munich         | 24 juin à Munich            |            |                        | 30 juin à Berlin       | 30 juin à Berlin |   |  | 4 juillet à Dortmund | 4 juillet à Dortmund |  |  | 9 juillet à Berlin | 9 juillet à Berlin |
|  | Allemagne                | 2                           |            |                        | 30 juin à Berlin       | 30 juin à Berlin |   |  | 4 juillet à Dortmund | 4 juillet à Dortmund |  |  | 9 juillet à Berlin | 9 juillet à Berlin |
|  | Allemagne                | 2                           |            |                        | 30 juin à Berlin       | 30 juin à Berlin |   |  | 4 juillet à Dortmund | 4 juillet à Dortmund |  |  | 9 juillet à Berlin | 9 juillet à Berlin |
|  | Suède                    | 0                           |            |                        | 30 juin à Berlin       | 30 juin à Berlin |   |  | 4 juillet à Dortmund | 4 juillet à Dortmund |  |  | 9 juillet à Berlin | 9 juillet à Berlin |
|  | Suède                    | 0                           | Allemagne  | 1ap (4)                |                        |                  |   |  | 4 juillet à Dortmund | 4 juillet à Dortmund |  |  | 9 juillet à Berlin | 9 juillet à Berlin |
|  | 24 juin à Leipzig        |                             | Allemagne  | 1ap (4)                |                        |                  |   |  | 4 juillet à Dortmund | 4 juillet à Dortmund |  |  | 9 juillet à Berlin | 9 juillet à Berlin |
|  |                          | Argentine                   | 1 tab(2)   |                        |                        |                  |   |  | 4 juillet à Dortmund | 4 juillet à Dortmund |  |  | 9 juillet à Berlin | 9 juillet à Berlin |
|  | Argentine                | Argentine                   | 1 tab(2)   | 2 ap                   |                        |                  |   |  | 4 juillet à Dortmund | 4 juillet à Dortmund |  |  | 9 juillet à Berlin | 9 juillet à Berlin |
|  | Argentine                | 30 juin à Hambourg          |            | 2 ap                   |                        |                  |   |  | 4 juillet à Dortmund | 4 juillet à Dortmund |  |  | 9 juillet à Berlin | 9 juillet à Berlin |
|  | Mexique                  | 1                           |            |                        |                        |                  |   |  | 4 juillet à Dortmund | 4 juillet à Dortmund |  |  | 9 juillet à Berlin | 9 juillet à Berlin |
|  | Mexique                  | 1                           | Allemagne  | 0                      |                        |                  |   |  |                      |                      |  |  | 9 juillet à Berlin | 9 juillet à Berlin |
|  | 26 juin à Kaiserslautern |                             | Allemagne  | 0                      |                        |                  |   |  |                      |                      |  |  | 9 juillet à Berlin | 9 juillet à Berlin |
|  |                          | Italie                      | 2 ap       |                        |                        |                  |   |  |                      |                      |  |  | 9 juillet à Berlin | 9 juillet à Berlin |
|  | Italie                   | Italie                      | 2 ap       | 1                      |                        |                  |   |  |                      |                      |  |  | 9 juillet à Berlin | 9 juillet à Berlin |
|  | Italie                   | 5 juillet à Munich          |            | 1                      |                        |                  |   |  |                      |                      |  |  | 9 juillet à Berlin | 9 juillet à Berlin |
|  | Australie                | 0                           |            |                        |                        |                  |   |  |                      |                      |  |  | 9 juillet à Berlin | 9 juillet à Berlin |
|  | Australie                | 0                           | Italie     | 3                      |                        |                  |   |  |                      |                      |  |  | 9 juillet à Berlin | 9 juillet à Berlin |
|  | 26 juin à Cologne        |                             | Italie     | 3                      |                        |                  |   |  |                      |                      |  |  | 9 juillet à Berlin | 9 juillet à Berlin |
|  |                          | Ukraine                     | 0          |                        |                        |                  |   |  |                      |                      |  |  | 9 juillet à Berlin | 9 juillet à Berlin |
|  | Suisse                   | Ukraine                     | 0          | 0ap (0)                |                        |                  |   |  |                      |                      |  |  | 9 juillet à Berlin | 9 juillet à Berlin |
|  | Suisse                   | 1er juillet à Gelsenkirchen |            | 0ap (0)                |                        |                  |   |  |                      |                      |  |  | 9 juillet à Berlin | 9 juillet à Berlin |
|  | Ukraine                  | 0 tab(3)                    |            |                        |                        |                  |   |  |                      |                      |  |  | 9 juillet à Berlin | 9 juillet à Berlin |
|  | Ukraine                  | 0 tab(3)                    | Italie     | 1ap (5)                |                        |                  |   |  |                      |                      |  |  |                    |                    |
|  | 25 juin à Stuttgart      |                             | Italie     | 1ap (5)                |                        |                  |   |  |                      |                      |  |  |                    |                    |
|  |                          | France                      | 1 tab(3)   |                        |                        |                  |   |  |                      |                      |  |  |                    |                    |
|  | Angleterre               | France                      | 1 tab(3)   | 1                      |                        |                  |   |  |                      |                      |  |  |                    |                    |
|  | Angleterre               |                             |            | 1                      |                        |                  |   |  |                      |                      |  |  |                    |                    |
|  | Équateur                 | 0                           |            |                        |                        |                  |   |  |                      |                      |  |  |                    |                    |
|  | Équateur                 | 0                           | Angleterre | 0ap (1)                |                        |                  |   |  |                      |                      |  |  |                    |                    |
|  | 25 juin à Nuremberg      |                             | Angleterre | 0ap (1)                |                        |                  |   |  |                      |                      |  |  |                    |                    |
|  |                          | Portugal                    | 0 tab(3)   |                        |                        |                  |   |  |                      |                      |  |  |                    |                    |
|  | Portugal                 | Portugal                    | 0 tab(3)   | 1                      |                        |                  |   |  |                      |                      |  |  |                    |                    |
|  | Portugal                 | 1er juillet à Francfort     |            | 1                      |                        |                  |   |  |                      |                      |  |  |                    |                    |
|  | Pays-Bas                 | 0                           |            |                        |                        |                  |   |  |                      |                      |  |  |                    |                    |
|  | Pays-Bas                 | 0                           | Portugal   | 0                      |                        |                  |   |  |                      |                      |  |  |                    |                    |
|  | 27 juin à Dortmund       |                             | Portugal   | 0                      |                        |                  |   |  |                      |                      |  |  |                    |                    |
|  |                          | France                      | 1          |                        |                        |                  |   |  |                      |                      |  |  |                    |                    |
|  | Brésil                   | France                      | 1          | 3                      |                        |                  |   |  |                      |                      |  |  |                    |                    |
|  | Brésil                   |                             |            | 3                      |                        |                  |   |  |                      |                      |  |  |                    |                    |
|  | Ghana                    | 0                           |            | Match pour la 3e place | Match pour la 3e place |                  |   |  |                      |                      |  |  |                    |                    |
|  | Ghana                    | 0                           | Brésil     | Match pour la 3e place | Match pour la 3e place | 0                |   |  |                      |                      |  |  |                    |                    |
|  | 27 juin à Hanovre        | 27 juin à Hanovre           | Brésil     | 8 juillet à Stuttgart  | 8 juillet à Stuttgart  | 0                |   |  |                      |                      |  |  |                    |                    |
|  | 27 juin à Hanovre        | 27 juin à Hanovre           |            | 8 juillet à Stuttgart  | 8 juillet à Stuttgart  | France           | 1 |  |                      |                      |  |  |                    |                    |
|  | Espagne                  | 1                           | Allemagne  | 3                      |                        | France           | 1 |  |                      |                      |  |  |                    |                    |
|  | Espagne                  | 1                           | Allemagne  | 3                      |                        |                  |   |  |                      |                      |  |  |                    |                    |
|  | France                   | 3                           |            | Portugal               | 1                      |                  |   |  |                      |                      |  |  |                    |                    |
|  | France                   | 3                           |            | Portugal               | 1                      |                  |   |  |                      |                      |  |  |                    |                    |

Format et règlement
Toutes les rencontres sont à élimination directe, du stade des huitièmes de finale jusqu'à celui de la finale.
Si les deux équipes qui s'affrontent sont à égalité à la fin du temps règlementaire de 90 minutes, une prolongation (ap) de deux fois 15 minutes est jouée. Si les deux équipes sont toujours à égalité à la fin de la prolongation, une épreuve des tirs au but (tab) est disputée afin de décider de la qualification pour le tour suivant, ou de l’obtention du titre s’il s’agit de la finale. Note : la règle dite du but en or mettant fin au match pendant la prolongation qui était en vigueur lors des éditions 1998 et 2002 est abandonnée et ne s'applique donc pas.
Quatre matchs de la phase à élimination directe se terminent par des tirs au but. Les quatre équipes qui s'inclinent au cours de ces séances de tirs au but - Suisse, Argentine, Angleterre et France - sont éliminées du tournoi en restant invaincues, tandis que la cinquième équipe invaincue, l'Italie, décroche le titre à l'issue d'une séance de tirs au but.

#### Huitièmes de finale
| 24 juin 2006                      | Allemagne                                    | 2 - 0   | Suède | FIFA WM Stadion Munich, Munich                |                                               |
| 17:00 · Historique des rencontres | ( Klose) Podolski 4e · ( Klose) Podolski 12e | (2 - 0) |       | Spectateurs : 66 000 Arbitrage : Carlos Simon | Spectateurs : 66 000 Arbitrage : Carlos Simon |
| 17:00 · Historique des rencontres | Rapport                                      |         |       | Spectateurs : 66 000 Arbitrage : Carlos Simon | Spectateurs : 66 000 Arbitrage : Carlos Simon |

Dans le premier huitième de finale du tournoi, une équipe d'Allemagne « très offensive » bat la Suède 2 à 0 par l'intermédiaire de Lukas Podolski, auteur d'un doublé en début de match aux 4e et 12e minutes. Le défenseur suédois Teddy Lučić est expulsé en première période. En deuxième mi-temps, la Suède obtient un penalty mais Henrik Larsson tire au-dessus du but gardé par Jens Lehmann. Le reste de la rencontre est dominé par l'équipe d'Allemagne, dont les attaquants frappent à de nombreuses reprises sur les buts suédois,,.
| 24 juin 2006                      | Argentine                                       | 2 - 1 a.p.            | Mexique              | Zentralstadion, Leipzig                          |                                                  |
| 21:00 · Historique des rencontres | ( Riquelme) Crespo 10e · ( Sorín) Rodríguez 98e | (1 - 1, 1 - 1, 2 - 1) | 6e Márquez (Méndez ) | Spectateurs : 43 000 Arbitrage : Massimo Busacca | Spectateurs : 43 000 Arbitrage : Massimo Busacca |
| 21:00 · Historique des rencontres | Rapport                                         |                       |                      | Spectateurs : 43 000 Arbitrage : Massimo Busacca | Spectateurs : 43 000 Arbitrage : Massimo Busacca |

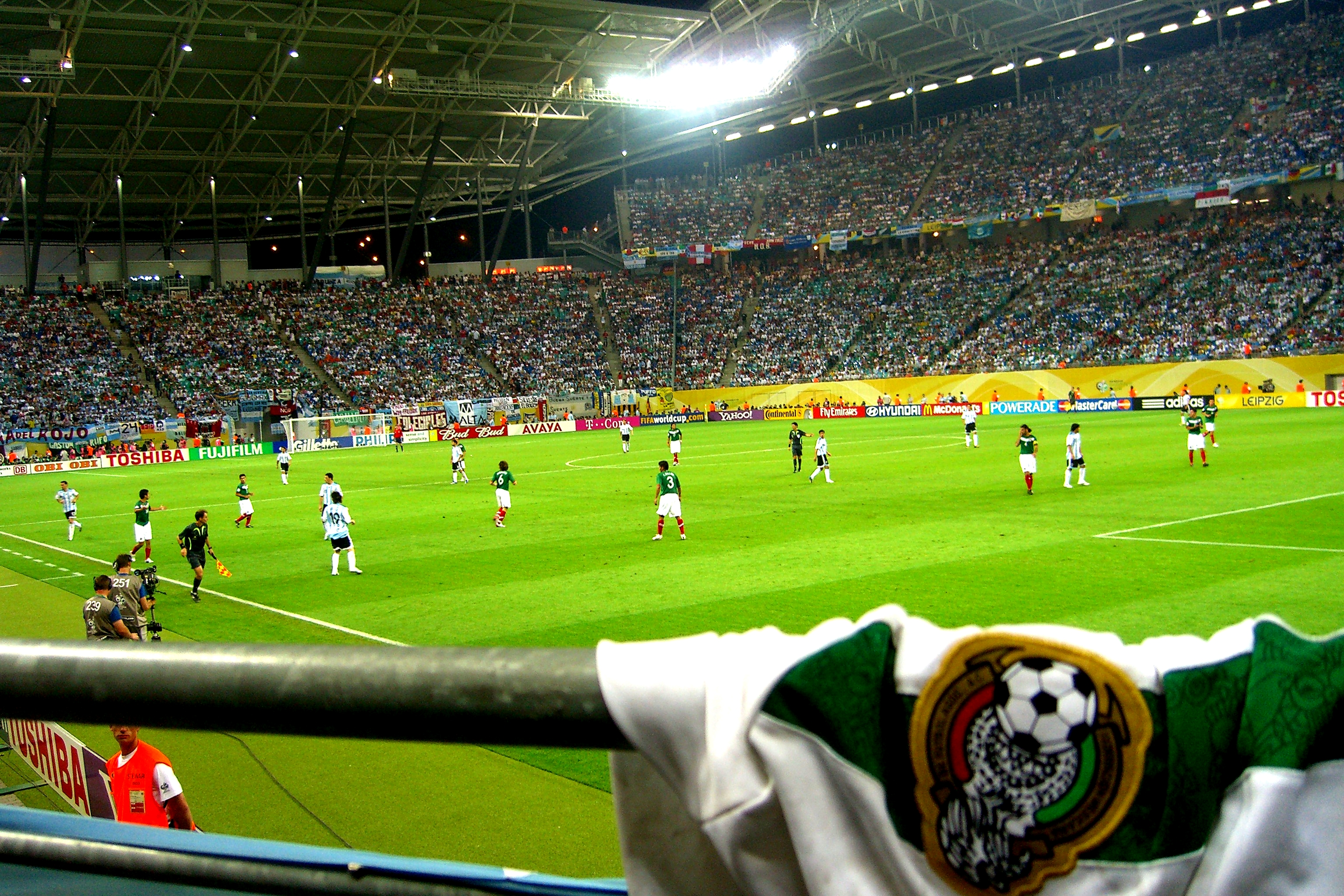
Rencontre Argentine-Mexique

L'Argentine se qualifie face au Mexique sur le score de 2 à 1 après prolongation. C'est pourtant le capitaine mexicain Rafael Márquez qui ouvre le score pour son équipe à la 6e minute de jeu. L'Argentine égalise rapidement quatre minutes plus tard sur un but d'Hernán Crespo à la lutte avec Jared Borgetti devant le but mexicain. Dans cette rencontre de haut niveau, le jeu de passes en mouvement des Mexicains s'oppose au jeu plus posé des Argentins. Dans la prolongation, Maxi Rodríguez marque le second but argentin sur une transversale de Juan Pablo Sorín : après un contrôle de la poitrine, Rodriguez effectue une reprise de volée qui finit sa course dans la lucarne du but mexicain,,,.
| 25 juin 2006                      | Angleterre  | 1 - 0   | Équateur | Gottlieb-Daimler-Stadion, Stuttgart                 |                                                     |
| 17:00 · Historique des rencontres | Beckham 60e | (0 - 0) |          | Spectateurs : 52 000 Arbitrage : Frank de Bleeckere | Spectateurs : 52 000 Arbitrage : Frank de Bleeckere |
| 17:00 · Historique des rencontres | Rapport     |         |          | Spectateurs : 52 000 Arbitrage : Frank de Bleeckere | Spectateurs : 52 000 Arbitrage : Frank de Bleeckere |

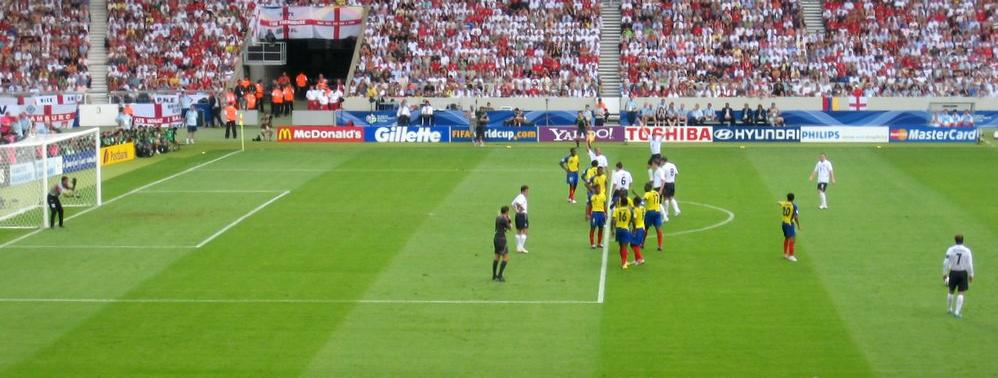
David Beckham prépare son coup franc victorieux dans le match Angleterre-Équateur.

L'équipe d'Angleterre, favorite de son huitième de finale, bat l'Équateur 1 à 0 dans un match d'un faible niveau en comparaison des autres rencontres. L'équipe équatorienne joue avec une défense regroupée et se contente de jouer en contre. David Beckham marque le but anglais d'un coup franc qui retombe au pied du poteau,,.
| Match 52                                         | Portugal                                                                                                  | 1 - 0   | Pays-Bas                                                                                           | Grundig-Stadion, Nuremberg                       |                                                  |
| 25 juin 2006 · 21h00 · Historique des rencontres | ( Pauleta) Maniche 23e                                                                                    | (1 - 0) | | Spectateurs : 41 000 Arbitrage : Valentin Ivanov | Spectateurs : 41 000 Arbitrage : Valentin Ivanov |
| 25 juin 2006 · 21h00 · Historique des rencontres | Maniche 20e · Costinha 31e, 45+1e · Petit 50e · Figo 60e · Deco 73e, 78e · Ricardo 76e · Nuno Valente 76e | Rapport | 2e Van Bommel · 7e, 63e Boulahrouz · 59e, 90+5e Van Bronckhorst · 73e Sneijder · 74e Van der Vaart | Spectateurs : 41 000 Arbitrage : Valentin Ivanov | Spectateurs : 41 000 Arbitrage : Valentin Ivanov |

Le huitième de finale opposant le Portugal aux Pays-Bas est gagné par le Portugal 1 à 0. Le but est inscrit par Maniche au cours de la première mi-temps dominée par les Portugais. Les joueurs néerlandais accélèrent le jeu en deuxième mi-temps mais ne parviennent pas à égaliser malgré 20 tirs et une possession de balle de 61 % contre 10 tirs aux Portugais. Pendant le match, l'arbitre de la rencontre Valentin Ivanov distribue pas moins de 20 cartons : 16 jaunes (9 pour le Portugal, 7 pour les Pays-Bas) et 4 rouges (2 pour chacune des deux équipes), ce qui constitue un record pour une rencontre de Coupe du monde,,.
| 26 juin 2006                      | Italie             | 1 - 0   | Australie | Fritz-Walter-Stadion, Kaiserslautern                   |                                                        |
| 17:00 · Historique des rencontres | Totti 90+5e (pen.) | (0 - 0) |           | Spectateurs : 46 000 Arbitrage : Luis Medina Cantalejo | Spectateurs : 46 000 Arbitrage : Luis Medina Cantalejo |
| 17:00 · Historique des rencontres | Rapport            |         |           | Spectateurs : 46 000 Arbitrage : Luis Medina Cantalejo | Spectateurs : 46 000 Arbitrage : Luis Medina Cantalejo |

L'Italie, triple championne du monde et habituée des grandes compétitions, est favorite du huitième de finale l'opposant à l'Australie, qui participe seulement à sa deuxième Coupe du monde. En première mi-temps, l'Italie se procure les meilleures occasions. Après l'expulsion de Marco Materazzi à la 50e minute, ce sont les joueurs australiens qui prennent le match à leur compte. Malgré une possession de balle de 58 % sur l'ensemble du match et un adversaire réduit à 10, l'Australie est devancée par l'Italie en nombre de tirs (11 à 8) et tirs cadrés (6 à 4), et perd de justesse en encaissant un but sur pénalty accordé dans les arrêts de jeu de la deuxième mi-temps,,. Juste après le match, l'arbitrage est critiqué après la rencontre à cause de deux décisions litigieuses: l'exclusion sur carton rouge direct de Materazzi est considérée comme « injuste » par Eurosport notamment, tandis que la faute sur Fabio Grosso menant au pénalty est qualifiée d'« imaginaire » par L'Équipe ou dans une liste de top 10 des erreurs d’arbitrage « historiques » de France Football, ou encore de « simulation » par Le Parisien (dans une liste des erreurs d’arbitrage « de légende ») ou par Les 100 histoires de la coupe du monde de football. La Libre Belgique se contente de qualifier le pénalty de « généreux ». Fabio Grosso lui-même avoue dans la presse australienne (The Herald Sun) qu’il est tombé parce qu’il n’avait plus la force d’avancer (« I didn’t have the strength to go forward »).
| 26 juin 2006                      | Suisse                        | 0 - 0 a.p.            | Ukraine                                    | FIFA WM Stadion Cologne, Cologne                  |                                                   |
| 21:00 · Historique des rencontres |                               | (0 - 0, 0 - 0, 0 - 0) |                                            | Spectateurs : 45 000 Arbitrage : Benito Archundia | Spectateurs : 45 000 Arbitrage : Benito Archundia |
| 21:00 · Historique des rencontres | Rapport                       |                       |                                            | Spectateurs : 45 000 Arbitrage : Benito Archundia | Spectateurs : 45 000 Arbitrage : Benito Archundia |
| 21:00 · Historique des rencontres | Streller · Barnetta · Cabanas | Tirs au but 0 - 3     | Chevtchenko · Milewsky · Rebrov · Houssiev | Spectateurs : 45 000 Arbitrage : Benito Archundia | Spectateurs : 45 000 Arbitrage : Benito Archundia |

L'Ukraine élimine la Suisse aux tirs au but (3 à 0) à l'issue d'un match nul 0 à 0 après prolongation. Les deux équipes jouent de manière défensive et le jeu proposé souffre de nombreuses pertes de balles. La Suisse devient la première équipe de l'histoire de la Coupe du monde à être éliminée sans encaisser le moindre but,. Avec deux victoires et un match nul au premier tour, elle est aussi la 14e équipe de l'histoire à rentrer chez elle prématurément sans aucune défaite et la seule à ne pas marquer le moindre but dans une séance de tirs au but (Chovkovsky freine les frappes de Streller et Cabanas, tandis que Barnetta envoie la sienne sur la barre transversale).
| 27 juin 2006                      | Brésil                                                                    | 3 - 0   | Ghana | FIFA WM Stadion Dortmund, Dortmund            |                                               |
| 17:00 · Historique des rencontres | ( Kaká) Ronaldo 5e · ( Cafu) Adriano 45+1e · ( Ricardinho) Zé Roberto 84e | (2 - 0) |       | Spectateurs : 65 000 Arbitrage : Ľuboš Micheľ | Spectateurs : 65 000 Arbitrage : Ľuboš Micheľ |
| 17:00 · Historique des rencontres | Rapport                                                                   |         |       | Spectateurs : 65 000 Arbitrage : Ľuboš Micheľ | Spectateurs : 65 000 Arbitrage : Ľuboš Micheľ |

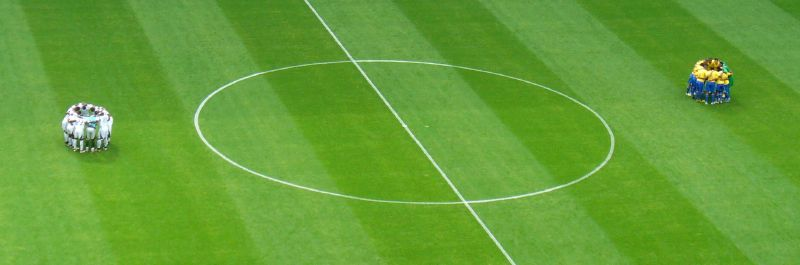
Scène précédant le huitième de finale Brésil-Ghana

Le Brésil se qualifie aux dépens du Ghana sur le score de 3 à 0. Le premier but brésilien est inscrit par Ronaldo à la 5e minute de jeu. Grâce à ce but, Ronaldo devient le meilleur marqueur de l'histoire de la coupe du monde avec 15 réalisations. Le Brésil aggrave le score sur un but d'Adriano contesté pour hors-jeu puis sur un but de Zé Roberto inscrit en contre à la 84e minute de jeu. Le score apparaît sévère pour l'équipe du Ghana, qui a produit du jeu et qui s'est procuré des occasions (18 tirs),,.
| Match 56                                         | Espagne                | 1 - 3   | France                                                              | HDI-Arena, Hanovre                               |                                                  |
| 27 juin 2006 · 21h00 · Historique des rencontres | David Villa 27e (pen.) | (1 - 1) | 41e Ribéry (Vieira ) · 83e Vieira (Zidane ) · 90e Zidane (Wiltord ) | Spectateurs : 43 000 Arbitrage : Roberto Rosetti | Spectateurs : 43 000 Arbitrage : Roberto Rosetti |
| 27 juin 2006 · 21h00 · Historique des rencontres | Puyol 82e              | Rapport | 68e Vieira · 87e Ribéry · 90+1e Zidane                              | Spectateurs : 43 000 Arbitrage : Roberto Rosetti | Spectateurs : 43 000 Arbitrage : Roberto Rosetti |

Le dernier huitième de finale oppose le 27 juin 2006 l'Espagne à la France. L'équipe espagnole prend l'avantage 1 à 0 sur un pénalty consécutif à une faute de Lilian Thuram sur Pablo Ibáñez : le gardien français Fabien Barthez part du bon côté mais David Villa parvient à marquer. À la 41e minute de jeu, Franck Ribéry égalise à 1 à 1 après un une-deux avec Patrick Vieira. En deuxième période, la France domine la rencontre grâce à son milieu de terrain et notamment Zinédine Zidane. L'équipe de France concrétise sa domination et se qualifie grâce à deux buts inscrits en fin de match par Patrick Vieira et Zinédine Zidane,,.

#### Quarts de finale
Parmi les huit équipes qualifiées pour les quarts de finale, on retrouve tous les anciens vainqueurs à l'exception de l'Uruguay, deux fois vainqueur en 1930 et 1950. Le Portugal et l'Ukraine sont les deux équipes qui font exception en n'ayant jamais atteint la finale de la Coupe du monde.
| 30 juin 2006                      | Allemagne                                | 1 - 1 a.p.            | Argentine                            | Olympiastadion, Berlin                        |                                               |
| 17:00 · Historique des rencontres | ( Borowski) Klose 80e                    | (0 - 0, 1 - 1, 1 - 1) | 49e Ayala (Riquelme )                | Spectateurs : 72 000 Arbitrage : Ľuboš Micheľ | Spectateurs : 72 000 Arbitrage : Ľuboš Micheľ |
| 17:00 · Historique des rencontres | Rapport                                  |                       |                                      | Spectateurs : 72 000 Arbitrage : Ľuboš Micheľ | Spectateurs : 72 000 Arbitrage : Ľuboš Micheľ |
| 17:00 · Historique des rencontres | Neuville · Ballack · Podolski · Borowski | Tirs au but 4 - 2     | Cruz · Ayala · Rodríguez · Cambiasso | Spectateurs : 72 000 Arbitrage : Ľuboš Micheľ | Spectateurs : 72 000 Arbitrage : Ľuboš Micheľ |

Le premier quart de finale a lieu le 30 juin 2006 et l'Allemagne élimine l'Argentine aux tirs au but. En première mi-temps, l'équipe d'Allemagne propose un jeu direct pour faire remonter rapidement le ballon vers ses attaquants tandis que les Argentins s'attachent à garder la maîtrise du ballon. La meilleure occasion de but est une tête de Michael Ballack qui passe au-dessus du but adverse. Au début de la seconde mi-temps, l'Argentine prend l'avantage 1 à 0 sur une reprise de la tête de Roberto Ayala à la suite d'un centre de Juan Román Riquelme. Les Argentins gèrent alors leur avance au score jusqu'à l'égalisation de Miroslav Klose à la 80e minute. Aucun but n'est marqué en prolongation. L'Allemagne remporte l'épreuve des tirs au but par 4 à 2 grâce à deux arrêts de son gardien Jens Lehmann,.
| 30 juin 2006                      | Italie                                                            | 3 - 0   | Ukraine | FIFA WM Stadion Hambourg, Hambourg                  |                                                     |
| 21:00 · Historique des rencontres | ( Totti) Zambrotta 6e · ( Totti) Toni 59e · ( Zambrotta) Toni 69e | (1 - 0) |         | Spectateurs : 50 000 Arbitrage : Frank de Bleeckere | Spectateurs : 50 000 Arbitrage : Frank de Bleeckere |
| 21:00 · Historique des rencontres | Rapport                                                           |         |         | Spectateurs : 50 000 Arbitrage : Frank de Bleeckere | Spectateurs : 50 000 Arbitrage : Frank de Bleeckere |

L'Italie se qualifie pour les demi-finales en battant l'Ukraine 3 à 0. Elle prend l'avantage au score dès la 6e minute de jeu sur une frappe du pied gauche des 25 mètres de Gianluca Zambrotta. L'Ukraine se procure ensuite quelques occasions, dont un centre repris de la tête par Andri Houssine qui frappe la barre transversale du gardien italien Gianluigi Buffon. Néanmoins l'Italie maîtrise le match et s'assure la victoire en marquant deux autres buts par l'intermédiaire de Luca Toni,,.
| 1er juillet 2006                  | Angleterre                                 | 0 - 0 a.p.            | Portugal                                    | FIFA WM Stadion Gelsenkirchen, Gelsenkirchen      |                                                   |
| 17:00 · Historique des rencontres |                                            | (0 - 0, 0 - 0, 0 - 0) |                                             | Spectateurs : 52 000 Arbitrage : Horacio Elizondo | Spectateurs : 52 000 Arbitrage : Horacio Elizondo |
| 17:00 · Historique des rencontres | Rapport                                    |                       |                                             | Spectateurs : 52 000 Arbitrage : Horacio Elizondo | Spectateurs : 52 000 Arbitrage : Horacio Elizondo |
| 17:00 · Historique des rencontres | Lampard · Hargreaves · Gerrard · Carragher | Tirs au but 1 - 3     | Simão · Viana · Petit · Postiga · C.Ronaldo | Spectateurs : 52 000 Arbitrage : Horacio Elizondo | Spectateurs : 52 000 Arbitrage : Horacio Elizondo |

L'Angleterre et le Portugal font match nul 0-0 après prolongation, et les Portugais obtiennent la qualification aux tirs au but. La première mi-temps est équilibrée et les deux équipes ne se procurent que peu d'occasions de buts. À la 62e minute, l'attaquant anglais Wayne Rooney est expulsé après une faute sur Ricardo Carvalho. Les Portugais parviennent alors à mieux garder le ballon mais se heurtent à une solide défense anglaise. Le gardien de but portugais Ricardo effectue trois arrêts lors de la séance de tirs au but et permet à son équipe de remporter cette épreuve 3 à 1,. À cette occasion, l'entraîneur du Portugal Luiz Felipe Scolari élimine une troisième fois l'Angleterre de Sven-Göran Eriksson lors d'une phase finale : en 2002, il avait éliminé l'Angleterre avec le Brésil, puis lors de l'Euro 2004, ce fut avec le Portugal,. Le Portugal est quart de finaliste du mondial pour la deuxième fois et se qualifie pour les demi-finales pour la deuxième fois. L'Angleterre quant à elle est quart de finaliste pour la dixième fois en douze participations en phase finale de Coupe du monde et échoue pour la huitième fois à ce stade; comme en 1982, elle est éliminée en sortant invaincue du tournoi.
| Match 60                                             | Brésil                                          | 0 - 1   | France                             | FIFA WM-Stadion, Francfort-sur-le-Main                 |                                                        |
| 1er juillet 2006 · 21h00 · Historique des rencontres |                                                 | (0 - 0) | 57e Henry (Zidane )                | Spectateurs : 48 000 Arbitrage : Luis Medina Cantalejo | Spectateurs : 48 000 Arbitrage : Luis Medina Cantalejo |
| 1er juillet 2006 · 21h00 · Historique des rencontres | Cafu 25e · Juan 45e · Ronaldo 45+2e · Lúcio 75e | Rapport | 74e Sagnol · 87e Saha · 88e Thuram | Spectateurs : 48 000 Arbitrage : Luis Medina Cantalejo | Spectateurs : 48 000 Arbitrage : Luis Medina Cantalejo |

L'équipe de France se qualifie pour les demi-finales du tournoi en battant le Brésil, champion du monde en titre, sur le score de 1 à 0. Le Brésil joue la première partie de la première mi-temps sur un rythme élevé mais ne parvient pas à mettre l'équipe de France en réel danger. Ensuite les Français prennent le dessus grâce à leur puissance physique, leur discipline tactique et la technique de Zinédine Zidane. À la 57e la domination française se concrétise par un but de Thierry Henry : un coup franc de Zidane tiré au deuxième poteau est repris de volée par Thierry Henry qui envoie le ballon en force dans le but brésilien sous la barre transversale. L'entraîneur brésilien fait alors entrer Adriano et Robinho en attaque mais la France ne se laisse pas surprendre et garde son avantage jusqu'à la fin de la rencontre,,,.

#### Demi-finales
Seules des équipes européennes sont présentes en demi-finales, chose qui n'était pas arrivée depuis la Coupe du monde 1982, année du troisième sacre de l'Italie. À l'époque, les demi-finalistes étaient, outre l'Italie, la Pologne, la RFA et la France.
| 4 juillet 2006                    | Allemagne | 0 - 2 a.p.            | Italie                                               | FIFA WM Stadion Dortmund, Dortmund                |                                                   |
| 21h00 · Historique des rencontres |           | (0 - 0, 0 - 0, 0 - 0) | 119e Grosso (Pirlo ) · 120+1e Del Piero (Gilardino ) | Spectateurs : 65 000 Arbitrage : Benito Archundia | Spectateurs : 65 000 Arbitrage : Benito Archundia |
| 21h00 · Historique des rencontres | Rapport   |                       |                                                      | Spectateurs : 65 000 Arbitrage : Benito Archundia | Spectateurs : 65 000 Arbitrage : Benito Archundia |

L'Italie remporte la première demi-finale face à l'Allemagne grâce à deux buts inscrits en toute fin de prolongation. Pour ce match, l'Allemagne est privée de son milieu défensif Torsten Frings, suspendu. Malgré la chaleur, le match se déroule sur un rythme élevé avec deux équipes « très bien organisées ». Les Italiens se montrent néanmoins « techniquement supérieurs » et se procurent les meilleures occasions. À la 92e minute de jeu l'Italien Alberto Gilardino, seul face à Jens Lehmann, frappe sur le poteau et une minute plus tard c'est Gianluca Zambrotta qui trouve la barre transversale du gardien allemand. À la 119e minute Andrea Pirlo, l'homme du match, décale le ballon sur Fabio Grosso qui bat Lehmann d'une frappe enroulée. L'Italie inscrit un deuxième but dans les arrêts de jeu par Alessandro Del Piero en contre ; il s'agit alors du but le plus tardif de l'histoire de la Coupe du monde,,, un record qui sera battu de seulement dix-neuf secondes en 2014 par l’ailier gauche algérien Abdelmoumène Djabou, lui aussi buteur contre l'Allemagne.
Le jour de la demi-finale Allemagne-Italie, le procureur italien chargé de l'affaire des matchs truqués du Calcio prononce son réquisitoire : rétrogradation en série C pour la Juventus, en Série B pour le Milan AC, la Lazio de Rome, et la Fiorentina. 13 des 23 joueurs italiens et 7 des 11 titulaires de la demi-finale appartiennent alors à ces clubs mais cela n'a pas d'influence sur leur prestation. C'est la première fois de son histoire que l'Allemagne s'incline à Dortmund. En quatorze matchs dans l'ex-Westfalenstadion, la Mannschaft comptabilisait jusqu'à cette défaite treize victoires et un nul.
| Match 62                                           | Portugal     | 0 - 1   | France            | Allianz Arena, Munich                            |                                                  |
| 5 juillet 2006 · 21h00 · Historique des rencontres |              | (0 - 1) | 33e (pen.) Zidane | Spectateurs : 66 000 Arbitrage : Jorge Larrionda | Spectateurs : 66 000 Arbitrage : Jorge Larrionda |
| 5 juillet 2006 · 21h00 · Historique des rencontres | Carvalho 83e | Rapport | 87e Saha          | Spectateurs : 66 000 Arbitrage : Jorge Larrionda | Spectateurs : 66 000 Arbitrage : Jorge Larrionda |

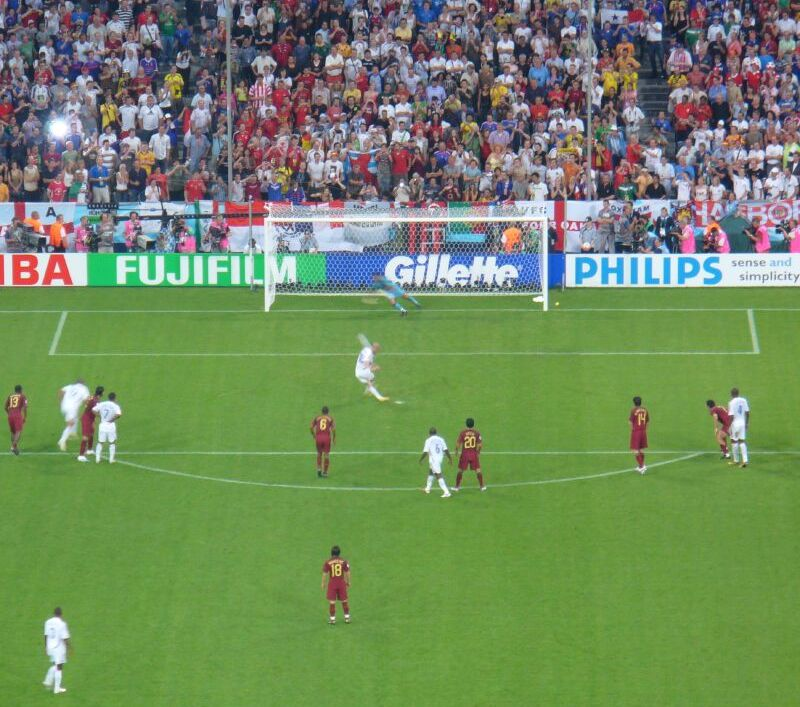
Penalty de Zidane lors de la demi-finale Portugal-France

La deuxième demi-finale oppose le Portugal à la France. Le début de la partie est dominé par le Portugal qui joue vite et obtient quelques belles occasions, dont un tir de 30 mètres de Maniche qui frôle la barre transversale du but français à la 9e minute de jeu. La rencontre s'équilibre alors peu à peu. À la 33e minute, Thierry Henry est crocheté par Ricardo Carvalho. L'arbitre siffle un pénalty qui est transformé par Zinédine Zidane. Ensuite, le Portugal reprend la possession du ballon mais les occasions de but sont rares et l'équipe de France parvient à contrôler le match. Les dernières minutes sont à l'avantage des Portugais. La défense française reste compacte et garde le score de 1 à 0 jusqu'au bout de la rencontre,,,.
C'est la troisième victoire en trois matches de l'équipe de France face au Portugal en demi-finale d'une compétition officielle après les victoires en demi-finale du Championnat d'Europe 1984 (3-2 a.p.) et en demi-finale du Championnat d'Europe 2000 (2-1 a.p.).

#### Match pour la troisième place
| 8 juillet 2006            | Allemagne                                                                     | 3 - 1   | Portugal               | Gottlieb-Daimler-Stadion, Stuttgart            |                                                |
| Historique des rencontres | ( Kehl) Schweinsteiger 56e · Petit 60e (csc) · ( Neuville) Schweinsteiger 78e | (0 - 0) | 88e Nuno Gomes (Figo ) | Spectateurs : 52 000 Arbitrage : Toru Kamikawa | Spectateurs : 52 000 Arbitrage : Toru Kamikawa |
| Historique des rencontres | Rapport                                                                       |         |                        | Spectateurs : 52 000 Arbitrage : Toru Kamikawa | Spectateurs : 52 000 Arbitrage : Toru Kamikawa |

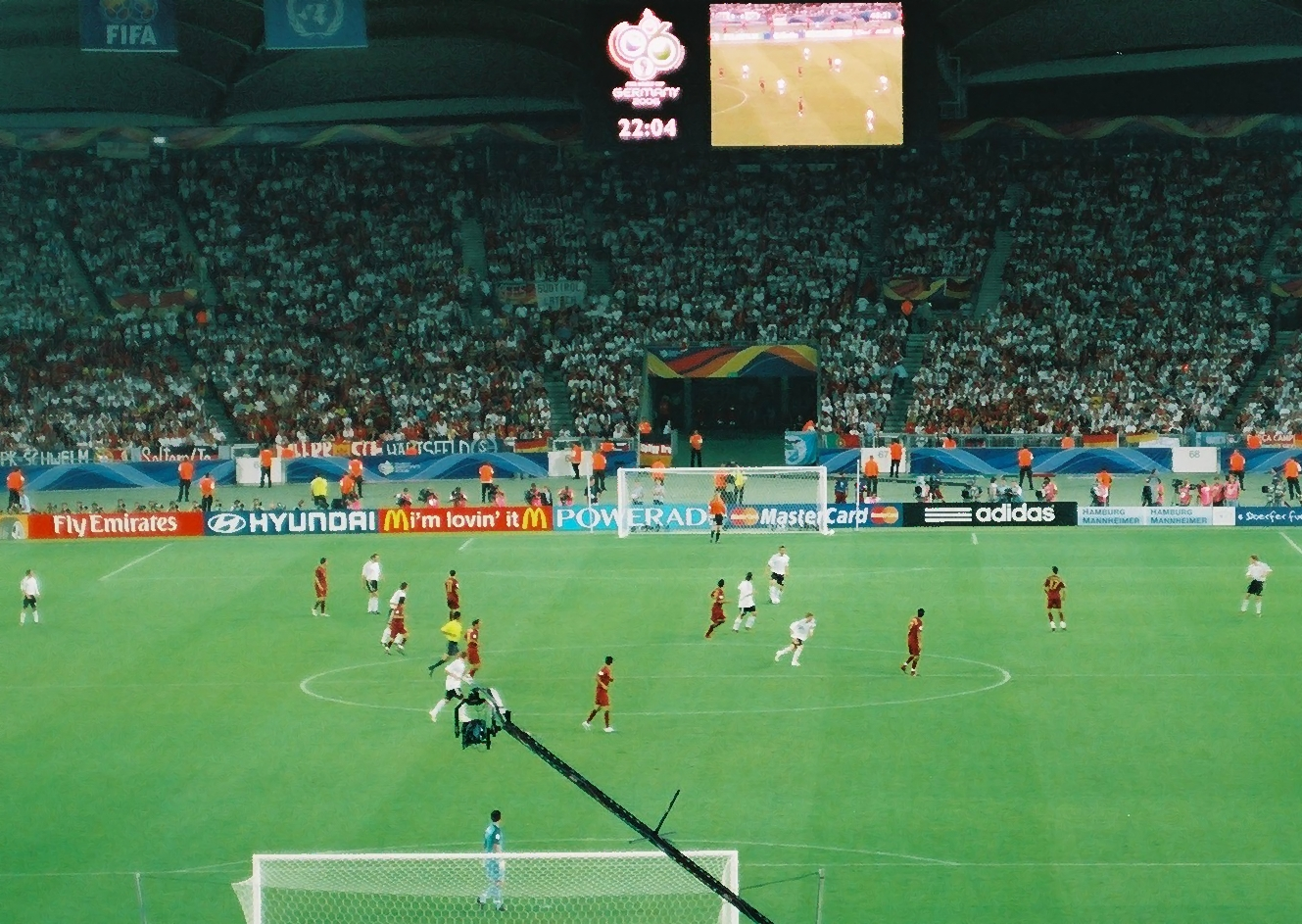
Scène du match Allemagne-Portugal

L'Allemagne bat le Portugal 3 buts à 1 dans la petite finale. Pour la dernière rencontre de son équipe dans le tournoi, le sélectionneur allemand Jürgen Klinsmann titularise le remplaçant Oliver Kahn dans les buts allemands. La première mi-temps est « équilibrée et agréable » avec de nombreuses occasions pour les deux équipes. La deuxième mi-temps est dominée par l'Allemagne qui ouvre le score à la 56e minute de jeu sur une frappe des 25 mètres de Bastian Schweinsteiger. Ensuite, le défenseur portugais Petit marque contre son camp en détournant un coup-franc de Schweinsteiger. Celui-ci, désigné homme du match, inscrit également le troisième but allemand à la 78e : excentré sur le côté gauche du terrain, il frappe de 25 mètres et marque dans le petit filet opposé du but portugais. En fin de rencontre, Nuno Gomes réduit l'écart 3 à 1 en reprenant de la tête un centre de Luís Figo,.
À l'issue du match, les Portugais Luís Figo et Pedro Miguel Pauleta ainsi que le gardien allemand Oliver Kahn mettent un terme à leur carrière internationale,. Lors de la remise des médailles, des « Allez les Bleus » sont scandés par des supporters allemands amers d'avoir perdu contre l'Italie.

#### Finale
| Finale                                             | Italie                                            | 1 - 1 a.p.            | France                                                   | Olympiastadion, Berlin                            |                                                   |
| 9 juillet 2006 · 20h00 · Historique des rencontres | ( Pirlo) Materazzi 19e                            | (1 - 1, 1 - 1, 1 - 1) | 7e (pen.) Zidane                                         | Spectateurs : 69 000 Arbitrage : Horacio Elizondo | Spectateurs : 69 000 Arbitrage : Horacio Elizondo |
| 9 juillet 2006 · 20h00 · Historique des rencontres | Zambrotta 5e                                      | Rapport               | 12e Sagnol · 76e Makélélé · 110e Zidane · 111e Malouda · | Spectateurs : 69 000 Arbitrage : Horacio Elizondo | Spectateurs : 69 000 Arbitrage : Horacio Elizondo |
| 9 juillet 2006 · 20h00 · Historique des rencontres | Pirlo · Materazzi · De Rossi · Del Piero · Grosso | Tirs au but 5 - 3     | Wiltord · Trezeguet · Abidal · Sagnol                    | Spectateurs : 69 000 Arbitrage : Horacio Elizondo | Spectateurs : 69 000 Arbitrage : Horacio Elizondo |

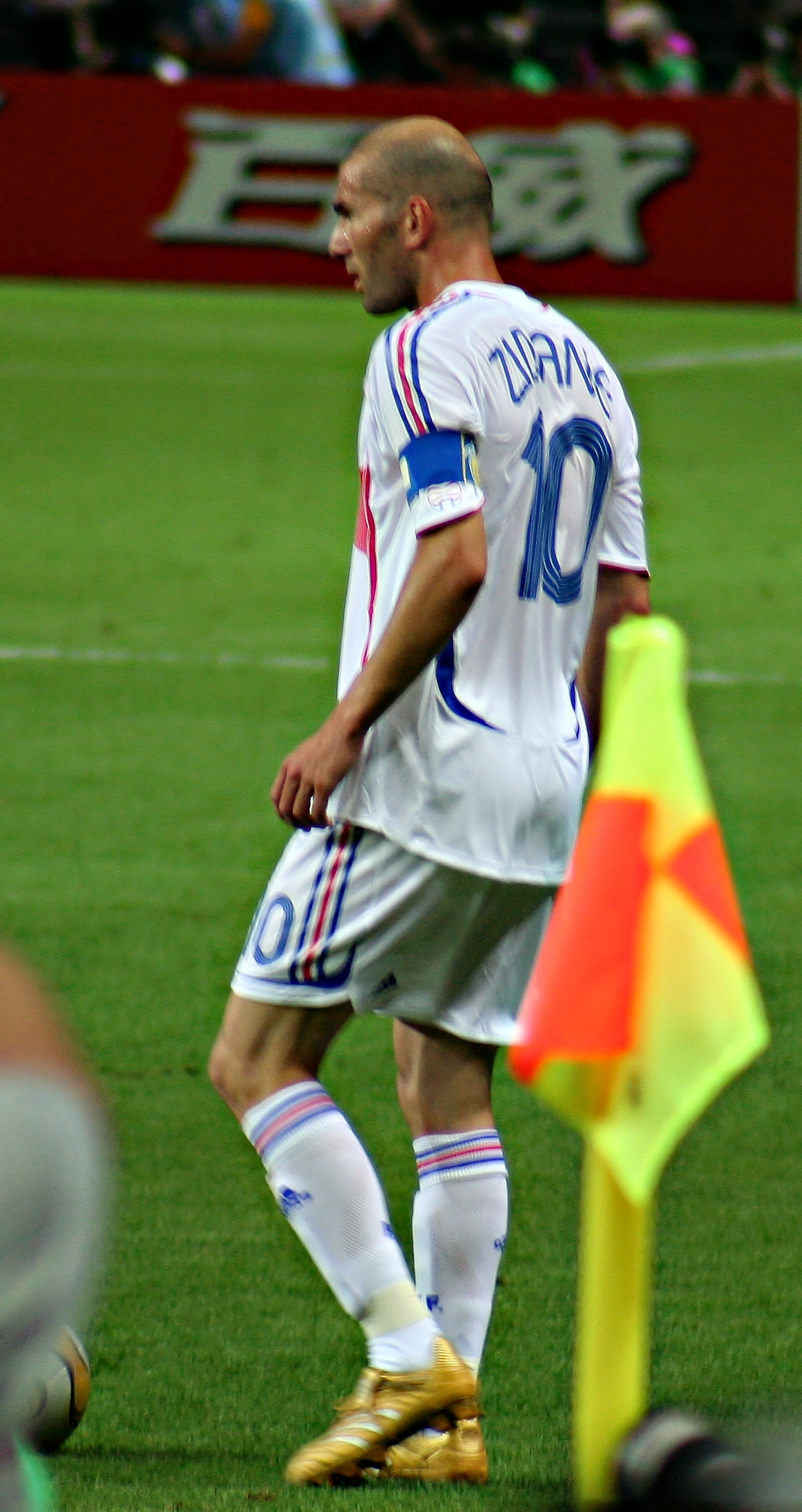
Zinédine Zidane pendant la finale de la Coupe du monde 2006

La finale, jouée à Berlin le 9 juillet 2006, voit la victoire de l'Italie face à la France. À la fin du temps réglementaire, le score est de un partout, et aucun but n'est marqué lors de la prolongation. L'Italie devient championne du monde grâce à une séance de tirs au but remportée 5 à 3.
La France prend l'avantage dès la 7e minute de jeu sur un penalty — jugé « très sévère » par Arsène Wenger — de Zidane obtenu à la suite d'un contact entre Materazzi et Malouda, lequel était parvenu à percer la défense italienne. Zidane marque le penalty d'une panenka qui touche la barre transversale et rebondit derrière la ligne de but du gardien italien Buffon. Si encaisser une panenka est vexant pour un gardien car la balle est frappée doucement, Zidane explique avoir choisi la panenka uniquement pour avoir plus de chance de marquer. À la 19e minute de jeu, Abidal sort en corner le ballon joué par Camoranesi, qui laisse finalement Pirlo frapper le corner. Celui-ci parvient à trouver la tête de Materazzi au second poteau qui égalise pour l'Italie. Après cette égalisation, les deux équipes jouent de manière prudente autour de blocs défensifs de sept ou huit joueurs, les occasions dangereuses faisant essentiellement suite à des coups de pied arrêtés. La deuxième moitié de la première mi-temps est dominée par l'Italie, qui gardera d'ailleurs 55 % de la possession de balle sur l'ensemble du match. À la 36e minute de jeu et sur le troisième corner des Italiens, le ballon frappé de la tête par l'attaquant Luca Toni trouve la transversale de Barthez qui était resté sur ses appuis.
La France aurait pu bénéficier d'un second penalty à la 53e minute après un contact entre Zambrotta (déjà averti par un carton jaune pour avoir fauché Patrick Vieira à l'entrée de l'arc de cercle de la surface de réparation italienne à la 5e minute de jeu) et Malouda dans la surface de but italienne. À la 56e minute de jeu, le milieu de terrain français Patrick Vieira, victime d'un claquage, est remplacé par Alou Diarra. Malgré un but de Luca Toni refusé pour hors-jeu à la 62e minute de jeu, c'est la France qui domine la deuxième mi-temps avec notamment des frappes de Henry, Ribéry, Malouda et Abidal. Sur l'ensemble du match, la France aura tiré 17 fois au but contre 10 fois pour les Italiens. Pendant la prolongation, à la 100e minute, Franck Ribéry tente une frappe qui passe à quelques centimètres des cages d'un Buffon battu et à la 104e minute, ce dernier parvient à détourner une tête de Zidane qui se dirigeait sous la barre. L'équipe de France termine la rencontre à dix joueurs à la suite de l'expulsion de Zidane à la 110e minute pour avoir asséné un violent coup de tête à l'Italien Marco Materazzi. Aux tirs au but, le deuxième tireur français David Trezeguet manque sa tentative : son ballon frappe la transversale et retombe quelques centimètres devant la ligne de but. Le cinquième tireur italien Fabio Grosso marque face au gardien français Fabien Barthez et donne la victoire à l'Italie sur le score de 5 à 3 aux tirs au but. L'Italien Andrea Pirlo est désigné homme du match de la finale,,,.
Un moment très discuté de la finale est la réaction de colère de Zinédine Zidane à la suite d'insultes du défenseur italien Marco Materazzi. À quelques minutes de la fin du match, le Français donne un coup de tête — sans rapport avec le jeu — au thorax de son adversaire. L'arbitre Horacio Elizondo ne voit pas la confrontation mais exclut Zidane après avoir parlé au quatrième arbitre Luis Medina Cantalejo (qui dispose de la vidéo mais niera s'en être servi), ce qui fait du numéro 10 le quatrième joueur dans l'histoire des finales de coupe du monde à être expulsé, après Pedro Monzón et Gustavo Dezotti en 1990 et Marcel Desailly en 1998. Cette expulsion met également un terme d'une façon brutale à la carrière de Zidane, puisqu'il avait annoncé avant la coupe du monde qu'il arrêterait sa carrière après le tournoi. Le joueur français quitte le football sur un carton rouge, le 14e de sa carrière.
Cette finale est la première entre pays européens depuis le succès de l'Italie contre l'Allemagne de l'Ouest en 1982 et la seconde finale gagnée aux tirs au but après celle de 1994 entre le Brésil et l'Italie. C'est la première fois depuis la finale de la Coupe du monde 1978 qui avait opposé l'Argentine aux Pays-Bas que ni l'Allemagne ni le Brésil ne sont présents en finale de la Coupe du monde. C'est la deuxième fois que ce cas de figure se produit depuis la Coupe du monde 1950,. La cérémonie de clôture précédant la finale est animée par la chanteuse colombienne Shakira et dure onze minutes.

## Statistiques et classements

### Statistiques
Les 32 équipes présentes disputent un total de 64 rencontres : 48 au premier tour et 16 dans la phase à élimination directe. Le nombre de buts marqués est de 147, soit 2,3 par match. La compétition est suivie par 3 359 439 spectateurs dans les stades, ce qui correspond à une moyenne de 52 491 spectateurs par rencontre.

### Technical Study Group
Depuis 1966, la FIFA comporte un groupe d'étude chargé d'étudier les évolutions techniques et tactiques du jeu, le Technical Study Group (TSG). Le TSG détermine l'équipe all-star, le prix du meilleur gardien du tournoi et le prix du meilleur jeune. Holger Osieck est à la tête du TSG de la Coupe du monde 2006 qui comprend en outre les treize membres suivants : Kalusha Bwalya, Lim Kee Chong, Alvin Corneal, Teófilo Cubillas, Roy Hodgson, Kwok Ka Ming, Rodrigo Kenton, Francisco Maturana, György Mezey, Roger Milla, Andy Roxburgh, Jim Selby, et Jozef Vengloš,.

### Classement de la compétition
La Coupe du monde 2006 est remportée par l'Italie devant la France et l'Allemagne. Il s'agit du quatrième titre de champion du monde des Italiens après ceux obtenus en 1934, 1938 et 1982. Depuis 1962, le titre de champion du monde est gagné en alternance par un pays sud-américain et par un pays européen. Après cette édition 2006, l'Europe et l'Amérique du Sud sont à égalité en ce qui concerne le nombre de titres de champion du monde avec neuf titres.
- Champion du monde
- Vice-champion du monde
- Troisième
- Quatrième
- Quart de finale
- Huitième de finale
- Premier tour
- Non qualifiés
- Pays organisateur

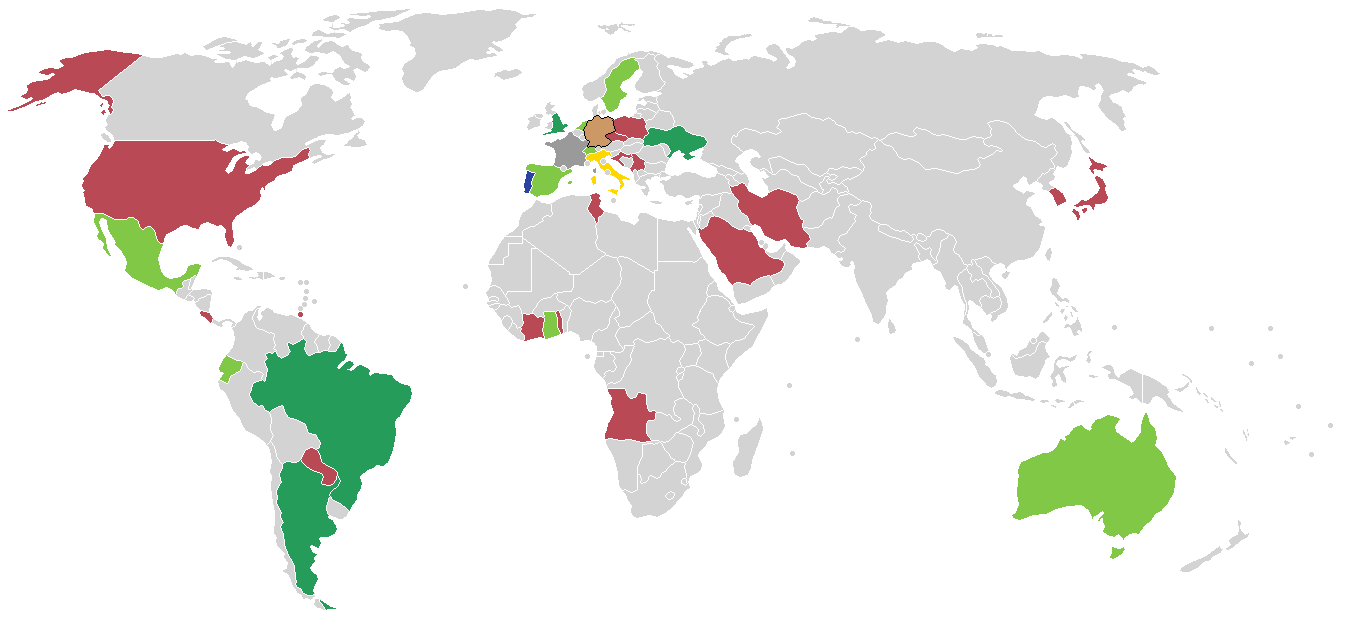
Classement de la coupe du monde :

Sa victoire permet à l'équipe d'Italie de gagner onze places au Classement mondial de la FIFA et de se placer en 2e position derrière le Brésil. L'équipe finaliste, la France, gagne quatre places pour prendre la 4e position de ce classement derrière l'Argentine 3e.
Le classement complet des 32 équipes ayant participé au tournoi prend en compte, en plus du stade de la compétition atteint, le nombre total de points obtenus, puis la différence de buts et enfin le nombre de buts inscrits. Le nombre de points est calculé de la même manière que pour le premier tour, à savoir en attribuant trois points pour un match gagné, un point pour un match nul et aucun point pour une défaite.
Parmi les huit premiers, se trouvent six équipes européennes et deux sud-américaines. La bonne tenue d'ensemble des sélections européennes se traduit aussi par le fait que seules quatre d'entre elles sur quatorze qualifiés sont dans la deuxième moitié du classement.
Le Ghana, qui se classe 13e, est la meilleure équipe africaine de cette coupe du monde et la seule à avoir dépassé le premier tour. La meilleure sélection représentant l'Asie est la Corée du Sud qui prend la 17e position. Les sélections sud- et nord-américaine les mieux classées sont respectivement celles du Brésil, 5e, et du Mexique, 15e. Le représentant de l'Océanie, Australie, termine la compétition à la 16e place.
| Place              | Nation     | Stade de la compétition |
| ------------------ | ---------- | ----------------------- |
| Médaille d'or      | Italie     | Vainqueur               |
| Médaille d'argent  | France     | Finale                  |
| Médaille de bronze | Allemagne  | Demi-finale             |
| 4                  | Portugal   | Demi-finale             |
| 5                  | Brésil     | Quarts de finale        |
| 6                  | Argentine  | Quarts de finale        |
| 7                  | Angleterre | Quarts de finale        |
| 8                  | Ukraine    | Quarts de finale        |
| 9                  | Espagne    | Huitième de finale      |
| 10                 | Suisse     | Huitième de finale      |
| 11                 | Pays-Bas   | Huitième de finale      |
| 12                 | Équateur   | Huitième de finale      |
| 13                 | Ghana      | Huitième de finale      |
| 14                 | Suède      | Huitième de finale      |
| 15                 | Mexique    | Huitième de finale      |
| 16                 | Australie  | Huitième de finale      |

| Place | Nation               | Stade de la compétition |
| ----- | -------------------- | ----------------------- |
| 17    | Corée du Sud         | Premier tour            |
| 18    | Paraguay             | Premier tour            |
| 19    | Côte d'Ivoire        | Premier tour            |
| 20    | Tchéquie             | Premier tour            |
| 21    | Pologne              | Premier tour            |
| 22    | Croatie              | Premier tour            |
| 23    | Angola               | Premier tour            |
| 24    | Tunisie              | Premier tour            |
| 25    | Iran                 | Premier tour            |
| 25    | États-Unis           | Premier tour            |
| 27    | Trinité-et-Tobago    | Premier tour            |
| 28    | Japon                | Premier tour            |
| 28    | Arabie saoudite      | Premier tour            |
| 30    | Togo                 | Premier tour            |
| 31    | Costa Rica           | Premier tour            |
| 32    | Serbie-et-Monténégro | Premier tour            |

## Les 23 champions du monde
| Italie                                                     | | | |
| Gardien de but                                             | Défenseurs | Milieux | Attaquants |
| - 14 Marco Amelia - 1 Gianluigi Buffon - 12 Angelo Peruzzi | - 6 Andrea Barzagli - 5 Fabio Cannavaro - 3 Fabio Grosso - 23 Marco Materazzi - 13 Alessandro Nesta - 22 Massimo Oddo - 2 Cristian Zaccardo - 19 Gianluca Zambrotta | - 17 Simone Barone - 16 Mauro Camoranesi - 4 Daniele De Rossi - 8 Gennaro Gattuso - 20 Simone Perrotta - 21 Andrea Pirlo | - 7 Alessandro Del Piero - 11 Alberto Gilardino - 15 Vincenzo Iaquinta - 18 Filippo Inzaghi - 9 Luca Toni - 10 Francesco Totti |

## Récompenses

### Hommes du match
| 3 fois - Andrea Pirlo 2 fois - Michael Ballack - Miroslav Klose - Zé Roberto - Agustín Delgado - Patrick Vieira - Arjen Robben - Alexander Frei | 1 fois - Philipp Lahm - Bastian Schweinsteiger - David Beckham - Joe Cole - Owen Hargreaves - Frank Lampard - John Terry - Zé Kalanga - João Ricardo - Juan Román Riquelme - Maxi Rodríguez - Javier Saviola - Carlos Tévez - Tim Cahill - Harry Kewell - Kaká | 1 fois (suite) - Ronaldo - Park Ji-sung - Ahn Jung-hwan - Aruna Dindane - Kasey Keller - Xabi Alonso - Juanito - Xavi - Claude Makelele - Lilian Thuram - Zinédine Zidane - Stephen Appiah - Michael Essien - Gianluigi Buffon - Gennaro Gattuso - Marco Materazzi | 1 fois (suite) - Hidetoshi Nakata - Omar Bravo - Francisco Fonseca - Julio dos Santos - Bartosz Bosacki - Deco - Luís Figo - Maniche - Tomáš Rosický - Fredrik Ljungberg - Dwight Yorke - Ziad Jaziri - Olexandre Chovkovsky - Maxym Kalynytchenko - Anatoli Tymochtchouk |

### Ballon d'or Adidas du meilleur joueur
| Place              | Joueur          |
| ------------------ | --------------- |
| Médaille d'or      | Zinédine Zidane |
| Médaille d'argent  | Fabio Cannavaro |
| Médaille de bronze | Andrea Pirlo    |

Le Ballon d'or Adidas est la récompense attribuée au meilleur joueur de la Coupe du monde 2006. Ce trophée, décerné par les médias accrédités à la Coupe du monde, est remporté par Zinédine Zidane. Après l'expulsion de Zidane en finale pour un coup de tête à Marco Materazzi, le président de la FIFA Joseph Blatter suggère de lui enlever cette distinction. La commission de discipline de la FIFA, organisatrice de l'événement, se réunit quelques jours après et décide de ne pas lui retirer son titre de meilleur joueur de la Coupe du monde 2006. Le Ballon d'argent et le Ballon de bronze désignant respectivement les deuxième et troisième meilleurs joueurs de la compétition sont attribués aux Italiens Fabio Cannavaro et Andrea Pirlo.

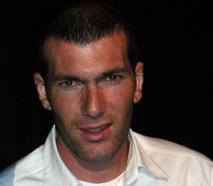
Zinédine Zidane
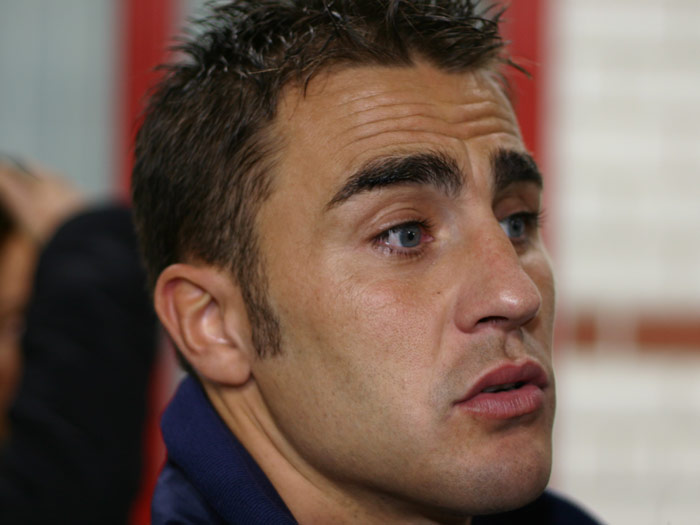
Fabio Cannavaro
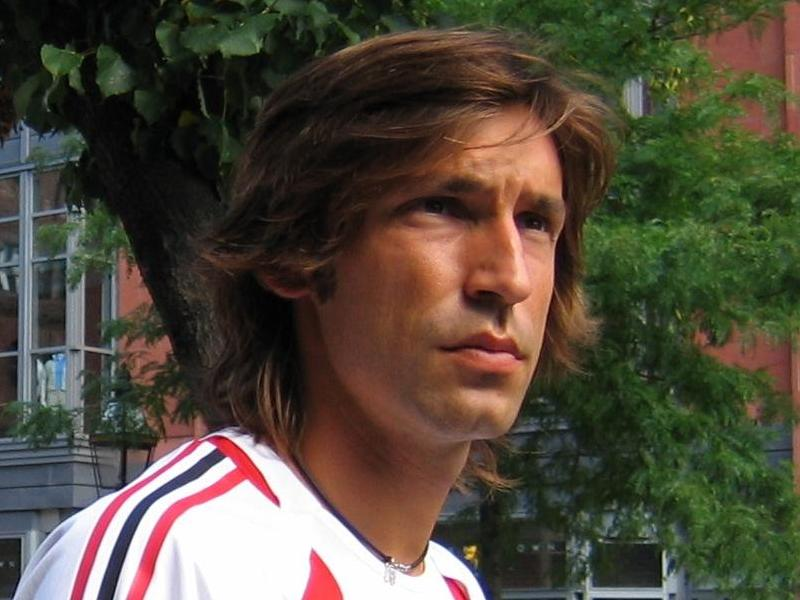
Andrea Pirlo

### Soulier d'or du meilleur buteur
Le Soulier d'or, attribué au meilleur buteur de la compétition, est remporté par l'Allemand Miroslav Klose avec cinq buts inscrits en sept rencontres. Il devance Hernán Crespo et Ronaldo, tous les deux auteurs de trois buts, qui reçoivent respectivement les Souliers d'argent et de bronze désignant les deuxième et troisième meilleurs marqueurs de la compétition,. Ce total de cinq buts du meilleur buteur est le plus faible depuis les cinq buts inscrits par le yougoslave Dražan Jerković au cours de la Coupe de monde 1962 au Chili. L'équipe du meilleur buteur, l'Allemagne, est l'équipe ayant marqué le plus de buts lors du tournoi avec 14 buts.
Le classement du Soulier d'or est établi selon le nombre de buts marqués puis, en cas d'égalité entre plusieurs joueurs, selon le nombre de passes décisives délivrées. En cas de nouvelle égalité, le buteur le mieux classé est celui ayant le plus faible temps de jeu pendant la Coupe du monde.
| Place              | Joueur                 | Buts | Passes décisives | Temps de jeu |
| ------------------ | ---------------------- | ---- | ---------------- | ------------ |
| Médaille d'or      | Miroslav Klose         | 5    | 1                | 587          |
| Médaille d'argent  | Hernán Crespo          | 3    | 1                | 308          |
| Médaille de bronze | Ronaldo                | 3    | 1                | 411          |
| 4                  | Zinédine Zidane        | 3    | 1                | 559          |
| 5                  | David Villa            | 3    | 0                | 210          |
| 6                  | Fernando Torres        | 3    | 0                | 290          |
| 7                  | Maxi Rodríguez         | 3    | 0                | 495          |
| 8                  | Thierry Henry          | 3    | 0                | 636          |
| =                  | Lukas Podolski         | 3    | 0                | 636          |
| 10                 | Bastian Schweinsteiger | 2    | 3                | 529          |

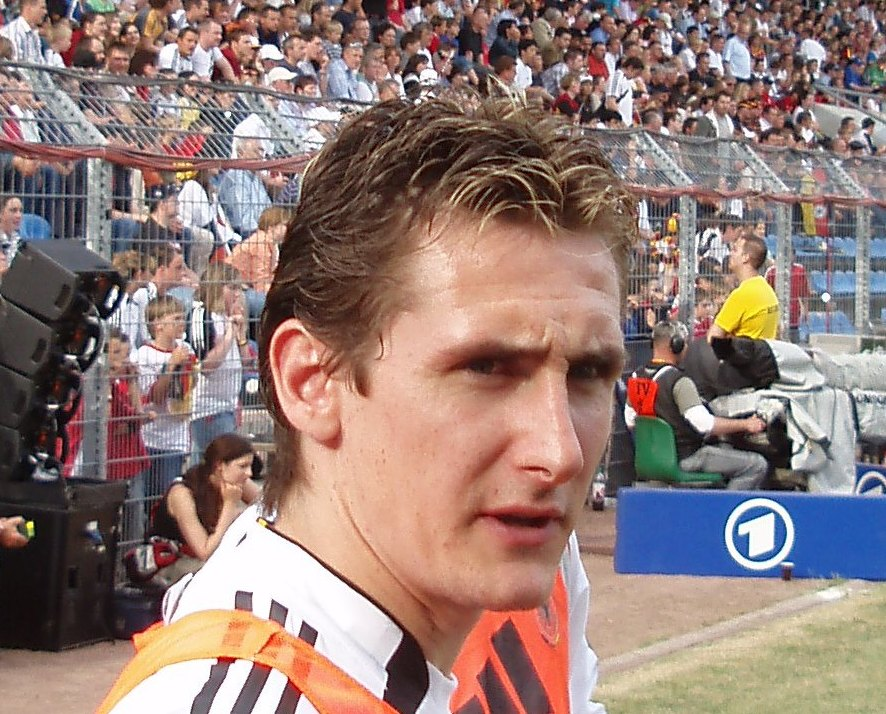
Miroslav Klose
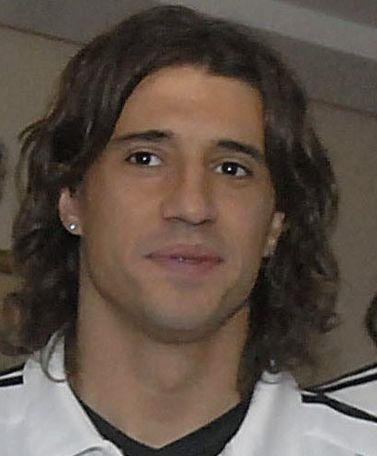
Hernán Crespo
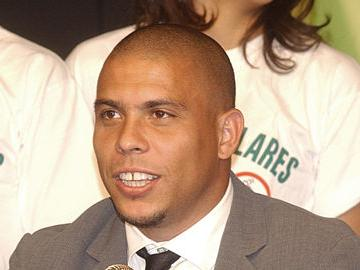
Ronaldo

Dans les éditions précédentes de la compétition, le Brésilien Ronaldo a déjà inscrit quatre buts en 1998 et huit buts en 2002, terminant meilleur buteur. Ses trois buts lors de cette édition lui permettent de devenir en 2006 le meilleur buteur de toute l'histoire de la Coupe du monde avec quinze buts. Le précédent record appartient à l'Allemand Gerd Müller, qui a marqué quatorze buts lors des éditions de 1970 et 1974. Quant à Klose, il passe en septième position à ce classement en totalisant dix buts marqués.

### All-star team
Les meilleurs joueurs de la coupe du monde font partie d'une équipe dite all-star sélectionnée par la FIFA. La composition de cette équipe est arrêtée entre les demi-finales et la finale. L'Italie est la mieux représentée avec sept joueurs devant la France et les deux demi-finalistes, l'Allemagne et le Portugal, avec chacun quatre joueurs distingués,.
| Gardiens                              | Défenseurs                                                                                              | Milieux | Attaquants                                           |
| ------------------------------------- | --- | --- | ---------------------------------------------------- |
| Gianluigi Buffon Jens Lehmann Ricardo | Roberto Ayala John Terry Lilian Thuram Philipp Lahm Fabio Cannavaro Gianluca Zambrotta Ricardo Carvalho | Zé Roberto Patrick Vieira Zinédine Zidane Michael Ballack Andrea Pirlo Gennaro Gattuso Francesco Totti Luís Figo Maniche | Hernán Crespo Thierry Henry Miroslav Klose Luca Toni |

### Récompenses annexes
| Meilleur gardien             | Gianluigi Buffon |
| Meilleur jeune joueur        | Lukas Podolski   |
| Prix du fair-play            | Brésil Espagne   |
| Équipe la plus spectaculaire | Portugal         |

Lors de cette Coupe du monde, deux autres trophées sont décernés à titre individuel et deux autres à titre collectif. Le premier des deux trophées individuels est le prix Lev Yachine du meilleur gardien. Le lauréat, sélectionné par le groupe d'étude technique (Technical Study Group) de la FIFA, est Gianluigi Buffon. Il remporte ce prix après n'avoir encaissé que deux buts pendant tout le tournoi,. Il succède à Oliver Kahn désigné meilleur joueur et meilleur gardien du tournoi 2002.
L'autre trophée individuel est celui du meilleur jeune joueur. Ce prix, attribué pour la première fois de l'histoire de la Coupe du monde, est décerné à Lukas Podolski, 21 ans. Le joueur reçoit son trophée le dimanche 9 juillet (le jour de la finale) lors d'une conférence de presse à l'Olympiastadion de Berlin. C'est son compatriote Lothar Matthäus qui lui remet son trophée. Le groupe d'étude technique de la FIFA justifie le choix de l'attaquant allemand par sa maturité et son envie ainsi que par ses statistiques (grand temps de jeu, trois buts inscrits, vingt-et-un tirs, quinze fautes subies).
Le prix du fair-play 2006 est attribué par la FIFA conjointement à l'Espagne et au Brésil devant l'Allemagne. Ce prix est attribué selon un système de points établi par le comité d'éthique et de fair-play de la FIFA. Un vote sur le site internet de la FIFA désigne le Portugal comme étant l'équipe la plus spectaculaire de la Coupe du monde,.

## Bilan de la coupe du monde

### Bilan sportif
Malgré le bon départ d'équipes comme l'Australie ou le Ghana qui parviennent à se qualifier pour le deuxième tour, le tournoi est surtout marqué par le retour à une domination des « grandes équipes européennes et sud-américaines ». En effet, quatre ans après la Coupe du monde 2002 qui voit des équipes d'Amérique du Nord (États-Unis en quart de finale), d'Afrique (Sénégal en quart de finale) et d'Asie (Corée du Sud en demi-finale) aller relativement loin dans la compétition, tous les quart-de-finalistes de l'édition 2006 sont européens ou sud-américains et tous les anciens vainqueurs de la compétition sauf l'Uruguay sont présents en quart de finale.
| Confédération | Premier tour | 1/8 de finale | 1/4 de finale | Demi-finales | Finale | Victoire |
| ------------- | ------------ | ------------- | ------------- | ------------ | ------ | -------- |
| UEFA          | 14           | 10            | 6             | 4            | 2      | 1        |
| CAF           | 5            | 1             | 0             | 0            | 0      | 0        |
| CONMEBOL      | 4            | 3             | 2             | 0            | 0      | 0        |
| CONCACAF      | 4            | 1             | 0             | 0            | 0      | 0        |
| AFC           | 4            | 0             | 0             | 0            | 0      | 0        |
| OFC           | 1            | 1             | 0             | 0            | 0      | 0        |
| Total         | 32           | 16            | 8             | 4            | 2      | 1        |

Avant le début de la compétition, le Brésil est presque unanimement reconnu comme le favori du tournoi par les spécialistes, dont le président du comité d'organisation Franz Beckenbauer,. La sélection brésilienne est en effet championne du monde en titre et mène le classement mondial de la FIFA depuis 2002 de façon ininterrompue. Elle vient aussi de remporter la Copa América 2004 et la Coupe des confédérations 2005, épreuve où elle a impressionné tous les observateurs. Le Brésil s'appuie cette fois sur son quatuor offensif composé des deux créateurs Ronaldinho et Kaká et des deux finisseurs Ronaldo et Adriano. Usé par une saison très chargée, Ronaldinho est cependant loin de sa meilleure forme. La Seleção évolue tout d'abord dans un schéma tactique en 4-4-2 avec deux milieux récupérateurs axiaux. Contre la France en quart de finale, le Brésil met en place un jeu très défensif à trois milieux récupérateurs qui ne lui permet pas de porter le danger. La défaite logique sur le score de 1 à 0 attise de nombreuses critiques.
Les matchs de préparation de l'équipe d'Allemagne se soldent par des résultats irréguliers et par une qualité de jeu insuffisante, notamment lors de la défaite 4 à 1 contre l'Italie en mars 2006 et lors du match nul 2 partout contre le Japon dix jours avant le début de la compétition. La Mannschaft fait taire les critiques et donne raison au sélectionneur Jürgen Klinsmann, dont l'objectif avoué est la conquête du titre, en pratiquant un football « dynamique et offensif » et en terminant troisième. L'Allemagne construit ses succès dans un système de jeu en 4-4-2 avec deux milieux évoluant sur les côtés, notamment Schweinsteiger qui anime le jeu à gauche, et deux milieux axiaux, Ballack et Frings qui protègent la défense et parviennent à alerter rapidement les attaquants.
La victoire italienne ne repose sur aucun joueur en particulier. Les douze buts sont notamment inscrits par dix joueurs différents. La défense italienne si réputée, organisée par le capitaine Fabio Cannavaro, contribue largement à la victoire finale de l'équipe, en n'ayant encaissé que deux buts tout au long de la compétition (un contre son camp et un sur penalty).
La France, malgré un départ poussif dans la phase de groupe, atteint la finale galvanisée par une grosse performance de son capitaine Zinédine Zidane, qui a annoncé qu'il prendrait sa retraite après la Coupe du monde, et qui est élu meilleur joueur du tournoi, devant les Italiens Fabio Cannavaro et Andrea Pirlo.

### Conditions de jeu
Afin de garantir de bonnes conditions de jeu, les pelouses des douze stades sont changées quelques semaines avant le début de la Coupe du monde. 96 000 m2 de pelouse sont posés par deux sociétés spécialisées (une allemande et une néerlandaise) ayant reçu l'aval du comité d'organisation.
Avant le début de la compétition, une vague de froid s'abat sur l'Allemagne. Les Pays-Bas qui séjournent à Hinterzarten font face à la neige tandis que plusieurs des joueurs équatoriens installés à Bad Kissingen s'enrhument,.
Après la vague de froid une vague de chaleur sévit sur l'Allemagne. Les sélectionneurs Raymond Domenech et Marco van Basten se plaignent de l'état des pelouses qu'ils jugent trop sèches. La FIFA considère cependant que les pelouses sont en bon état et que leur arrosage et leur tonte sont parfaits. La chaleur n'est pas sans conséquence pour les joueurs : lors du match Angleterre-Paraguay les joueurs anglais boivent 70 bouteilles d'eau contre une vingtaine habituellement. Des voix réclament alors que les toits des stades en disposant soient fermés en cas de chaleur. La FIFA répond que les toits doivent être fermés uniquement pour gagner en visibilité. Sur les douze stades de la Coupe du monde, deux sont équipés d'un toit : le FIFA WM Stadion de Gelsenkirchen et le FIFA WM Stadion de Francfort-sur-le-Main.

### Chronique des tribunes

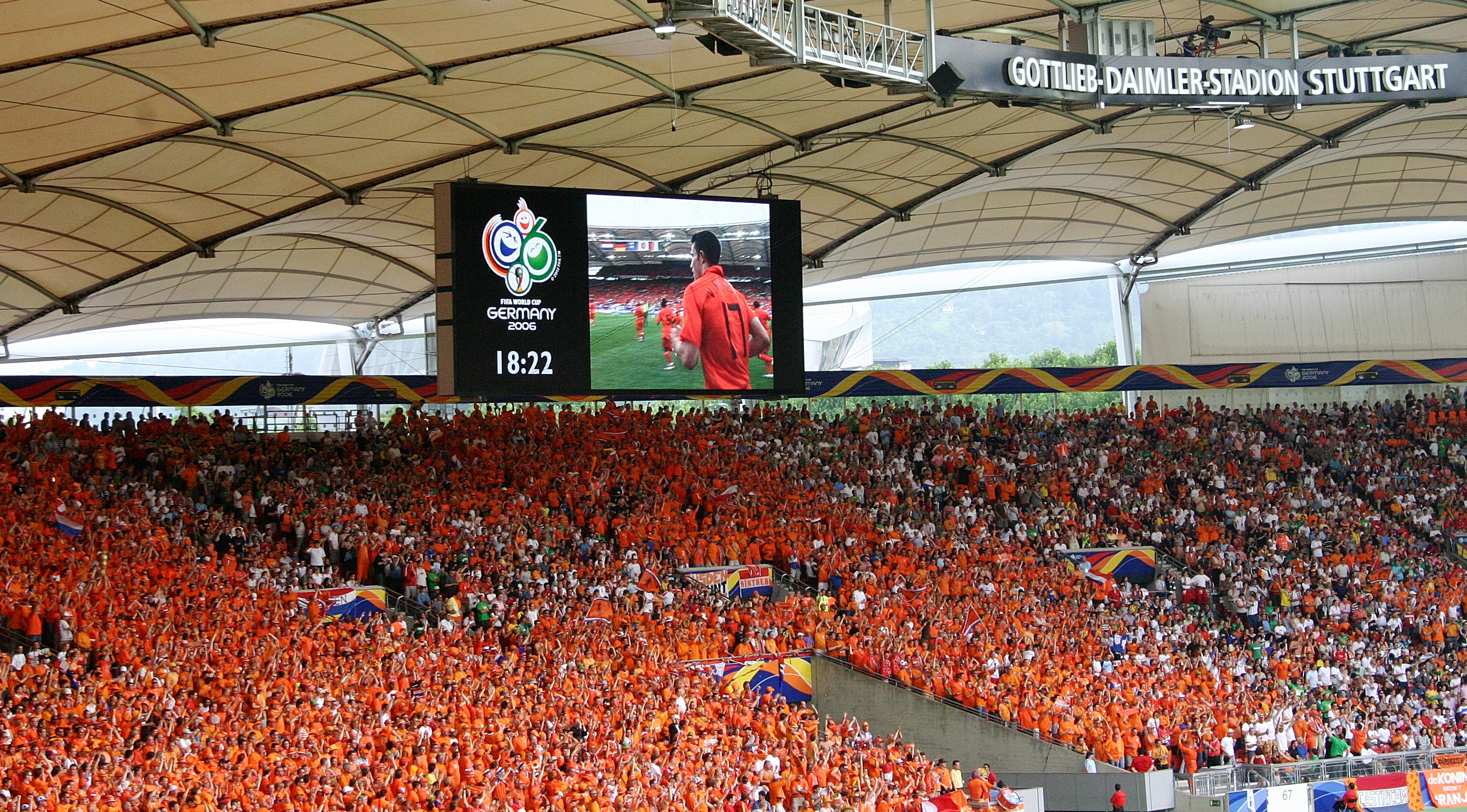
Supporters néerlandais pendant Pays-Bas - Côte d'Ivoire, le 16 juin

Les fans de toutes les équipes sont massivement présents en tribune et l'ambiance des matchs est excellente. Nombre de spectateurs normalement neutres prennent ainsi les couleurs d'une des deux équipes qu'ils vont voir jouer, pour ajouter à la fête. Si les Anglais sont, par leur nombre, les plus impressionnants, ceux de Corée du Sud, Suisse, Croatie et des pays nordiques Suède et Pays-Bas sont particulièrement nombreux et actifs.
Les supporters des sélections espagnole, française, italienne et portugaise sont restés plus discrets, comme attendu. Ainsi, si les titres de champion du monde 1998 et de champion d'Europe 2000 ont renforcé le soutien populaire autour de l'équipe de France, celle-ci ne bénéfice pas d'une « base de supporters actifs fidèles ». Ceci se vérifie notamment lors du match France-Suisse, où on compte trois supporters suisses pour un supporter français dans un stade de Stuttgart pourtant aussi proche de la frontière française que de la frontière suisse.

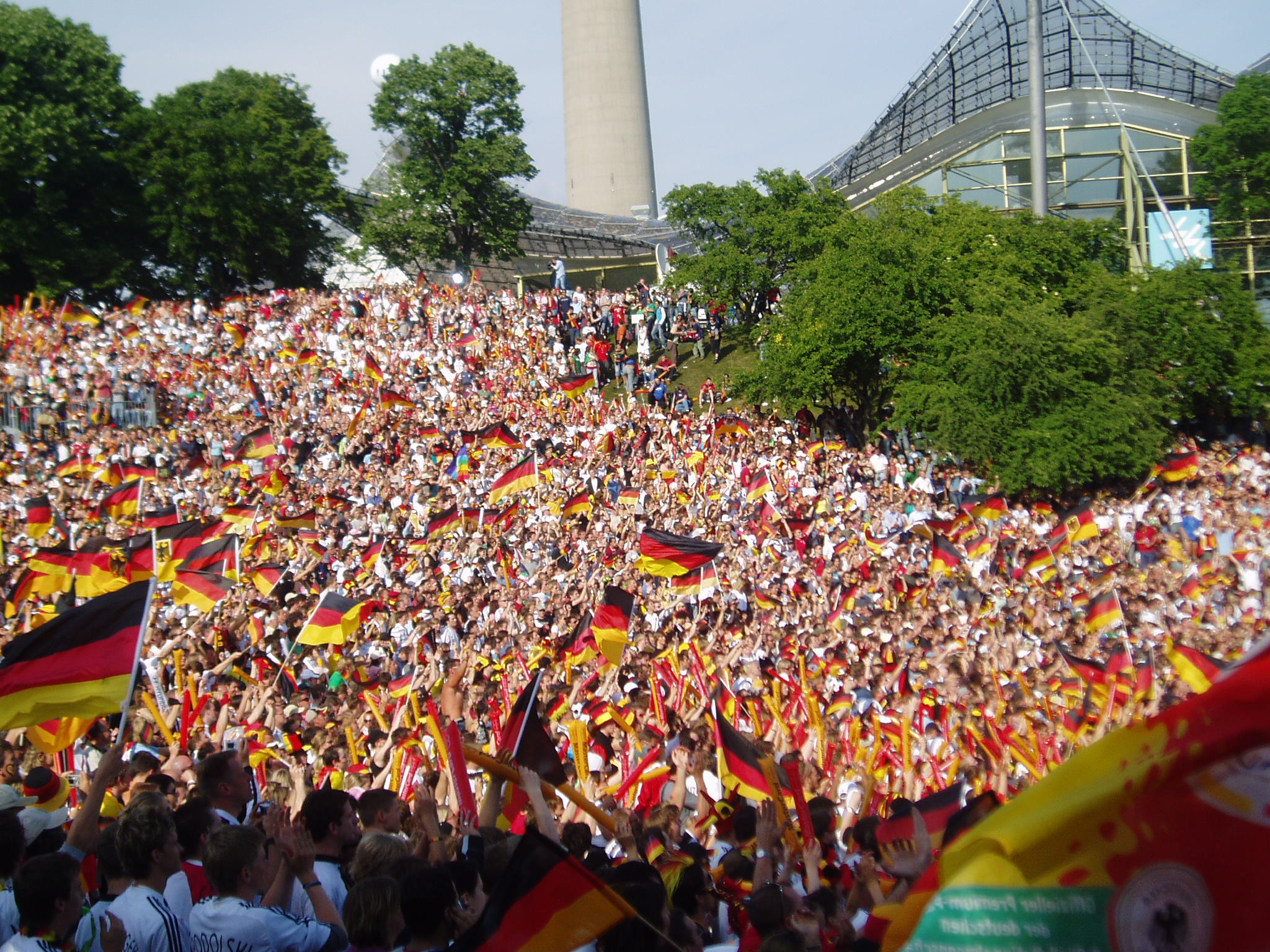
Supporters allemands dans le parc du stade olympique de Munich pendant le match d'ouverture

On assiste dans les rues en Allemagne à un fort soutien apparent à l'équipe nationale : de nombreux drapeaux allemands ornent voitures et fenêtres. Il y a même une pénurie de drapeaux, puisque les 100 000 drapeaux mis en vente par la société FIG sont vendus avant le début de la coupe du monde.
Après un début de compétition marqué par des scènes de fraternisation entre supporters portugais et angolais ou anglais et trinidadiens par exemple, les premiers incidents entre supporters ont lieu, comme attendu, à l'occasion du match Allemagne-Pologne le 14 juin 2006. Ces affrontements ont lieu dans les rues de Dortmund avant et après le match et la police procède à 300 arrestations. Ce match constitue l'affiche la plus sulfureuse du calendrier du premier tour. Avant le match Angleterre-Suède du 20 juin, des incidents ont lieu entre hooligans anglais et hooligans allemands. 45 allemands sont interpellés. Après le match, ce sont 378 anglais qui sont arrêtés. Lors du week-end précédant le huitième de finale Angleterre-Équateur la police procède à de nombreuses arrestations. Il y a 122 arrestations dans la nuit du vendredi au samedi puis le jour du match, le dimanche 25 juin, plusieurs centaines de supporters anglais sont arrêtés.
Lors de la rencontre entre Argentine et Serbie-Monténégro, les hymnes sont sifflés. L'hymne français est lui aussi sifflé par les supporters espagnols lors du huitième de finale Espagne-France. On peut noter aussi beaucoup de sifflets lors de la demi-finale Allemagne-Italie lorsque les joueurs italiens sont en possession du ballon. Lors de la demi-finale du 5 juillet Portugal-France, le joueur portugais Cristiano Ronaldo est l'objet de sifflets à chaque fois qu'il est en possession du ballon. Cela peut s'expliquer par son attitude lors du quart de finale face à l'Angleterre, pendant lequel il aurait provoqué le carton rouge de l'attaquant anglais Wayne Rooney, son coéquipier de club à Manchester United.

### Arbitrage
En 2002 le président de la FIFA Sepp Blatter envisage de réformer le mode d'arbitrage d'un match de football pour diminuer le nombre d'erreurs d'arbitrage, la FIFA estimant que des fautes d'arbitrage ont été commises pendant la Coupe du monde 2002. Il préconise « une meilleure formation des arbitres assistants » et « l'apparition de deux nouveaux arbitres qui seraient placés derrière les buts » de manière à mieux juger les actions se déroulant dans la surface de réparation.

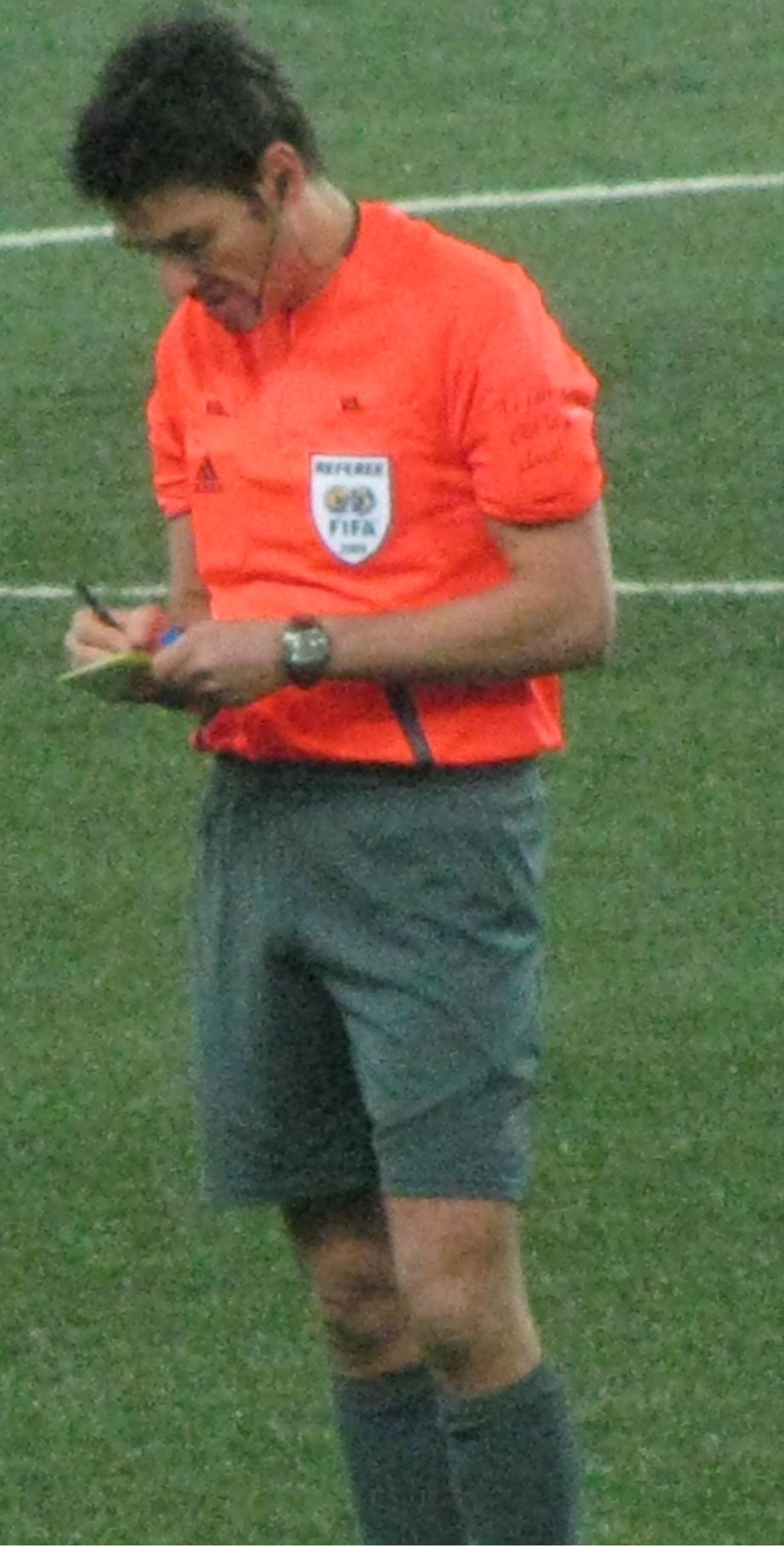
L'arbitre suisse Massimo Busacca

Cette proposition n'est pas retenue pour la coupe du monde 2006 mais d'autres changements ont lieu. Pour la première fois dans l'histoire de la coupe du monde, les arbitres officient avec deux juges de touche du même pays ou au moins de la même confédération : ces équipes de trois sont plus habituées à diriger un match ensemble et peuvent plus facilement se concerter, ce qui pourrait leur permettre de fournir des prestations meilleures qu'au cours des éditions précédentes. Cette mesure destinée à améliorer l'arbitrage est discutée dès 1974.
Durant le mondial, le chef du comité d'organisation Franz Beckenbauer et Joseph Blatter estiment néanmoins que l'arbitrage n'est pas à la hauteur. Les prestations de plusieurs arbitres sont ainsi critiquées, notamment celle du Russe Valentin Ivanov qui distribue un record de seize cartons jaunes et quatre rouges dans le huitième de finale opposant Portugal et Pays-Bas.
L'Anglais Graham Poll quant à lui donne, au cours du match Croatie-Australie, trois cartons jaunes au défenseur Josip Šimunić avant de l'expulser, alors qu'un joueur doit être exclu du terrain après deux cartons jaunes. Déjà averti à la 61e minute du match, Šimunić reçoit en effet un deuxième avertissement à la 90e minute dans une tension extrême entre joueurs, entraîneurs, arbitres et spectateurs. L'arbitre Graham Poll oublie de sortir le carton rouge et ne le sort qu'après un troisième avertissement du joueur à la 93e minute, soit après la fin de la rencontre, quand celui-ci s'en prend verbalement à l'arbitre.
Une autre polémique naît après l'expulsion de Zidane dans la prolongation de la finale. Le camp français et le sélectionneur Raymond Domenech reprochent à l'arbitre d'avoir brandi le carton sur la base des images, alors que l'utilisation de la vidéo est interdite. Le quatrième arbitre aurait vu les images du coup de tête de Zidane sur son écran de contrôle et aurait rapporté ensuite le mauvais geste aux trois arbitres sur le terrain qui n'ont rien vu. La FIFA dément tout usage de la vidéo au cours de cet incident en expliquant deux jours après la finale que le quatrième arbitre a vu le geste de Zidane en direct sur la pelouse sans avoir recours à la vidéo,.
Le tournoi est marqué par le nombre important de cartons qui sont distribués par les arbitres. Les joueurs se voient adresser le nombre record de 345 cartons jaunes et 28 cartons rouges. Ces chiffres sont à comparer aux 272 cartons jaunes et 17 cartons rouges de la précédente Coupe du monde de 2002, ce qui correspond à une augmentation de 27 % et 65 % respectivement.

### Dopage
En matière de dopage, des contrôles sanguins ont été effectués pour la première fois pendant la précédente édition de la coupe du monde en 2002. Comme ceux-ci se sont tous avérés négatifs, la FIFA considère alors de tels tests sanguins comme « inutiles » :
« Nous considérons la probabilité de cette pratique (le dopage par transfusion entre deux individus) dans le football tellement faible que ce serait une perte de temps, d'argent et d'énergie de le faire. »
— Jiri Dvorak, médecin chef de la FIFA
En conséquence la fédération internationale de football décide d'économiser le coût du contrôle antidopage sanguin et de se contenter de tests d'urine pour la Coupe du monde 2006. Les contrôles urinaires utilisés ne permettent pas, contrairement aux tests sanguins, de détecter une transfusion homologue ou une utilisation d'hormone de croissance ou d'hémoglobines de synthèse.
Pendant la compétition, des contrôles antidopage urinaires sont effectués à l'occasion de chaque match sur deux joueurs de chaque équipe. Ces examens ont lieu en coopération avec l'agence allemande antidopage (NADA) en qualité d'observateur. Tous ces tests antidopage se révèlent négatifs.
En amont de la compétition, la FIFA effectue également des examens urinaires. Des tests ont lieu à l'occasion de vingt-quatre matchs amicaux de préparation à la coupe du monde, deux joueurs de chaque équipe tirés au sort devant se soumettre au contrôle à l'issue de chaque rencontre. Ces 96 contrôles se révèlent également négatifs. D'autres tests sont réalisés de façon inopinée dans les camps d'entraînement des équipes devant participer à la coupe du monde. Quatre joueurs de chaque équipe subissent un test urinaire et la présence d'érythropoïétine (EPO) est contrôlée un sus chez un de ces quatre joueurs. Là encore, aucun des 128 contrôles n'est positif.

## Aspects socio-économiques de la coupe du monde

### Impact sur la vie quotidienne
Pendant la Coupe de nombreux pays modifient leur quotidien pour suivre la coupe du monde. Au Costa Rica, les écoles donnent par exemple congé aux élèves afin de pouvoir voir le match d'ouverture diffusé à 10 heures du matin pour cause de décalage horaire. Pour les deux autres matchs du premier tour, diffusés à 7 heures et 8 heures du matin, les écoliers peuvent même suivre les matchs dans leur école avant le début des cours. En Équateur, le secrétariat général du Congrès décide à l'unanimité de fermer l'hémicycle les jours des matchs de la sélection équatorienne afin de permettre à ses députés de pouvoir suivre les matchs. Au Guatemala, les autorités autorisent les dix-huit centres pénitentiaires du pays à s'équiper de télévisions pour la durée de la coupe du monde afin de satisfaire les détenus. Dans le reste de l'Amérique latine, en raison du décalage horaire, la plupart des entreprises installe des téléviseurs pour lutter contre l'absentéisme et permettre à leurs employés de suivre les matchs.
En Allemagne, le nombre de patients admis à l'hôpital pour un infarctus du myocarde est deux fois plus important pendant la coupe du monde par rapport à la normale. Ce nombre est particulièrement important lors des matchs de l'équipe d'Allemagne et est attribué à une augmentation, causée par la tension du match, du stress du spectateur ou téléspectateur. En comparaison avec les données des années 2003 et 2005, l'augmentation du risque de crise cardiaque est de 326 % pour les hommes et de 82 % pour les femmes.
Neuf mois après la coupe du monde, en mars 2007, le nombre de naissances augmente sensiblement en Allemagne : près de 20 % à Berlin et entre 10 et 15 % dans toute l'Allemagne,. Sur tout le premier semestre 2007, l'accroissement du taux de naissances est de 4,4 % à Berlin. L'augmentation des naissances en mars 2007 est attribuée principalement à l'« énergie positive » et à l'« euphorie » engendrée dans le pays par la Coupe du monde,, l'autre facteur étant la création en 2007 d'un salaire parental qui vient s'ajouter aux allocations familiales pour le parent qui arrête son travail pendant un an.

### Manifestations culturelles

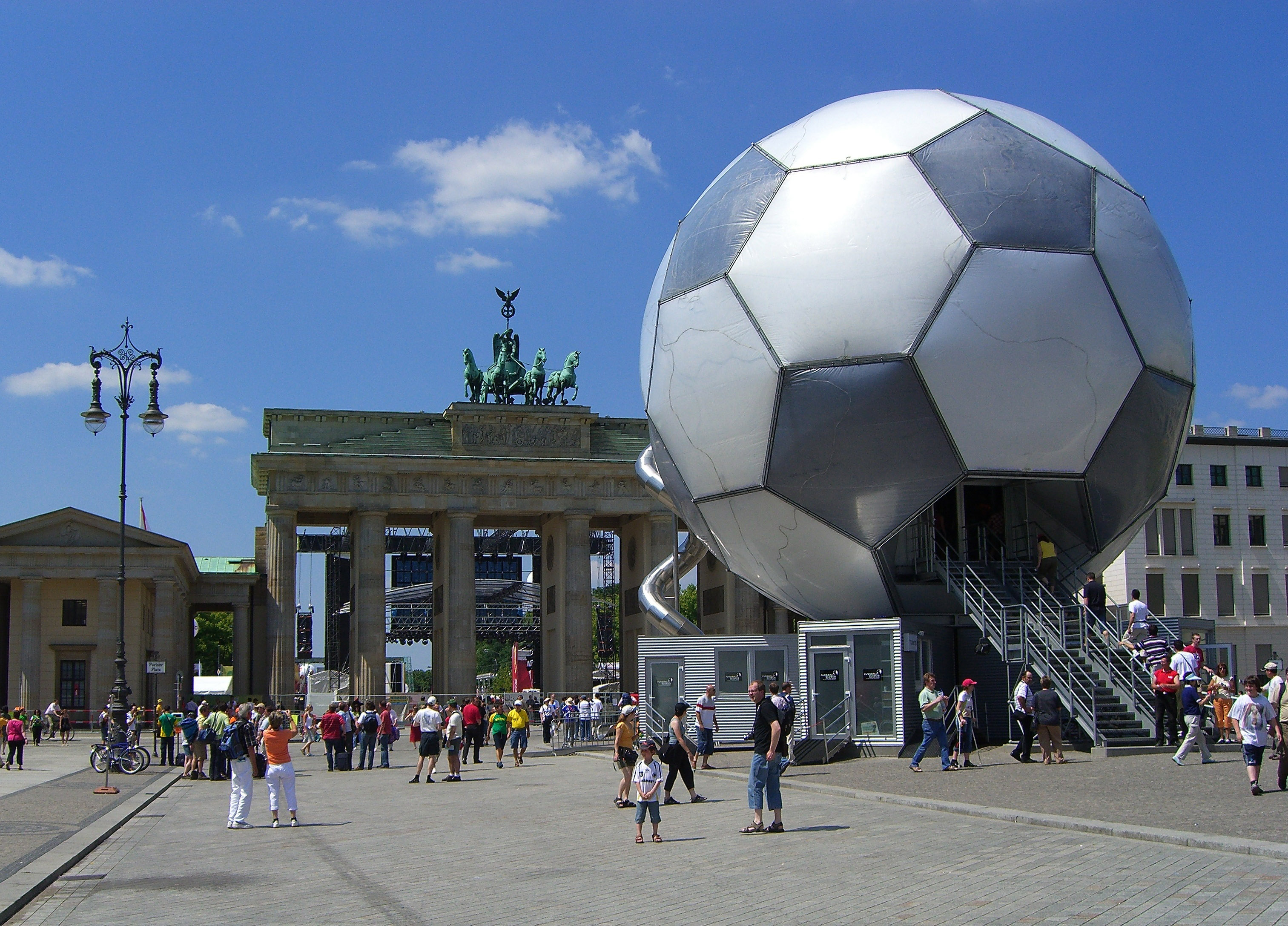
Fußball-Globus devant la porte de Brandebourg

De nombreuses manifestations culturelles sont organisées pendant la coupe du monde. Le mercredi 7 juin, le Brésilien Pelé inaugure une exposition retraçant sa carrière de joueur. De plus pendant toute la durée de la coupe du monde, la station de métro Potsdamer Platz qui accueille l'exposition est rebaptisée « Gare Pelé ».
Des expositions sur l'histoire de la Coupe du monde étaient organisées dans le Fußball-Globus.

### Couverture médiatique
Selon la FIFA, la coupe du monde 2006 est suivie par 32,5 milliards de téléspectateurs cumulés dans plus de 215 pays, contre 28,2 milliards en 2002. Les droits de diffusion sont vendus par la FIFA via la société Infront pour la somme de 1 milliard d'euros (1,3 milliard de dollars) à 240 télédiffuseurs, 220 stations de radio et plus de 50 diffuseurs via téléphonie mobile et Internet,.
Les droits télévisuels sont vendus pays par pays. Au Japon, toutes les chaînes diffusent la compétition grâce à un consortium japonais. En France, TF1, M6, Canal+ et Eurosport se partagent la diffusion des matchs proposant ainsi des diffusions en doublon : TF1 débourse 168 millions d'euros pour les 24 meilleures affiches, M6 27 millions d'euros pour les 31 matchs, Canal+ verse 4,5 millions d'euros à TF1 pour que la chaîne lui rétrocède ses droits, et Eurosport paye 4 millions d'euros pour tous les matchs mais seulement 23 en direct. En Italie, pour la première fois de son histoire, la Rai ne possède pas en exclusivité les droits de diffusion. L'achat de l'exclusivité des droits (ou en partie) pose parfois des problèmes : en Espagne, les parlementaires espagnols protestent contre la chaine de télévision La Sexta qui achète les droits du mondial en étant seulement disponible sur 30 % du territoire.
La coupe du monde est l'occasion d'audiences records partout dans le monde. En Allemagne, lors du premier tour le match Allemagne-Équateur diffusé sur la chaîne ARD attire 23 millions de téléspectateurs (82 % de part de marché). Le quart de finale entre l'Allemagne et l'Argentine, toujours diffusé sur la chaîne ARD attire plus de 25 millions de téléspectateurs (avec un pic à 28,5 millions) soit une audience de 90 % de part de marché. En Italie, le match du premier tour entre l'Italie et le Ghana est suivi par 23 413 000 Italiens répartis entre les chaînes Rai et SKY Italia. Le premier match de l'équipe du Brésil est vu par 60,5 millions de téléspectateurs de la région. En Corée du Sud, près d'un quart des téléspectateurs regarde la rencontre entre la Corée du Sud et la France à quatre heures du matin heure locale.

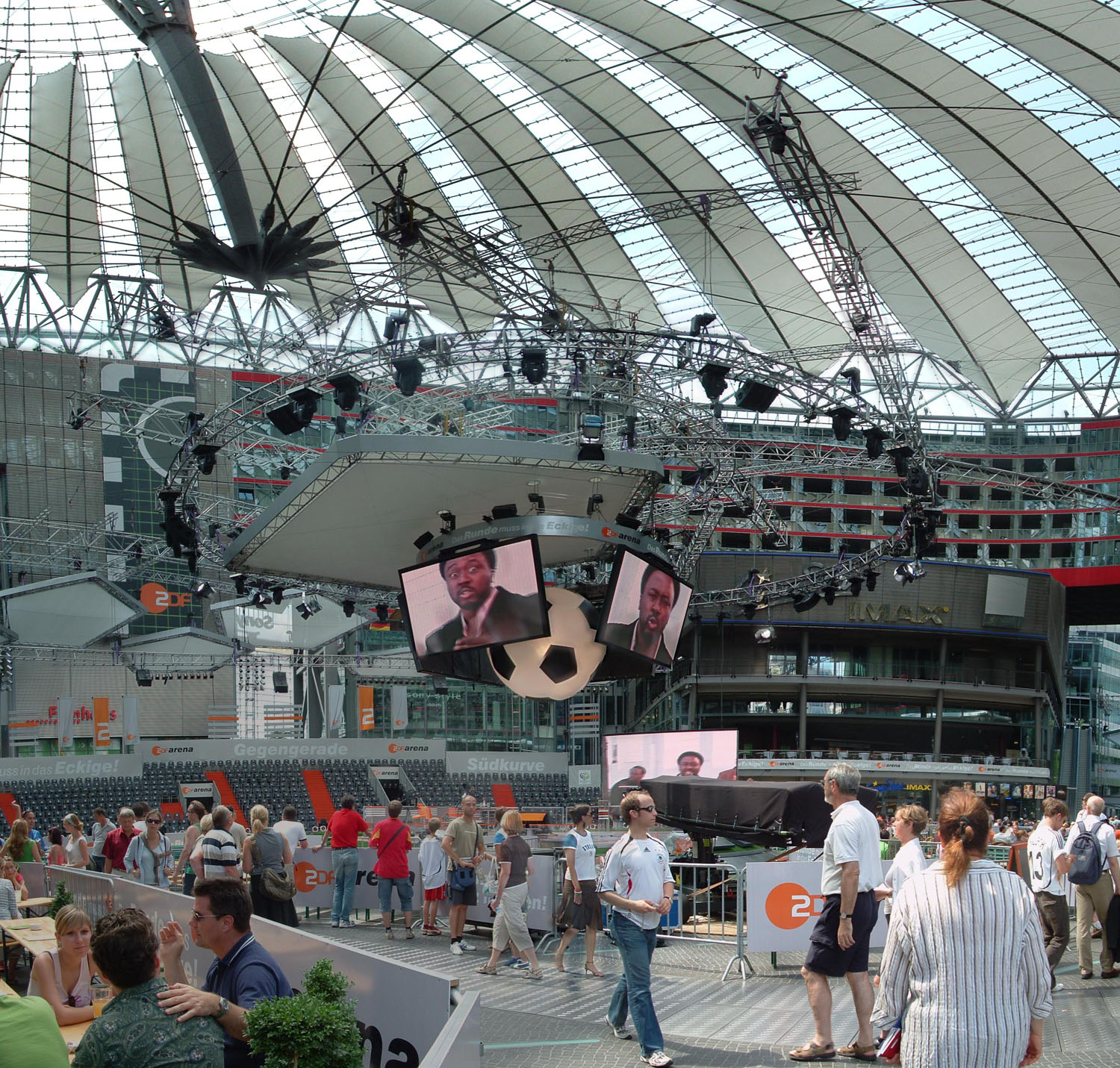
La ZDF Arena à Berlin

En France, TF1 réalise des records d'audience : 14 687 720 téléspectateurs (73 % d'audience) lors de la rencontre France-Suisse, 18 051 320 téléspectateurs pour France-Corée du Sud, 18 331 620 (70 % de part d'audience) pour France-Togo, 19 564 940 (67,9 % d'audience) pour France-Espagne et 17 939 200 pour France-Brésil. La demi-finale France-Portugal est suivie par 22 199 760 téléspectateurs (76,7 % d'audience) ce qui constitue le record historique de la télévision française. La finale entre la France et l'Italie est regardée par 22 143 700 téléspectateurs avec un pic à 25 002 700 à 22h28 pour une audience de 80,3 % de part de marché selon Médiamat-Médiamétrie. Les sept matchs de l'équipe de France sont les sept meilleures audiences de l'année 2006 sur les chaînes de télévision françaises.
La coupe du monde connaît une audience record en Chine malgré l'absence de l'équipe chinoise de football et les diffusions tardives en raison du décalage horaire. Parmi les matchs du premier tour, le match Angleterre-Paraguay réalise ainsi 8,68 % de l'audience totale du réseau de télévision publique CCTV. Le match d'ouverture Allemagne-Costa Rica réalise 5,67 % d'audience (équivalent à une part de marché de 20,86 %), soit « dix fois plus que pour les programmes diffusés à la même heure entre janvier et mai » selon l'institut chinois de mesure d'audience CSM<[réf. souhaitée].
Afin de suivre la coupe du monde des écrans géants sont installés un peu partout en Allemagne. La chaîne de télévision allemande ZDF met en place la ZDF Arena dans le Sony Center de Berlin d'une capacité de 5 000 places pour retransmettre les matchs en public. Il est également possible à Berlin de suivre les matchs sur des écrans géants installés sur l'avenue du 17-juin. Pour le match Allemagne-Équateur, 700 000 personnes regardent le match sur l'avenue berlinoise.

### Effets économiques pour l'Allemagne
Avant la compétition, des études prédisent un impact modéré de la coupe du monde sur la croissance économique et le nombre d'emplois en Allemagne. Le Crédit Suisse estime en 2005 que les effets directs de la coupe du monde se situeront entre 0,2 à 0,5 % du produit intérieur brut (PIB) allemand. La Fédération allemande des chambres de commerce et d'industrie (DIHK) s'attend à 60 000 emplois supplémentaires et à 0,66 % de croissance supplémentaire pour l'année 2006.

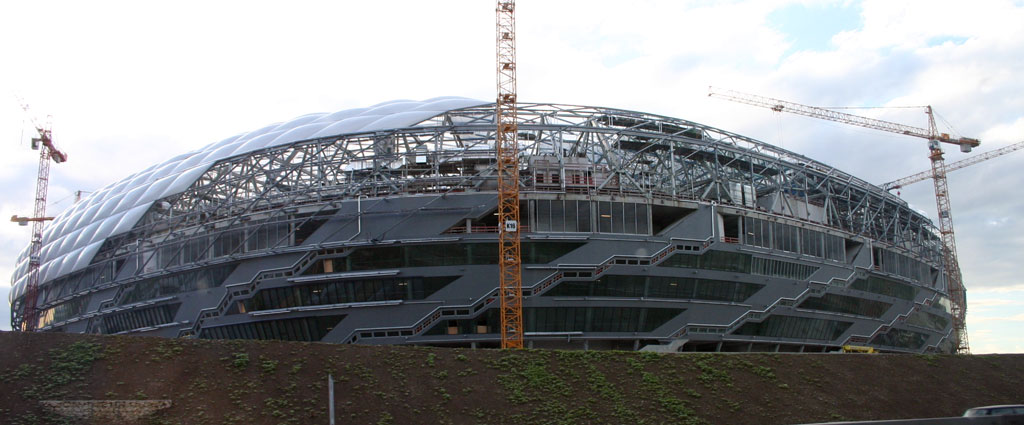
Environ 1,38 milliard d'euros est investi dans les stades, dont 280 millions d'euros pour le FIFA WM Stadion à Munich.

Les chiffres de la Deutsche Bundesbank font état pour le deuxième trimestre 2006 d'une augmentation de croissance de 0,25 % liée à la coupe du monde, qui se déroule du 9 juin au 9 juillet. Au troisième trimestre, la consommation finale des ménages augmente de 0,7 % ce qui contribue à hauteur de 0,4 % à l'accroissement du PIB. Cette augmentation de la consommation est attribuée à la Coupe du monde ainsi qu'à l'anticipation rationnelle par les ménages allemands de l'augmentation de la taxe sur la valeur ajoutée à 19 % en 2007.
En amont de la coupe du monde, les premiers effets sur l'économie allemande sont causés par l'amélioration des infrastructures nécessaires à l'organisation de l'évènement, et particulièrement par la construction ou rénovation des stades pour plusieurs centaines de millions d'euros. Le chiffre d'affaires du secteur de la publicité est de 9,7 milliards d'euros pendant le premier semestre 2006, la part de la publicité relative au mondial étant estimée à 5,7 %.
L'afflux de supporters étrangers en Allemagne profite aux secteurs de la restauration et de l'hôtellerie, qui enregistrent des recettes supplémentaires de l'ordre de 600 millions d'euros. À l'aéroport de Francfort, principal aéroport allemand, le trafic passagers atteint en juin 2006 4,82 millions de personnes dont 360 000 grâce à la coupe du monde.
Les recettes du commerce de détail augmentent de deux milliards d'euros pendant la compétition. Certains secteurs comme le commerce d'articles de sports et de souvenirs profitent de l'évènement, tandis que d'autres secteurs comme la mode et l'habillement voient leur chiffre d'affaires diminuer durant cette période.

### Équipementiers

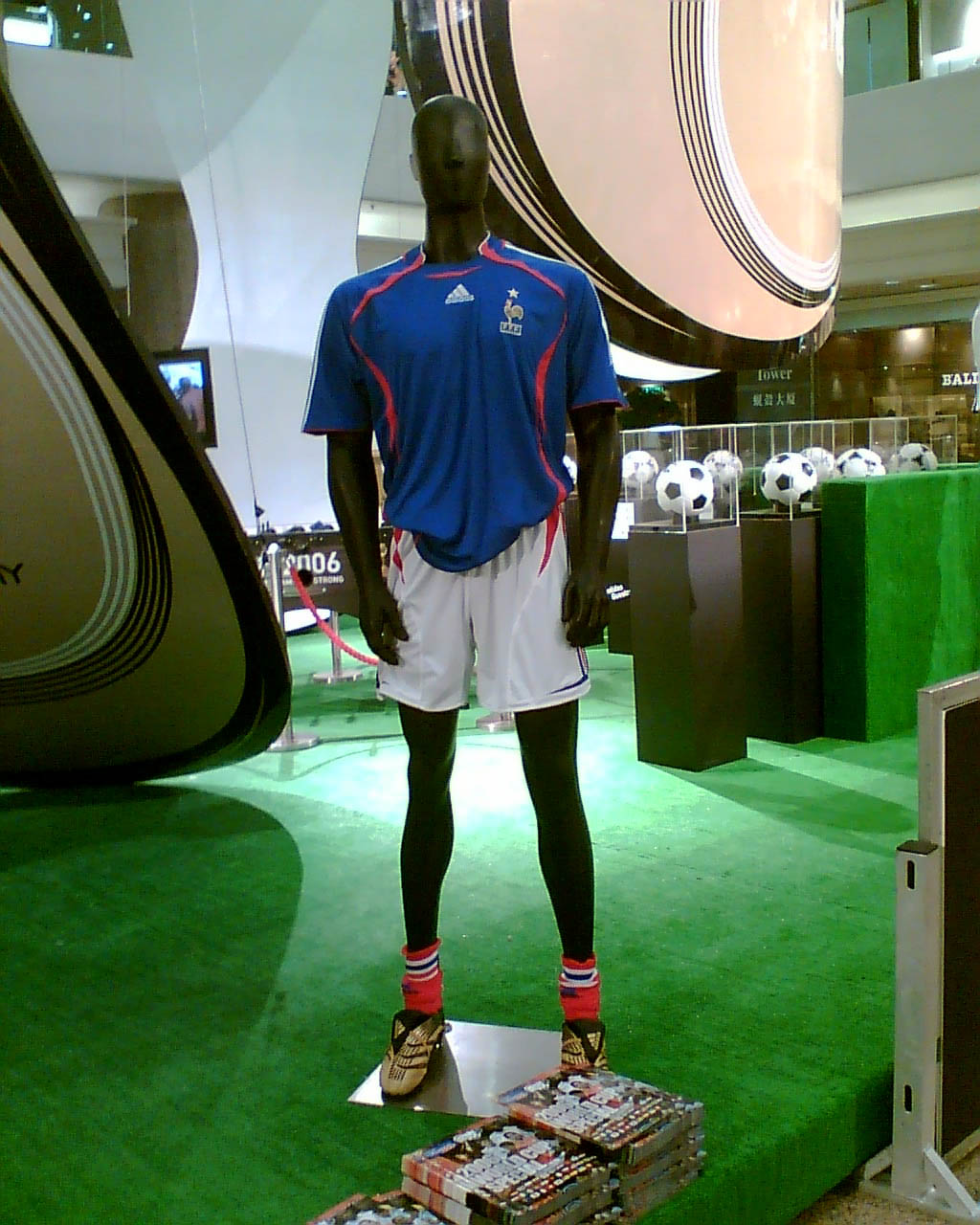
L'équipement de l'équipe de France, finaliste du tournoi

La coupe du monde met également en concurrence les équipementiers sportifs. La marque allemande Puma est la plus représentée avec douze équipes dont les cinq sélections africaines. Nike et Adidas suivent en fournissant l'équipement de respectivement huit et six équipes nationales présentes en Allemagne. Puma a pour ambassadeur l'ancien joueur brésilien Pelé. Adidas et Puma, les deux équipementiers allemands jouant à domicile, s'opposent pour la première fois en finale du tournoi par l'intermédiaire de la France et de l'Italie.
- Puma : Angola, Arabie saoudite, Côte d'Ivoire, Ghana, Iran, Italie, Paraguay, Pologne, Tchéquie, Suisse, Togo et Tunisie.
- Nike : Australie, Brésil, Corée du Sud, Croatie, États-Unis, Mexique, Pays-Bas et Portugal.
- Adidas : Allemagne, Argentine, Espagne, France, Japon et Trinité-et-Tobago.
- Umbro : Angleterre et Suède.
- Lotto : Serbie-et-Monténégro et Ukraine.
- Joma : Costa Rica.
- Marathon Sports : Équateur.

Le coq sportif, sans être équipementier d'une équipe participante, est néanmoins présent à la Coupe du monde allemande en bénéficiant de l'appui de Diego Maradona, qui porte pendant la compétition un maillot argentin siglé de cette marque.

### Sponsors
La plupart du mondial est financé par des sponsors liés à la FIFA et au comité d'organisation. On distingue des sponsors internationaux et des sponsors nationaux, qui ne peuvent faire de la publicité pour leur engagement qu'en Allemagne, alors que les sponsors internationaux ont le droit de le faire dans le monde entier. Les sponsors payent une somme estimée à 700 millions d'euros, soit 840 millions de dollars,.
Les sponsors internationaux sont au nombre de 15. Ils versent une somme estimée à 600 millions d'euros, soit une moyenne de 40 millions d'euros par entreprise, cette somme incluant des prestations en nature et des prestations de service. Les 15 partenaires officiels de la FIFA sont Adidas, Anheuser-Busch, Avaya, Coca-Cola, Continental Airlines, Deutsche Telekom, Emirates, Fujifilm, Gillette, Hyundai, MasterCard, McDonald's, Philips, Toshiba et Yahoo!. Une somme supplémentaire de 100 millions d'euros est payée par les six sponsors nationaux du comité d'organisation allemand : Deutsche Bahn (les chemins de fer allemands), Deutsche Postbank (banque postale allemande), EnBW (fournisseur d'électricité), Hamburg-Mannheimer (assurance), Obi (magasin de bricolage), et Oddset (paris sportifs).
Tous ces sponsors ont le droit d'utiliser les marques et emblèmes de la coupe du monde dans leur communication et de participer à diverses activités marketing organisées dans le cadre du tournoi et autour de celui-ci. Par exemple, Adidas construit un stade d'une capacité de 15 000 places en face du palais du Reichstag à Berlin. Ce stade, appelé World of football, permet aux spectateurs d'y regarder un match de la coupe du monde sur écran géant. Un autre sponsor, Coca-Cola, organise un tour du monde du trophée de la compétition à travers 29 étapes dans autant de pays.
La FIFA protège activement ses droits et ceux de ses sponsors. Avant même le début de la coupe du monde 2006, la FIFA a déjà engagé 2 500 procédures contre des entreprises accusées de porter atteinte à ses droits. Les sponsors officiels bénéficient aussi de la part de la FIFA d'une protection contre l'ambush marketing. Ainsi la marque de bière Bavaria est accusée par la FIFA d'ambush marketing aux dépens de la marque Budweiser du sponsor officiel Anheuser-Busch, et de vouloir associer son image à la coupe du monde sans y être autorisée puisque Bavaria n'a pas payer de droits de parrainage. À l'occasion du match du premier tour opposant les Pays-Bas à la Côte d'Ivoire, un millier de supporters néerlandais qui portent des Lederhosen mentionnant la marque de bière Bavaria ne sont pas autorisés à rentrer dans le stade avec ce vêtement et doivent assister à la rencontre en sous-vêtements.
La FIFA veut se réserver les droits de marque relatifs aux dénominations allemandes Fussball WM 2006 et WM 2006, WM étant l'abréviation allemande courante du terme Weltmeisterschaft qui signifie coupe du monde. La Cour fédérale allemande (Bundesgerichtshof, BGH) refuse ces droits à la FIFA en jugeant que ces dénominations n'ont pas de caractère distinctif et désignent simplement un évènement.

### Primes pour les fédérations
La FIFA verse une somme de 332 millions de francs suisses aux équipes participantes, soit 214,3 millions d'euros. Chaque équipe participante reçoit 1 million de francs suisses pour financer sa préparation de la compétition. Le montant restant est réparti en fonction du classement des équipes. Les équipes classées de la 17e à la 32e perçoivent 6 millions de francs suisses chacune. La prime des équipes atteignant les huitièmes et les quarts de finale s'élève respectivement à 8,5 et 11,5 millions de francs suisses. Les montants sont quasiment doublés pour les quatre premiers de la coupe du monde qui se voient attribuer respectivement 24,5 (soit 15,8 millions d'euros), 22,5 (soit 14,5 millions d'euros) et 21,5 millions de francs suisses (soit 13,8 millions d'euros) pour les demi-finalistes. La FIFA prend en charge les frais de voyage des délégations composées de 45 personnes chacune, ainsi qu'une partie des frais d'hébergement,.

### Billets d'entrée
- Vente publique
- Sièges VIP et loges
- Fédérations participantes
- FIFA
- Invités et médias
- Détenteurs des droits TV
- Fédération allemande
- Sponsors

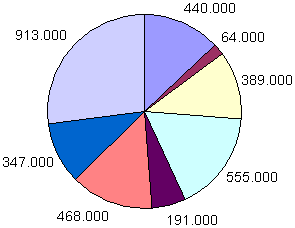
Répartition initiale des billets :

Selon le comité d'organisation, environ 1,12 million des 3,2 millions de billets sont disponibles en ligne à la vente publique. Une majorité de billets d'entrée sont initialement réservés aux sponsors et partenaires de la compétition (555 000 billets soit 18,9 %), à la fédération allemande de football DFB (389 000 billets soit 13,3 %), aux autres fédérations participantes (468 000 billets soit 16 %), à la FIFA (191 000 billets soit 6,5 %) et aux clients du service « programme d'hospitalité » qui comprend un ticket en catégorie 1 avec siège VIP et loge, un service de restauration et une place de parking réservée. Un nombre de 64 000 tickets (soit 2,2 %) est en outre réservé aux chaînes de télévisions détentrices des droits de retransmission et 440 000 billets (soit 15,1 %) sont alloués aux médias et servent de réserve de sécurité. Les billets des différents contingents qui ne sont pas vendus sont redistribués à la vente publique notamment.

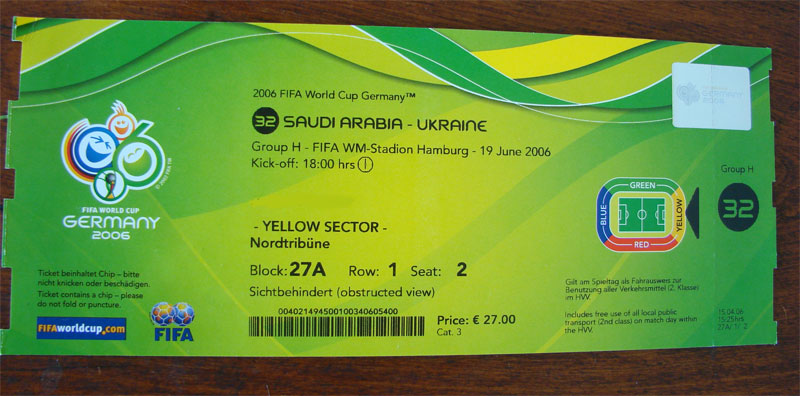
Billet d'entrée du match Arabie saoudite-Ukraine

La première phase de la vente internationale des billets d'entrée a lieu du 1er février au 31 mars 2005. Un peu plus d'un million de personnes de 195 pays concourent pour obtenir un des 812 000 billets pendant cette première phase de vente. La FIFA reçoit 8,7 millions de commandes de billets valables, dont 6,25 millions en provenance d'Allemagne. 2,3 millions de commandes issues d'une tentative de manipulation aux États-Unis ne sont pas acceptées, ainsi que 1,3 million de commandes de gens ayant déjà commandé des billets. Cela fait un billet pour dix candidats. Déjà après 48 heures de vente publique, le nombre de demandes dépasse celui des billets disponibles. Au cours de la deuxième phase, du 2 mai au 15 novembre 2005, des lots permettant de voir tous les matchs d'une équipe sont vendus. Ensuite 300 000 billets sont mis en vente dans la troisième phase du 1er décembre 2005 au 15 janvier 2006. La quatrième et dernière phase de vente est mise en place sur internet à partir du 15 février 2006 : 592 000 billets sont répartis entre les 32 fédérations des pays qualifiés.
Pour la première fois, les billets d'entrée sont personnalisés. Pour des raisons de sécurité, les billets sont intransmissibles et les acheteurs doivent s'enregistrer. Les quelque 100 000 spectateurs "VIP" sont exclus de cette règle. Un billet permet, pour la première fois pendant une Coupe du monde, d'utiliser gratuitement les moyens de transport public. Des billets sont également prévus pour les non-voyants. Chaque groupe de dix spectateurs non-voyants est accompagné de deux commentateurs durant les matchs et dispose d'oreillettes pour les commentaires et l'ambiance du stade.
Dans les stades, il n'y a que des places assises. Elles sont réparties en quatre catégories. Un billet pour la catégorie 4, la plus abordable, pour les 47 matchs du tour préliminaire (hors match d'ouverture) coûte 35 euros. Ce prix est 16 euros inférieur au prix minimal disponible lors de la Coupe du monde de football de 2002 en Corée du Sud et au Japon. Des places offrant une visibilité réduite sont mises en vente à 60 % du prix nominal. Les prix pour les billets de la finale à Berlin se chiffrent à 600 euros en 1re catégorie.
| Rencontre              | Catégorie 1 | Catégorie 2 | Catégorie 3 | Catégorie 4 |
| ---------------------- | ----------- | ----------- | ----------- | ----------- |
| Match d'ouverture      | 300 €       | 180 €       | 115 €       | 75 €        |
| Premier tour           | 100 €       | 60 €        | 45 €        | 35 €        |
| Huitième de finale     | 120 €       | 75 €        | 60 €        | 45 €        |
| Quart-de-finale        | 180 €       | 110 €       | 85 €        | 55 €        |
| Demi-finale            | 400 €       | 240 €       | 150 €       | 90 €        |
| Match pour la 3e place | 120 €       | 75 €        | 60 €        | 45 €        |
| Finale                 | 600 €       | 300 €       | 220 €       | 120 €       |

### Marketing

#### Slogans officiels

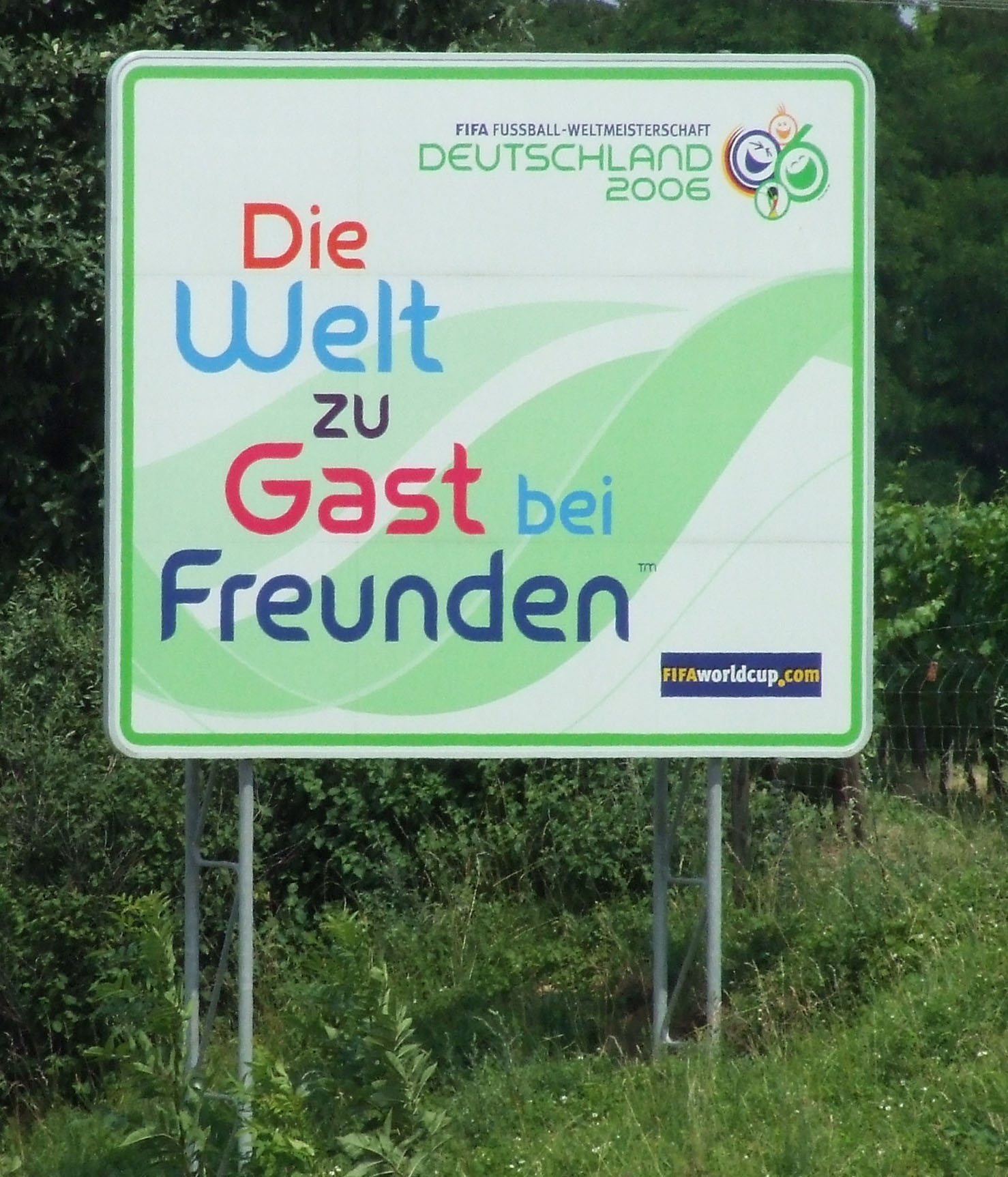
Slogan de la compétition

Le 19 novembre 2002, le slogan et le logo officiels de la coupe du monde sont présentés au FIFA WM Stadion Gelsenkirchen.

Le slogan de la compétition, imaginé par l'artiste André Heller, est 

« Die Welt zu Gast bei Freunden »

 et doit exprimer l'hospitalité des Allemands et leur attachement au sport. Le slogan peut être traduit en français par « Le monde bienvenu chez ses amis ». D'autres slogans en langues étrangères sont également utilisés pendant la Coupe du monde :
- (en) « A time to make friends™ » (« Un temps pour se faire des amis »)
- (fr) « Le rendez-vous de l'amitié »
- (es) « El mundo entre amigos » (« Le monde entre amis »)

En plus des slogans du tournoi en différentes langues, chaque équipe participant à la compétition possède un slogan spécifique pour le tournoi. Ces devises sont choisies par les supporters et sont visibles sur les bus des équipes,.

#### Logo de la coupe du monde

Celebrating Faces of Football

Le logo officiel de la compétition, appelé Celebrating Faces of Football, comporte deux smileys de même taille et symbolisant les chiffres zéro et six pour l'année 2006. Celui de gauche symbolisant le chiffre zéro est de couleur bleue et ses yeux sont deux flèches pointant l'une vers l'autre. Le smiley de droite est vert et a des yeux en forme de croissant de lune.
Le troisième smiley, plus petit et de couleur orange, est positionné au-dessus des deux autres. Il a trois cheveux et les yeux ronds. Une représentation stylisée du trophée de la coupe du monde est placée sous les deux grands smileys. Les trois couleurs de l'Allemagne noir-rouge-or entourent le logo sur la gauche.
Comme pour l'édition précédente, le logo de cette Coupe du monde est créé par l'agence de publicité londonienne Whitestone. Certains éléments de l'ancien logo de 2002 et la représentation du trophée se retrouvent dans ce logo ainsi que dans celui des éditions suivantes pour maintenir l'identité graphique du tournoi.

#### Mascotte et ballon
La mascotte officielle de cette Coupe du monde est un lion anthropomorphique baptisé Goleo VI. Ce lion porte un maillot blanc frappé du numéro 06 en référence à l'année de l'évènement. Il est accompagné du ballon parlant Pille.
Le ballon officiel de cette Coupe du monde est fabriqué par l'équipementier allemand Adidas et s'appelle Teamgeist, ce qui signifie en allemand esprit d'équipe. Il est présenté à l'occasion du tirage au sort de la phase finale à Leipzig. Ce ballon a une structure différente des ballons de football traditionnels : il est composé de 14 éléments alors que les ballons traditionnels sont constitués de 26 ou 32 polygones. Le nombre de raccords entre les éléments du Teamgeist est ainsi diminué ce qui, selon Adidas, en fait un ballon plus rond et plus lisse qui peut être manié avec « une plus grande précision et un meilleur contrôle ». Certains gardiens de but ont néanmoins critiqué le fait que le Teamgeist était « trop imprévisible ».
Le Teamgeist Berlin uniquement utilisé pour la finale entre l'Italie et la France se caractérise par des motifs dorés, couleur principale du trophée de la Coupe du monde.
En août 2006 le ballon officiel se vend déjà à 15 millions d'exemplaires, soit plus du double des ventes réalisées par le Federnova, ballon officiel de la coupe du monde 2002 vendu à 6 millions d'exemplaires,.
Adidas a également préparé un ballon muni d'une puce électronique et capable d'envoyer un signal lorsqu'il traverse la ligne de but ou qu'il sort du terrain, de manière à pouvoir faciliter les prises de décision de l'arbitre. Ce ballon n'a cependant pas été retenu pour la compétition parce que son utilisation n'a pas été validée.

#### Hymne officiel

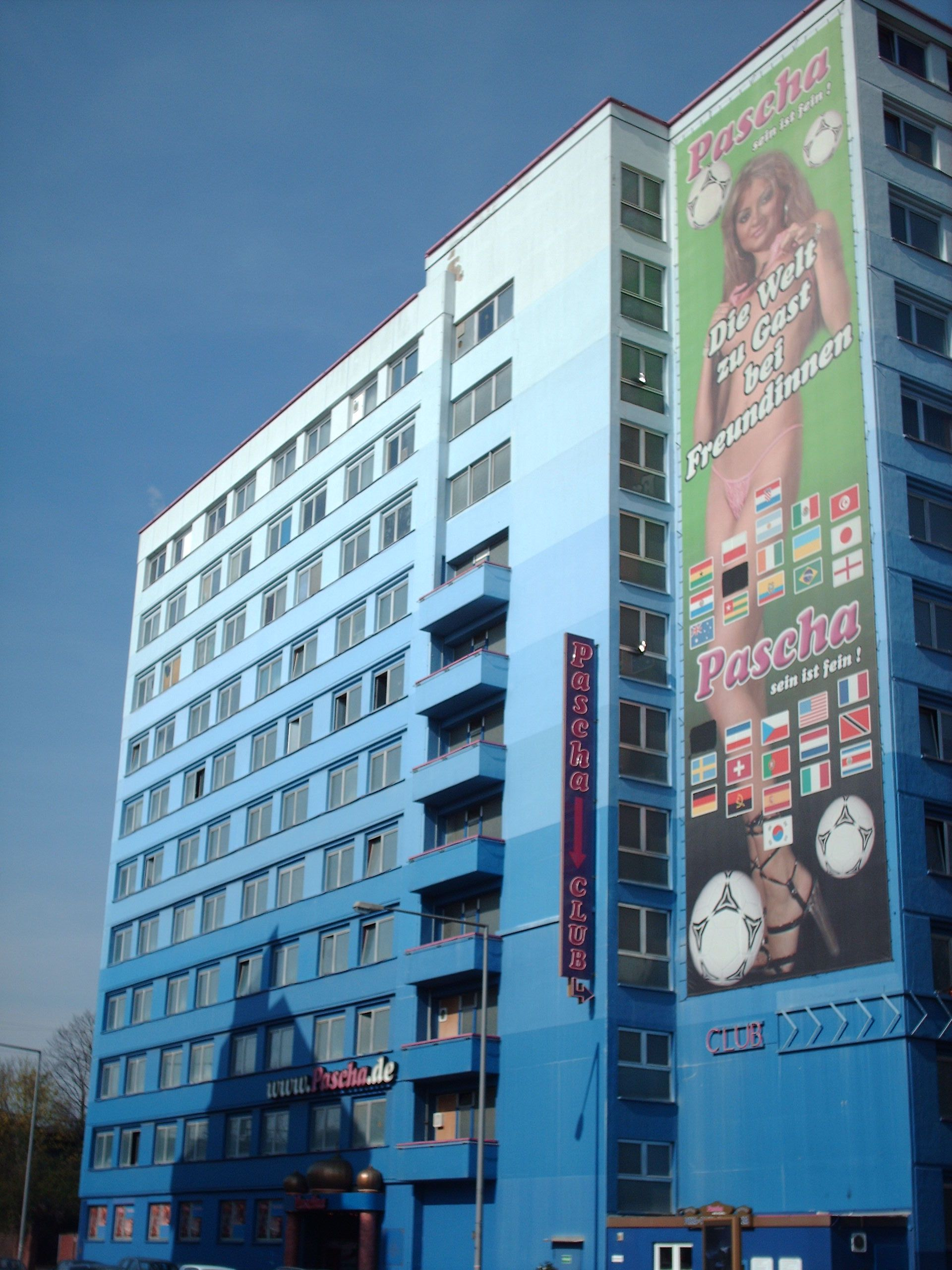
Eros center Pascha de Cologne, en avril 2006 ; la décoration murale met en évidence les drapeaux de la coupe du monde (ceux de l'Arabie Saoudite et de l'Iran sont censurés)

L'hymne officiel de la coupe du monde s'intitule Celebrate The Day et est interprété par le chanteur allemand Herbert Grönemeyer. Le jour de la cérémonie d'ouverture, il interprète l'hymne en duo avec Amadou et Mariam.

### Parrainage
Les sponsors de la Coupe du Monde 2006 étaient constitués de 15 Partenaires de la FIFA.
| Partenaires de la FIFA                                           | Partenaires de la FIFA                                                                                         | Partenaires de la FIFA                                    |
| ---------------------------------------------------------------- | --- | --------------------------------------------------------- |
| - Adidas - Avaya - Budweiser, - Coca-Cola, - Continental         | \| - Deutsche Telekom[242],[243] - Emirates[244],[245] - Fujifilm[246],[247] - Gillette[248] - Hyundai[249] \| | - MasterCard, - McDonald's - Philips - Toshiba, - Yahoo!, |
| - Deutsche Telekom, - Emirates, - Fujifilm, - Gillette - Hyundai | |                                                           |

### Philatélie
De nombreux pays émettent des timbres postaux spéciaux à l'occasion de la coupe du monde 2006. Pour commémorer le début de la compétition, la poste du Liechtenstein édite par exemple un timbre représentant une sortie de but. L'opérateur postal français La Poste émet le 5 juillet 2006 un timbre pour encourager l'équipe de France avant sa demi-finale contre le Portugal : au-dessous de la phrase « Merci les bleus ! », sont visibles des mains et bras levés de supporteurs, colorés en bleu, blanc et rouge, au-dessus desquelles passe un ballon de football,.

### Opposition à la coupe du monde
Avant et pendant la coupe du monde, les « anti-foot » font entendre leur voix. À Berlin, la Neue Gesellschaft für Bildende Kunst (« Nouvelle société des arts visuels ») dénonce la commercialisation et la médiatisation excessive de l'évènement sportif en organisant une exposition critique dénommée Heimspiel (« Match à domicile »), et en déployant une banderole avec l'inscription « A time to make money » détournant le slogan officiel de la compétition, « A time to make friends ».
Avant la coupe du monde, les maisons closes allemandes prévoient d'augmenter le nombre de prostituées pendant la compétition pour satisfaire les supporters étrangers, essentiellement masculins,. Par exemple, la maison close Artemis est créée en 2005 sur 3 000 m2 non loin du Stade olympique de Berlin, et des locaux destinés à la prostitution appelés performance boxes et équipés de douches et de distributeurs de préservatifs sont installés à Cologne. Ceci amène deux types de critiques envers la coupe du monde. Certaines associations pour l'abolition de la prostitution comme l'association internationale « la coalition contre la traite des femmes » (CATW) dénoncent la coupe du monde comme un marché du sexe. D'autres associations réunies au sein du « Conseil allemand des femmes » dénoncent non pas la prostitution en général, qui est en Allemagne une activité légale depuis 2002, mais le risque de prostitution forcée couru essentiellement par des jeunes filles d'Europe de l'Est,.
En avril 2006, un affichage publicitaire pour l'Eros-center Pascha (en) de Cologne, représentant une femme à demi nue sur une hauteur de plusieurs étages, accompagnée des drapeaux des pays participant à la coupe du monde, provoqua des protestations de la communauté musulmane, scandalisée par la représentation des drapeaux de l'Arabie saoudite et de l'Iran (le nom d'Allah figurant sur ces drapeaux) ; le propriétaire, Armin Lobscheid, craignant des représailles, décida de noircir ces deux drapeaux.

#### Documents de laFédération internationale de football association(FIFA)
- (fr + en) FIFA, Report and Statistics, 2006 FIFA World Cup Germany, 2006. [p. 1-143, p. 144-286 (consulté le 24 avril 2009)]
- (fr) FIFA, Rapport financier de la FIFA 2006, 2006. [texte intégral (consulté le 24 avril 2009)]
- (fr) Comité exécutif de la FIFA, Règlement de la coupe du monde de la FIFA, Allemagne 2006, 2006. [texte intégral (consulté le 19 juin 2009)]
- (fr) FIFA, Coupe du monde de la FIFA 1974, Compétition Finale, Étude technique, 1974. [p. 1-120 (consulté le 24 août 2009)]

#### Ouvrages sortis avant la coupe du monde 2006
- (fr) Collectif, Horizon Bleus 2006, 30 Bleus pour gagner la Coupe du monde, Mango-Pratique, mars 2006 (ISBN 978-2-84270-586-2)
- (fr) Patrick Dessault et Patrick Sowden, Bleus clairs ou Bleus pâles ? Coupe du monde 2006 : l'équipe de France passée au crible, Jourdan, 2006, 197 p. (ISBN 978-2-930359-62-5)
- (fr) Marianne Mako, Les rois du Mondial 2006, Solar, 2006.  (ISBN 2263041087)
- (fr) Eugène Saccomano, Les Stars de la coupe du monde 2006, Éditions Numéro 1, avril 2006.  (ISBN 2846121931)

#### Ouvrages sortis après la coupe du monde 2006
- (fr) Dominique Grimault, Coupe du monde 2006. Au bord du rêve, Solar, juillet 2006.  (ISBN 2263041192)
- (de) Die Fussball-Weltmeisterschaften - 2006, Süddeutsche Zeitung WM-Bibliothek, 2006.  (ISBN 3866151667)
- (de) Monica Lierhaus, Germany 2006. Das Buch zur Fußball-WM. The Football World Cup Book, Das Neue Berlin, 2006.  (ISBN 3360012852)
- (de) Sönke Wortmann, Deutschland. Ein Sommermärchen. Das WM-Tagebuch, Kiepenheuer & Witsch, 2006.  (ISBN 3462037595)
- (en) Harry Harris, World Cup Diary: The Incredible Story of the 2006 World Cup, Know the Score Books, 2006.  (ISBN 1905449909)
- (en) Tony Limarzi, Forza Italia: The Italian Triumph in the 2006 World Cup, Publishamerica, 2006.  (ISBN 1604746076)

### Filmographie
- Winners and Losers, documentaire franco-américain réalisé par Lech Kowalski et sorti en 2007